# Islande
« Ísland » et « Iceland » redirigent ici. Pour les autres significations, voir Island et Iceland (homonymie).
Ne doit pas être confondu avec l'Irlande.
Islande
(is) Ísland 
L'Islande (en islandais : Ísland /ˈistlant/, littéralement « pays de glace »,), en forme longue la république d'Islande, est un pays insulaire d'Europe du Nord situé dans l'océan Atlantique,. Ayant pour capitale sa plus grande ville Reykjavik, il est gouverné sous la forme d'une république parlementaire.
Située dans l'océan Atlantique nord, entre le Groenland et la Norvège, au nord-ouest des îles Féroé, l'Islande, y compris les îles qui lui sont rattachées, s'étend sur 102 775 km2. Son relief, culminant à 2 109,6 m au Hvannadalshnjúkur, est assez montagneux, le centre de l'île constituant les Hautes Terres d'Islande désertiques et les côtes étant découpées par des fjords. Plus de 10 % de l'île est constitué de glaciers. L'Islande est située sur la dorsale médio-atlantique séparant les plaques tectoniques eurasienne et nord-américaine, ce qui lui confère une intense activité volcanique. Son climat est océanique, tempéré malgré les latitudes, l'influence polaire étant limitée par le Gulf Stream.
L'Islande fut probablement colonisée par des Norvégiens fuyant le roi Harald à la Belle Chevelure entre 870 et 930 environ (bien que vraisemblablement découverte auparavant par des moines irlandais connus sous le nom de papar), ramenant avec eux femmes et esclaves celtes au cours de leurs escales. En 930, les chefs islandais (bœndr) décident de créer une assemblée commune, l'Althing, le plus vieux Parlement au monde. S'ensuit une longue période d'indépendance connue sous le nom d'État libre islandais, durant laquelle intervient notamment la christianisation de l'Islande. En 1220, des luttes internes connues sous le nom d'âge des Sturlungar affaiblissent le régime, qui s'effondre en 1262 lors de la signature du Vieux Pacte qui lie l'Islande au royaume de Norvège.
En 1536, l'île passe sous domination danoise et l'Althing est abolie par le Roi en 1800. Il faut attendre le milieu du XIXe siècle pour que le mouvement indépendantiste, mené par Jón Sigurðsson, se développe. Le Parlement est rétabli en 1843 et l'Islande obtient l'autonomie du Danemark en 1874. En 1918, l'Islande redevient juridiquement un État souverain, le royaume d'Islande, bien que lié au Danemark par un Acte d'Union qui leur confère le même roi. Le pays rompt tout lien avec le Danemark en 1944 lors de la fondation de la république.
L'Islande est une république parlementaire. Le pouvoir exécutif est exercé par son chef d'État, portant le titre de « président de l'Islande » et par le gouvernement de l'Islande dirigé par un Premier ministre. Le pouvoir législatif est quant à lui exercé par l'Althing, le Parlement monocaméral comptant 63 membres — il s'agit d'un des plus vieux parlements encore en activité dans le monde. L'Église d'Islande, de confession luthérienne, a le statut de religion d'État.
Les Islandais, au nombre de 387 000 habitants, sont principalement concentrés dans l'agglomération de la capitale Reykjavik, qui accueille deux tiers d'entre eux. La densité de 3,7 hab./km2 est la plus faible d'Europe et une des plus faibles du monde (231e rang mondial sur 237). 
La langue nationale, l'islandais, une langue scandinave, est parlée par la quasi-totalité des habitants et a le statut de langue officielle depuis juin 2011. Le pays est membre de l'ONU, du Conseil de l'Europe, de l'OTAN, de l'AELE, de l'OCDE, de l'espace Schengen et de l'EEE. L'Islande a déposé sa candidature à l'entrée dans l'Union européenne le 17 juillet 2009, mais celle-ci, gelée à partir du 13 juin 2013, est officiellement retirée le 12 mars 2015, bien que ce retrait soit contesté par une minorité d'Islandais, la majorité refusant l'application des quotas de pêche imposés par l'UE.
Avant la crise financière de 2008, l'Islande était au premier rang des pays les plus développés au monde selon l'indice de développement humain (IDH) de 2007 et 2008. Son économie est fondée sur un système d'économie mixte où les services, la finance, la pêche et les industries sont les principaux secteurs. En 2024, l'Islande est classée en 22e position pour l'indice mondial de l'innovation . L'Islande est l'un des pays les moins sujets à la criminalité et possède également un système de soins parmi les plus performants ; son système éducatif est assez mal classé dans les enquêtes PISA.

## Géographie

Paysage du Suðurland.

Pays insulaire de l'océan Atlantique nord, l'Islande est composée d'une île principale représentant 99,7 % de sa superficie (19e du monde en superficie) autour de laquelle gravitent quelques petites îles et îlots. Située sur la dorsale médio-atlantique dont elle représente la seule partie émergée, l'Islande se trouve à 287 km au sud-est du Groenland (entre 63° 17' 30" et 67° 07' 05" nord et à 4° 32' 12" ouest) et à quelques kilomètres au sud du cercle polaire arctique.
Géologiquement, l'Islande est marquée par le volcanisme à l'origine de phénomènes comme les geysers ou de formations d'îlots comme Surtsey. Son relief est relativement élevé au centre (Hautes Terres d'Islande) et caractérisé par des fjords sur les côtes. Plus de la moitié du territoire est dépourvue de végétation.
La population d'une densité de 3,7 hab./km2 est très inégalement répartie. Elle se concentre dans la région de Reykjavik et est quasiment absente du centre du pays.
L'économie insulaire dépend en partie des ressources naturelles et en particulier la pêche, l'élevage et l'activité géothermique.

### Localisation

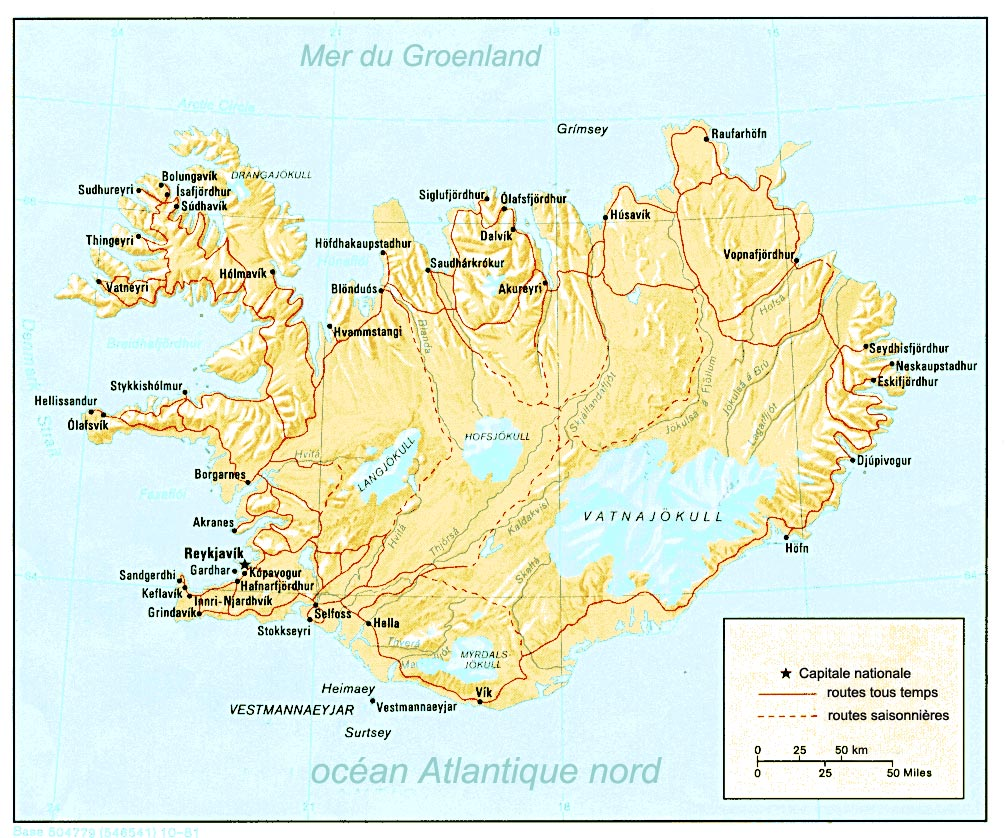
Carte de l'Islande.

L'Islande est un État insulaire à la limite entre l'océan Atlantique et l'océan Arctique. Ses plus proches voisins sont : le Groenland, situé à 287 km au nord-ouest, et les îles Féroé, à 420 km au sud-est. D'une superficie de 102 775 km2, le pays est entouré d'une zone économique exclusive de 758 000 km2. L'Islande est bordée par l' océan Atlantique au sud, le détroit de Danemark à l'ouest et la mer du Groenland au nord. Il est à relever que la mer de Norvège ne touche l'Islande qu'en un point, à l'extrémité est de Gerpir, un cap de la côte orientale.
L'île principale est située à quelques kilomètres au sud du cercle arctique. L'île de Grímsey se situe sur le cercle arctique, et l'îlot inhabité de Kolbeinsey constitue le point le plus septentrional de l'Islande.
En tant qu'État insulaire, l'Islande n'a pas de frontière terrestre, mais possède deux frontières maritimes : l'une avec la Norvège (plus précisément avec l'île Jan Mayen), l'autre avec le Danemark (constituée de deux tronçons, l'un avec le Groenland, l'autre avec les îles Féroé).

### Géologie

Système volcanique de l'Islande.

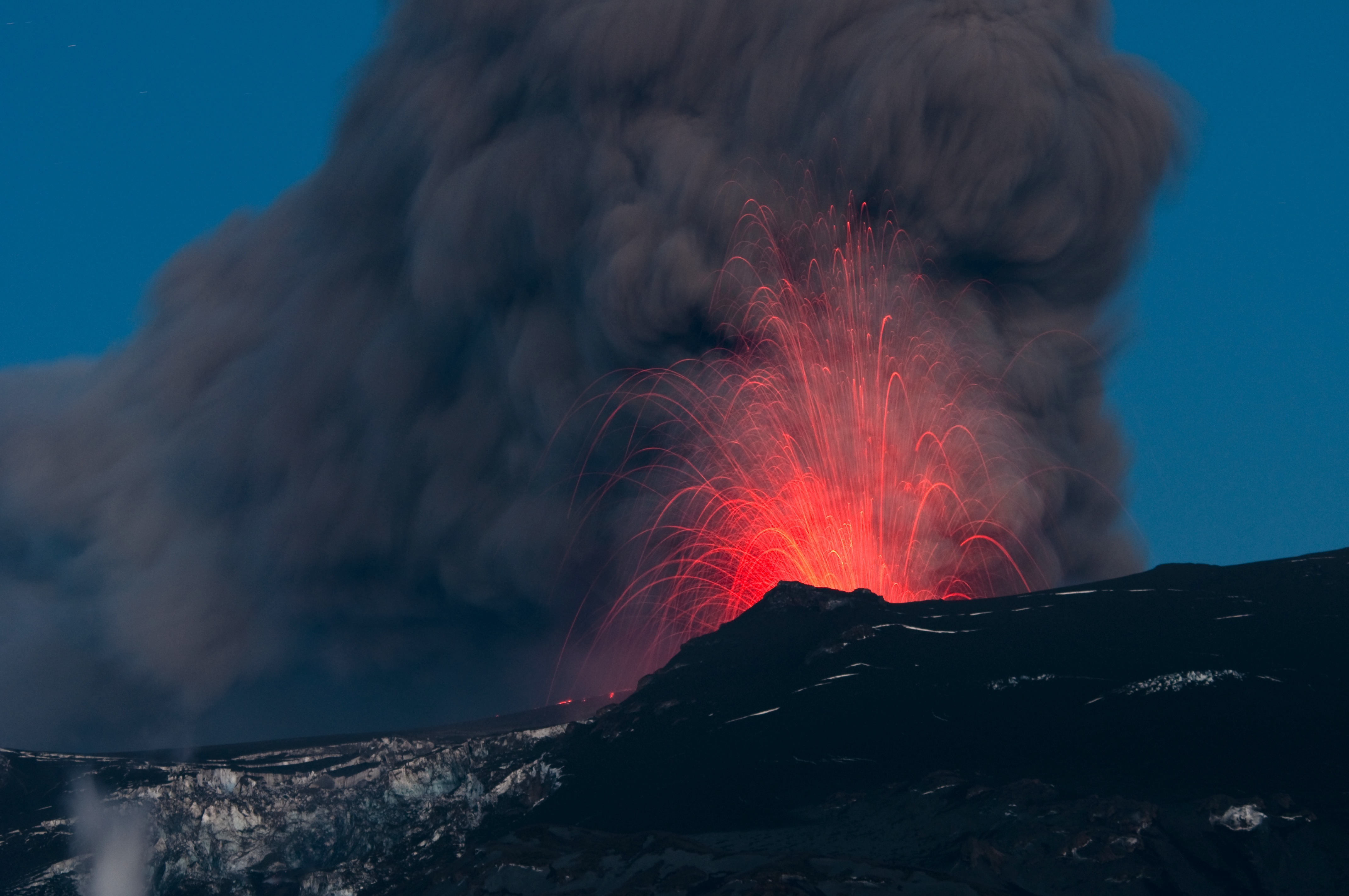
Un des aspects de l'éruption de l'Eyjafjöll en 2010.

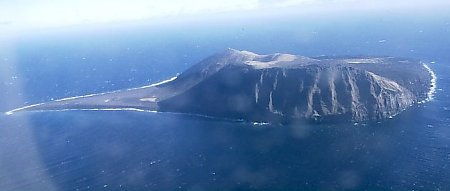
L'île de Surtsey, formée dans les années 1960, inscrite au patrimoine mondial de l'UNESCO.

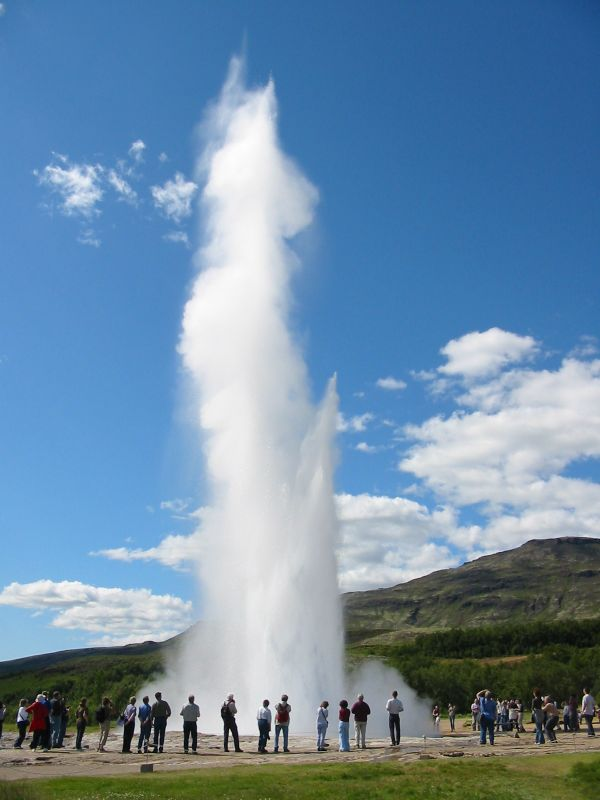
Le geyser Strokkur.

L'Islande est située au milieu de l'Atlantique sur la dorsale médio-océanique entre l'Europe et l'Amérique. Ainsi, d'un point de vue de la tectonique des plaques, la partie nord-ouest de l'Islande est sur la plaque américaine et la partie sud-est est sur la plaque eurasiatique. De plus, un point chaud se situerait juste en dessous de l'Islande, plus précisément sous le massif du Vatnajökull. Cette situation unique engendre sur l'île une importante activité volcanique et géothermale, située principalement le long de ce graben, là où le magma est le plus près de la surface.
Les manifestations à la surface de cette intense activité volcanique sont nombreuses : de nombreux volcans et failles éruptives sont situés sur l'île, dont environ 130 actifs, et de nombreux phénomènes paravolcaniques comme les solfatares et les sources thermales, dont les geysers (ce mot étant lui-même d'origine islandaise). L'abondance d'une telle énergie géothermique fait que la plupart des habitants ont accès à l'eau chaude et au chauffage domestique pour des prix très modiques.
Depuis l'ère tertiaire, cette île de 103 000 km2 ne cesse de se transformer à cause de l'activité volcanique permanente ; ses contours sont donc en évolution relativement rapide (à l'échelle des temps géologiques).
Le volcan Eyjafjöll est entré en éruption le 15 avril 2010, provoquant l'arrêt des lignes aériennes dans le Nord de l'Europe durant plusieurs jours,. L'éruption du Bárðarbunga en août 2014 a duré huit mois et produit à elle seule plus de 1 km3 de lave.
La fonte des glaciers en Islande s'est significativement accélérée à partir des années 1990. La surface de glace qui a fondu dans le pays depuis l’an 2000 est de 750 km2. Au rythme actuel, les glaciers pourraient disparaitre d'ici 200 à 300 ans.

### Topographie et hydrologie

Carte physique de l'Islande.

L'Islande possède un relief assez important. Le centre de l'île (les hautes terres d'Islande) constitue un vaste plateau d'altitude supérieure à 500 m, et les côtes sont souvent montagneuses, découpées de fjords (en particulier la région des fjords de l'ouest et l'Austurland). Le point culminant de l'île est le volcan Hvannadalshnjúkur, au sud-est, avec une altitude de 2 109,6 m.
Environ 10 % de l'île est recouverte de glaciers. Il y a quatre glaciers importants : le Vatnajökull, le Hofsjökull, le Langjökull et le Mýrdalsjökull. Ces glaciers alimentent plusieurs grandes rivières glaciaires (d'où le nom Jökulsá de plusieurs d'entre elles) dont la Þjórsá est la plus longue (230 km) et l'Ölfusá la plus importante quant au débit (423 m3/s). Ces rivières offrent une source importante d'électricité, utilisée principalement par l'industrie.
Ces caractéristiques géographiques exceptionnelles ont permis à l'île de développer un tourisme en plein essor, également pour observer les aurores boréales.

### Climat
L'Islande possède un climat de toundra soumis aux vents froids polaires. Grâce au Gulf Stream, ses côtes sud et ouest bénéficient d'une température bien plus clémente en hiver que New York. Les températures ne s'éloignent jamais beaucoup de 0 °C (5 °C en moyenne annuelle à Reykjavik, 3,8 °C à Akureyri). Les précipitations varient du nord au sud. Akureyri, au nord, a un total inférieur à 500 mm, alors qu'au sud certaines stations météorologiques atteintes de plein fouet par les tempêtes océaniques ont un total pluviométrique annuel qui peut dépasser 2 000 mm.
Un proverbe islandais illustrant la variabilité du temps dit : « Si le temps ne te plaît pas, attends juste cinq minutes. »
| Mois                              | jan. | fév. | mars | avril | mai  | juin | jui. | août | sep. | oct. | nov. | déc. | année |
| --------------------------------- | ---- | ---- | ---- | ----- | ---- | ---- | ---- | ---- | ---- | ---- | ---- | ---- | ----- |
| Température minimale moyenne (°C) | −3   | −2,1 | −2   | 0,4   | 3,6  | 6,7  | 8,3  | 7,9  | 5    | 2,2  | −1,3 | −2,8 | 1,9   |
| Température moyenne (°C)          | −0,5 | 0,4  | 0,5  | 2,9   | 6,3  | 9    | 10,6 | 10,3 | 7,4  | 4,4  | 1,1  | −0,2 | 4,4   |
| Température maximale moyenne (°C) | 1,9  | 2,8  | 3,2  | 5,7   | 9,4  | 11,7 | 13,3 | 13   | 10,1 | 6,8  | 3,4  | 2,2  | 7     |
| Précipitations (mm)               | 75,6 | 71,8 | 81,8 | 58,3  | 43,8 | 50   | 51,8 | 61,8 | 66,5 | 85,6 | 72,5 | 78,7 | 798,2 |

L'île est presque totalement située au sud du cercle arctique et connaît donc une alternance jour/nuit toute l'année, même si la durée de clarté du jour est très courte en hiver, et les nuits sont très courtes en été. Seule la petite île de Grímsey, qui constitue le lieu habité le plus septentrional d'Islande, est traversée par le cercle polaire arctique.

### Faune et flore

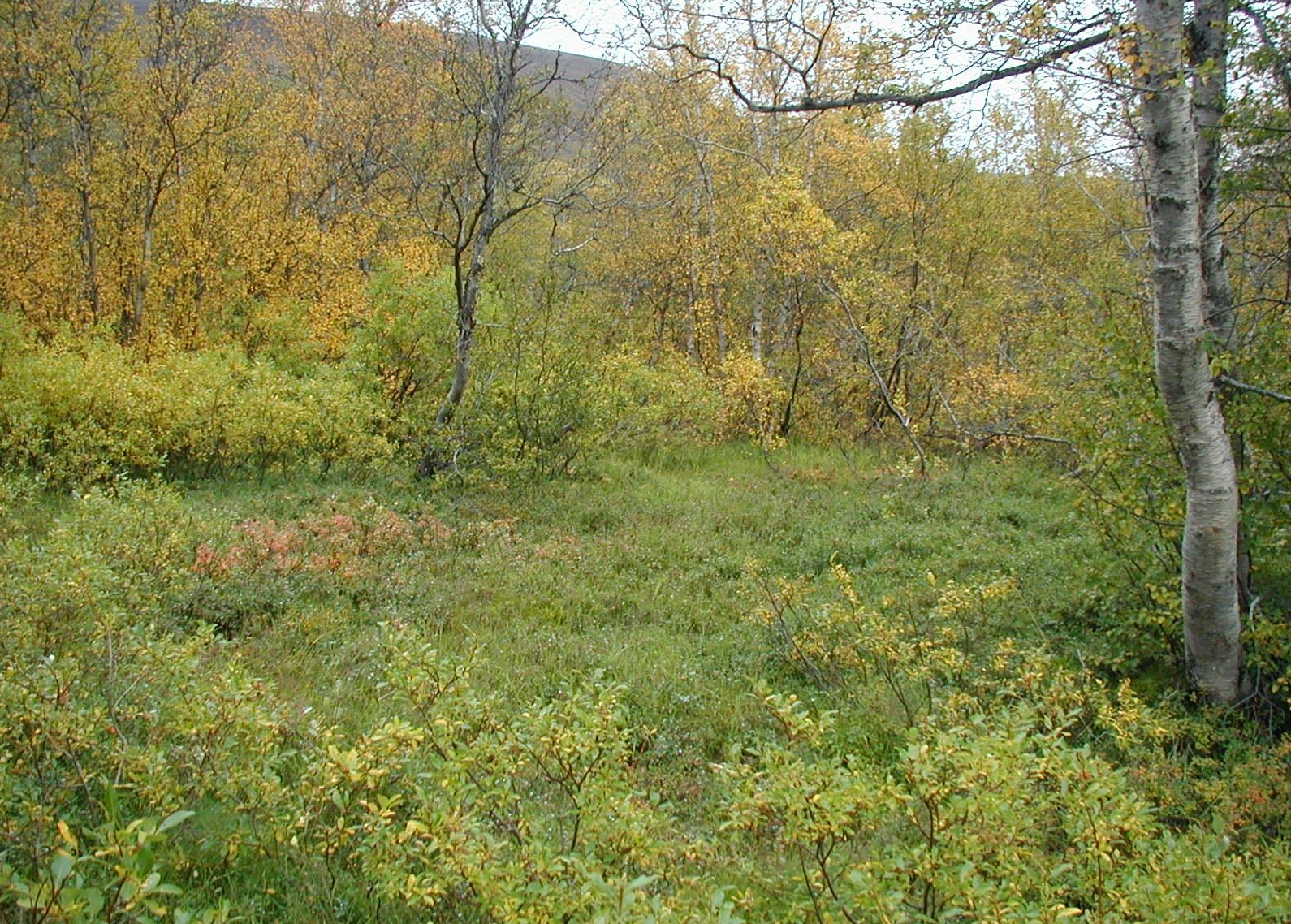
De maigres forêts et fruticées de bouleaux pubescents, aujourd'hui quasiment disparues, couvraient le quart de l'Islande avant la colonisation humaine.

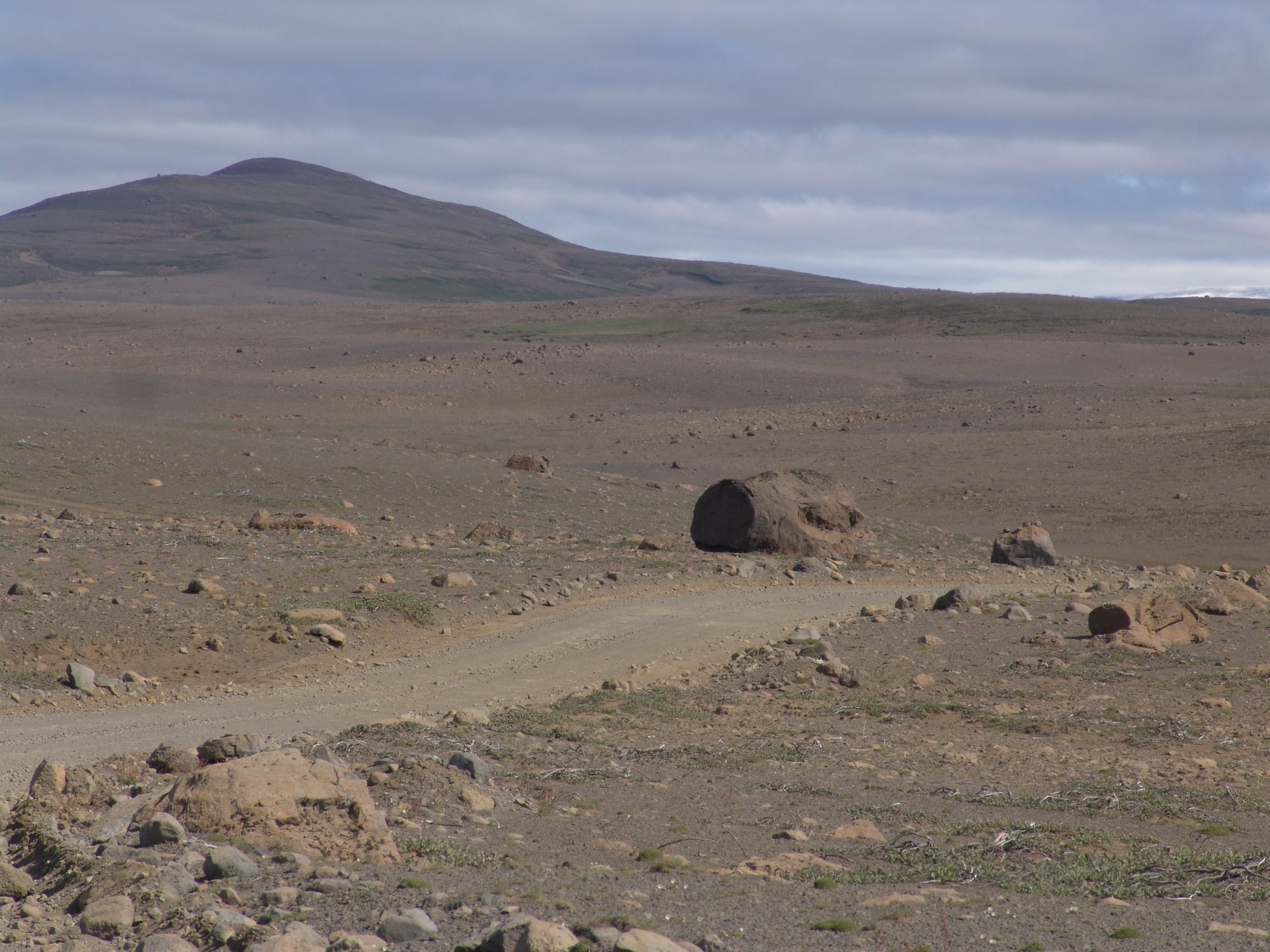
Le plateau central islandais est le plus souvent nu ou juste parsemé de quelques plantes rabougries.

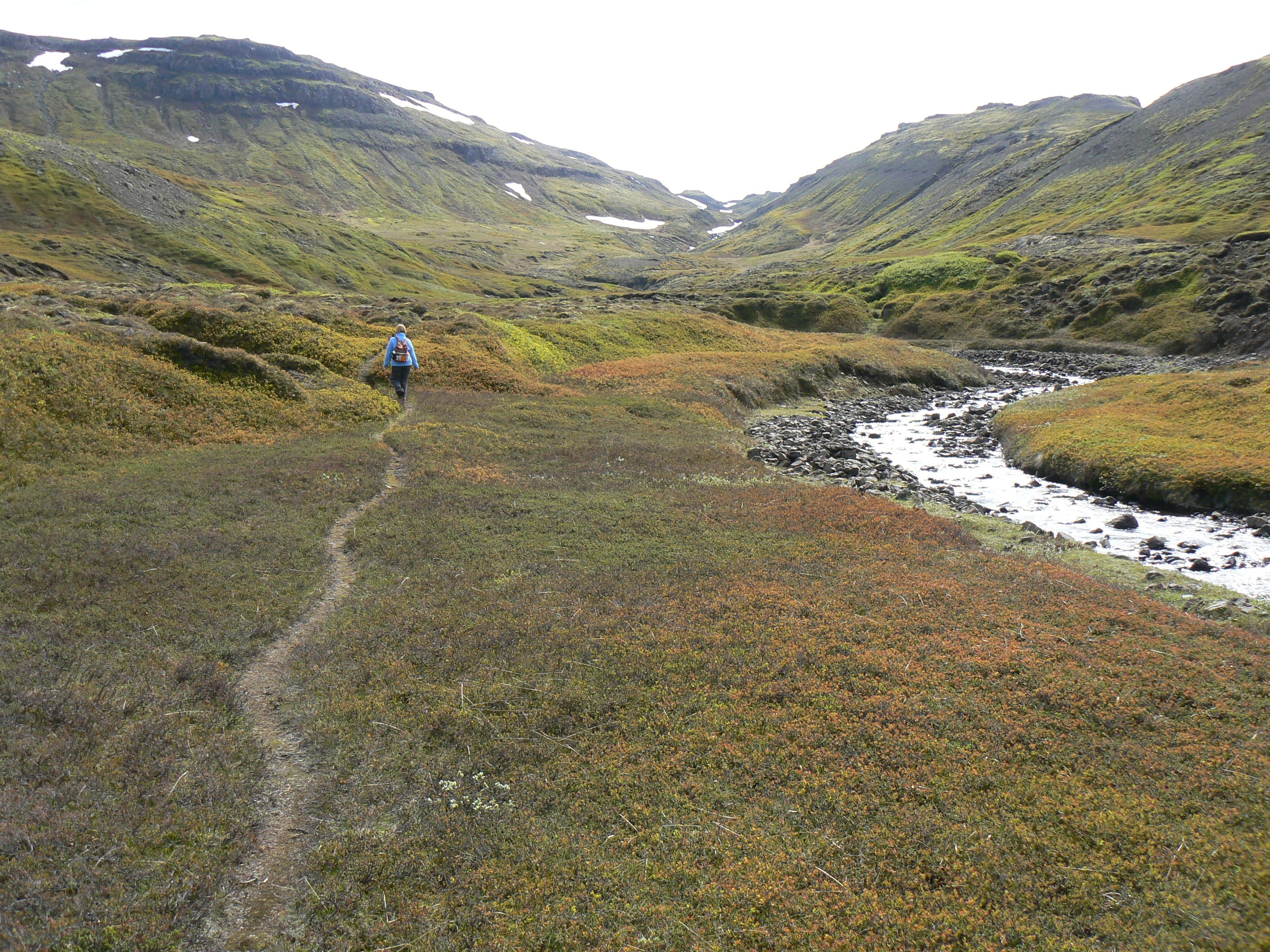
Les landes rases riches en éricacées (camarine, callune, myrtille…) constituent le principal type de couverture végétale continue.

Plus de la moitié du territoire islandais est dépourvue de végétation terrestre ou juste colonisée par de rares plantes dispersées. Après avoir décompté les quelques étendues d'eau : lacs, rivières et lagunes, qui couvrent environ 2 % de la surface du pays, c'est donc un désert qui occupe principalement le plateau central et les chaînes montagneuses et qui est composé de glaciers (environ 10 % du territoire islandais), d'étendues de roches volcaniques nues (environ 23 %), de terrains à végétation très éparse (environ 13 %) et de sables (environ 3 %).
La périphérie de l'île est plus verdoyante, avec majoritairement de nos jours des paysages de toundra. Ce ne fut pas toujours le cas : les Vikings au IXe siècle découvrirent une île couverte à plus du quart de sa superficie par des forêts ou des buissons de bouleaux pubescents. Les défrichements agricoles, l'exploitation du bois pour la construction ou comme combustible et le pâturage des moutons ont fait disparaître ces boisements naturels qui ne couvrent plus aujourd'hui que 1,1 % de la surface de l'île (0,2 % de forêts et 0,9 % de buissons). Cependant depuis un peu plus d'un siècle, également pour lutter contre les phénomènes d'érosion, l'Islande a développé une politique de conservation, et également d'afforestation en plantant diverses espèces exotiques. La plus importante forêt issue de cet effort, est celle de Hallormsstaðaskógur, près de Egilsstaðir, créée à partir de 1903 dans l'est de l'île. Ces forêts se sont avérées de très bons puits de carbone, du fait de la pauvreté initiale en carbone du sol.
Les principales formations végétales actuelles sont alors des landes rases qui s'étendent sur environ 35 % de l'Islande et qui peuvent être constituées soit de sous-arbrisseaux dont notamment la camarine noire (Empetrum nigrum), la callune (Calluna vulgaris), la myrtille des marais (Vaccinium uliginosum)…, soit simplement de tapis de mousses ou de lichens parsemés ici ou là de quelques touffes de petites plantes vasculaires. Les autres habitats sont des tourbières et marécages (environ 7 %), des prairies naturelles (environ 3 %), et des terres agricoles (environ 2,5 %) essentiellement représentées par des pâtures et prairies de fauche.

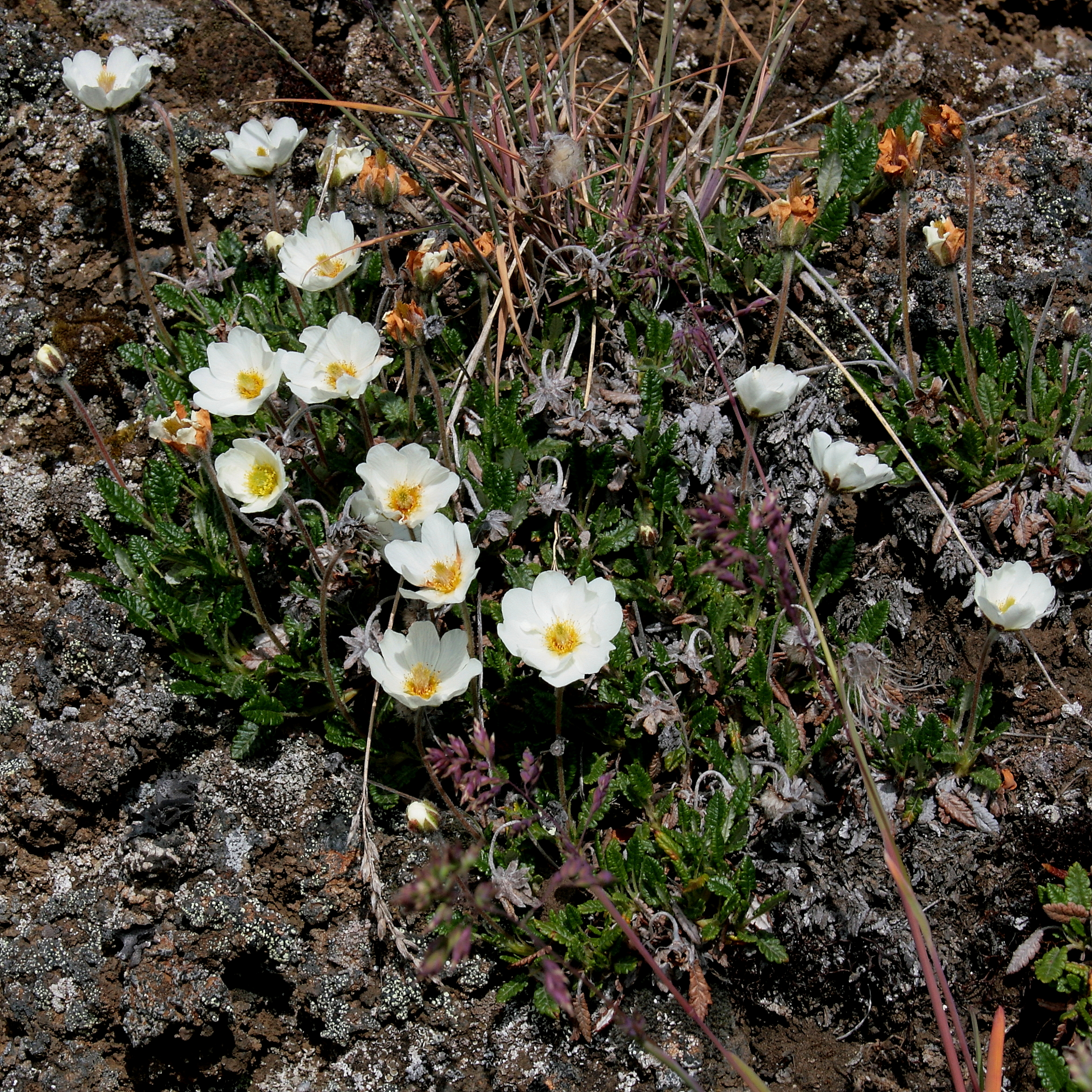
La Dryade à huit pétales (Dryas octopetala), Holtasóley en islandais, la fleur nationale du pays, que l'on trouve également en Arctique, dans les Alpes et autres montagnes d'Europe, est l'une des premières colonisatrices des terres libérées par les glaciers ou des champs de lave refroidis.

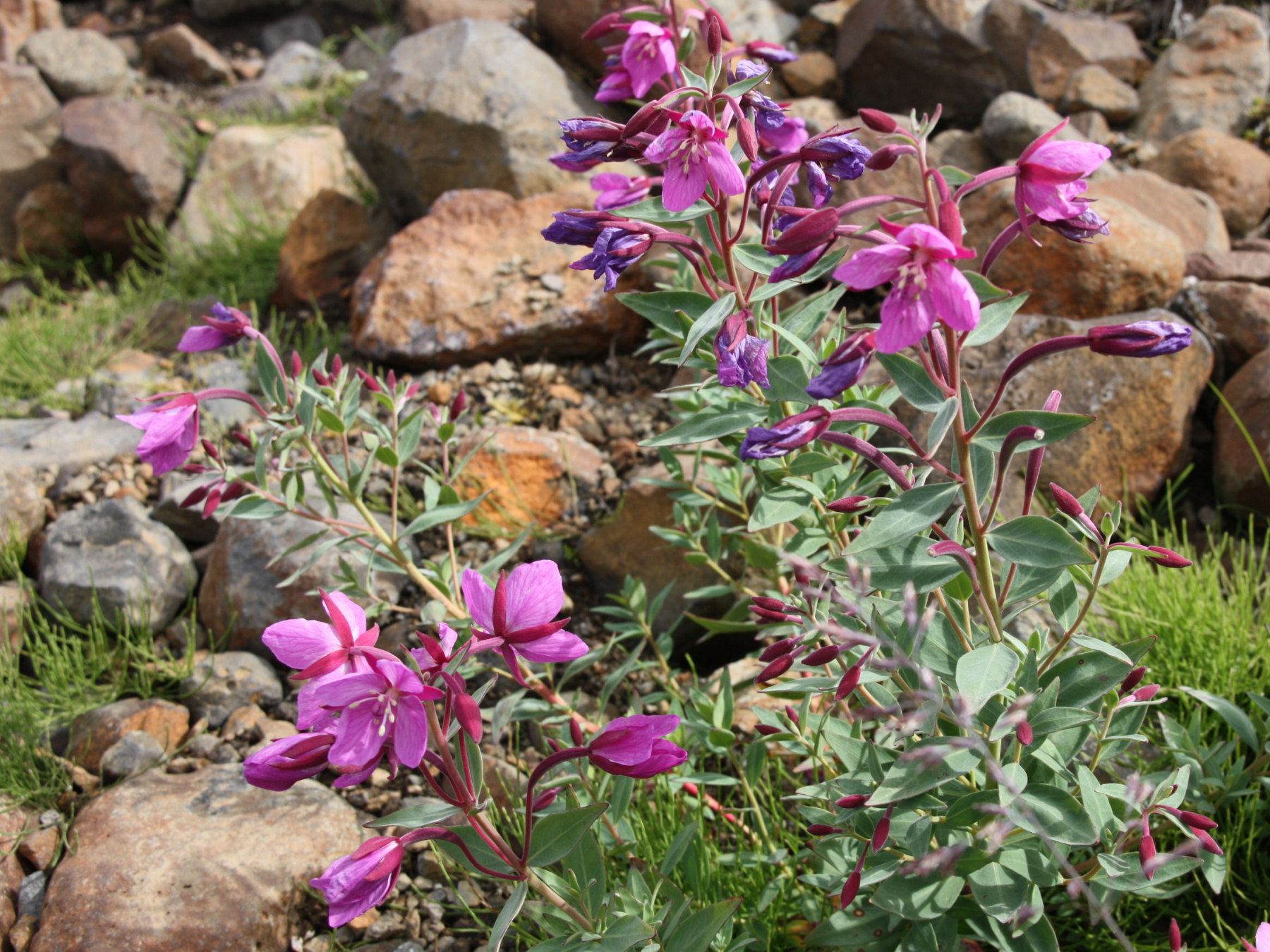
L'Épilobe à feuilles larges (Chamerion latifolium), qui peut former en floraison de remarquables étendues roses près des rivières est l'une des rares espèces communes à la flore américaine et à la flore islandaise qui sont absentes du reste de l'Europe.

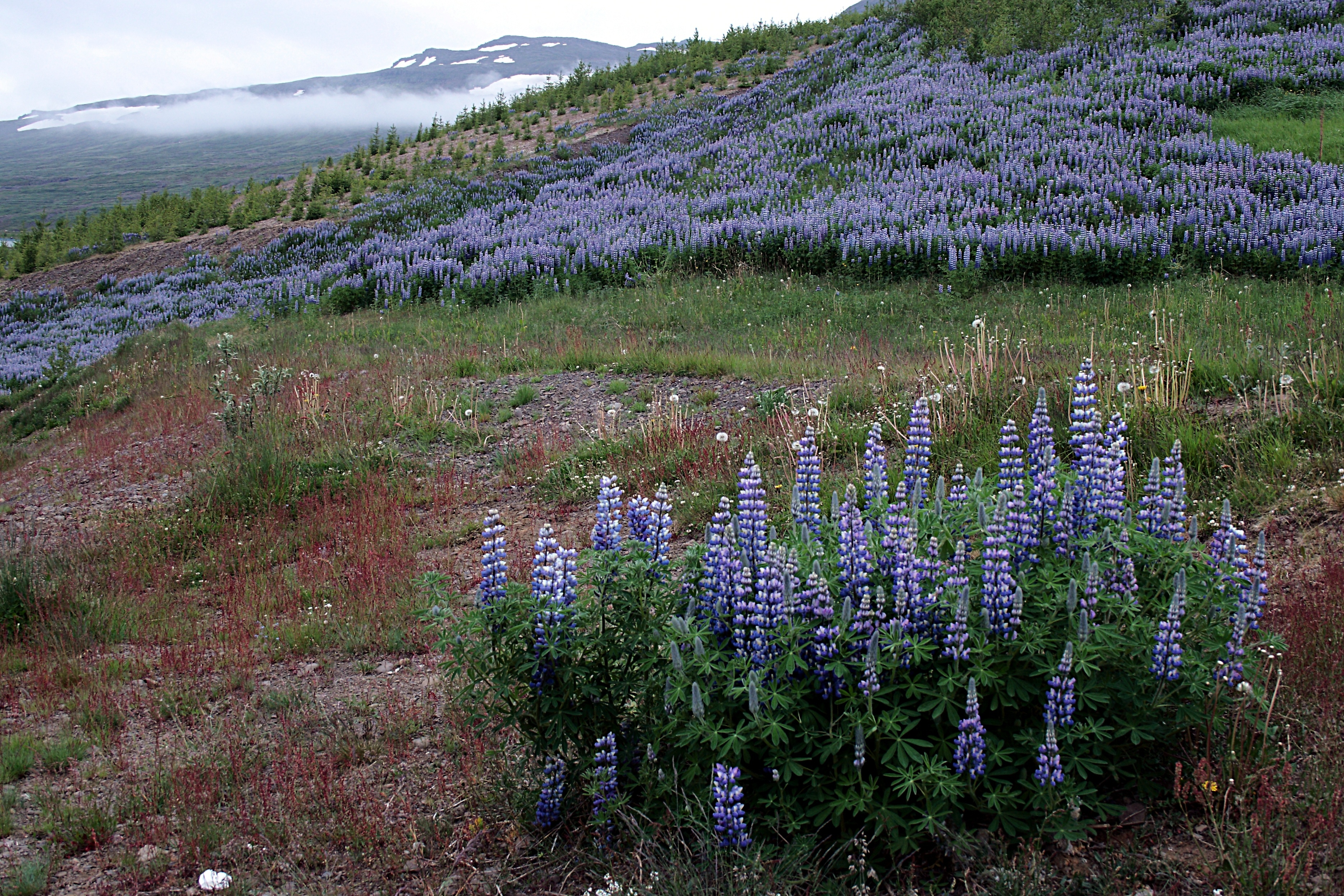
Contrairement à ce que pourrait laisser penser leur vitalité, les lupins ne sont pas des fleurs typiques d'Islande mais ont été introduits depuis la côte pacifique de l'Amérique du Nord.

La flore terrestre indigène et naturalisée d'Islande comprend 470 espèces de plantes vasculaires et environ 500 espèces de mousses et apparentées. Un tiers des espèces de plantes vasculaires sont caractéristiques de la flore arctico-alpine, et sont incluses dans un ensemble de type boréal qui représente plus de la moitié de la flore. Les autres espèces, à distribution plus large et plus tempérée, sont surtout des graminées et des plantes du littoral ou des milieux d'eau douce. Il n'existerait qu'une seule espèce incontestablement endémique, une euphraise : Euphrasia calida. D'un point de vue botanique, l'Islande se trouve aussi au croisement des influences américaine et européenne, avec toutefois une nette prédominance européenne : il n'existe que 8 espèces que l'on ne trouve qu'en Amérique et en Islande, contre environ 72 qui n'existent qu'en Europe et en Islande.
L'importance des espèces boréales parmi les plantes islandaises est un héritage de la flore de la dernière glaciation. Cette flore froide s'est maintenue à cause de l'isolement de l'île, malgré un climat aujourd'hui plus doux qui permettrait d'exprimer une végétation de type plus tempéré. De nombreuses espèces exotiques ont d'ailleurs été introduites par les humains, pour l'agrément des jardins ou pour d'autres raisons et certaines peuvent devenir envahissantes au détriment de la flore indigène. Le cas le plus marquant est sans doute celui du lupin bleu d'Alaska (Lupinus nootkatensis) qui peut former de véritables tapis monospécifiques, qui s'est avéré très intéressant pour fixer des sols érodés et reconstituer leur fertilité mais qui constitue une menace d'étouffement des plantes locales.

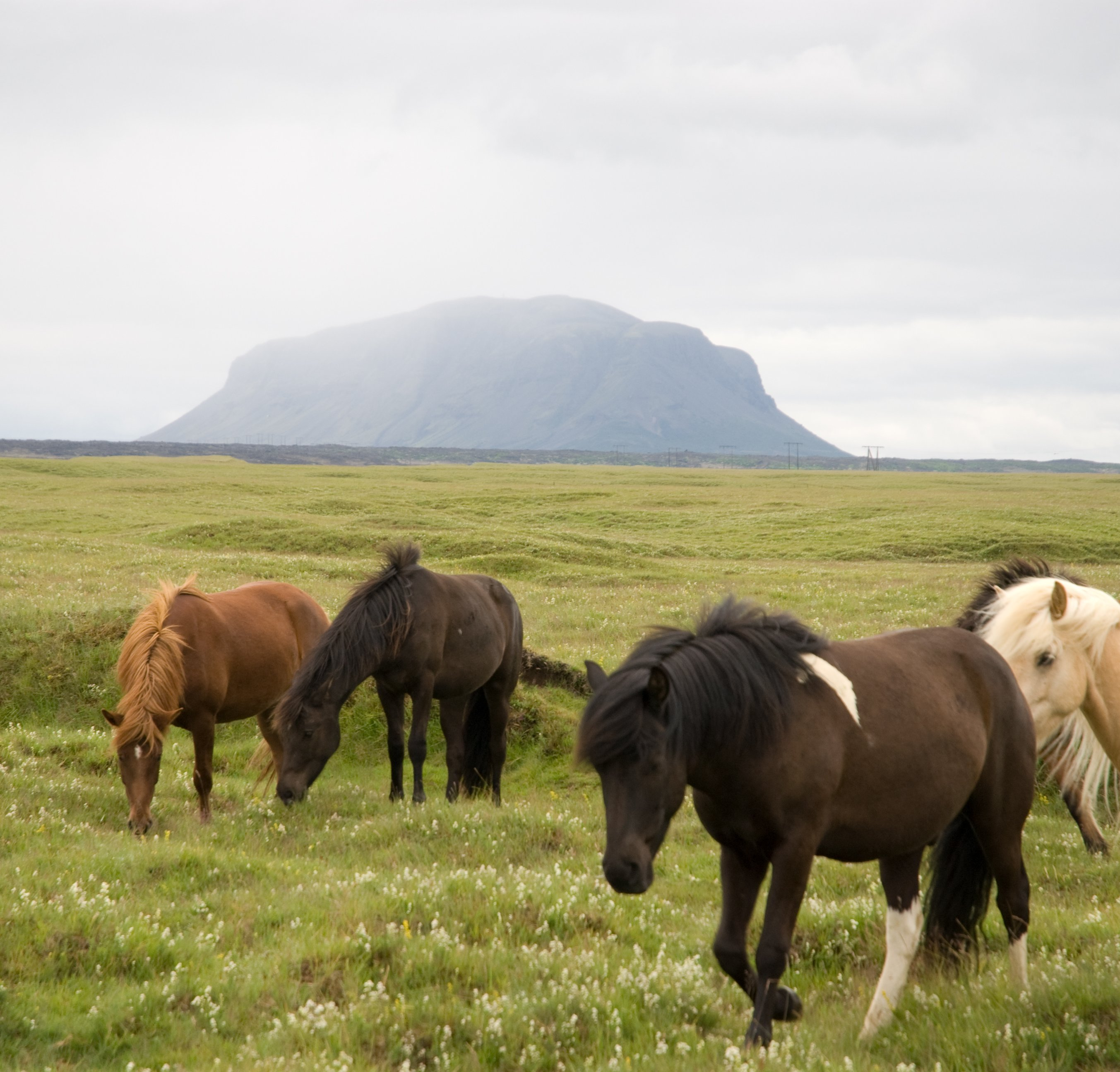
Les chevaux islandais présentent des robes de couleurs variées.

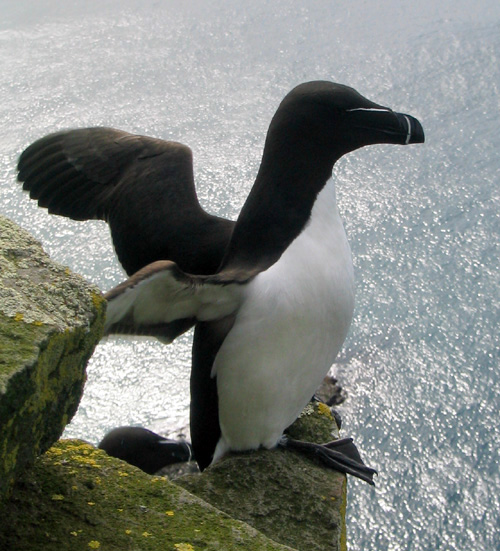
L'Islande abrite la plus grande part des effectifs mondiaux de Petits Pingouins.

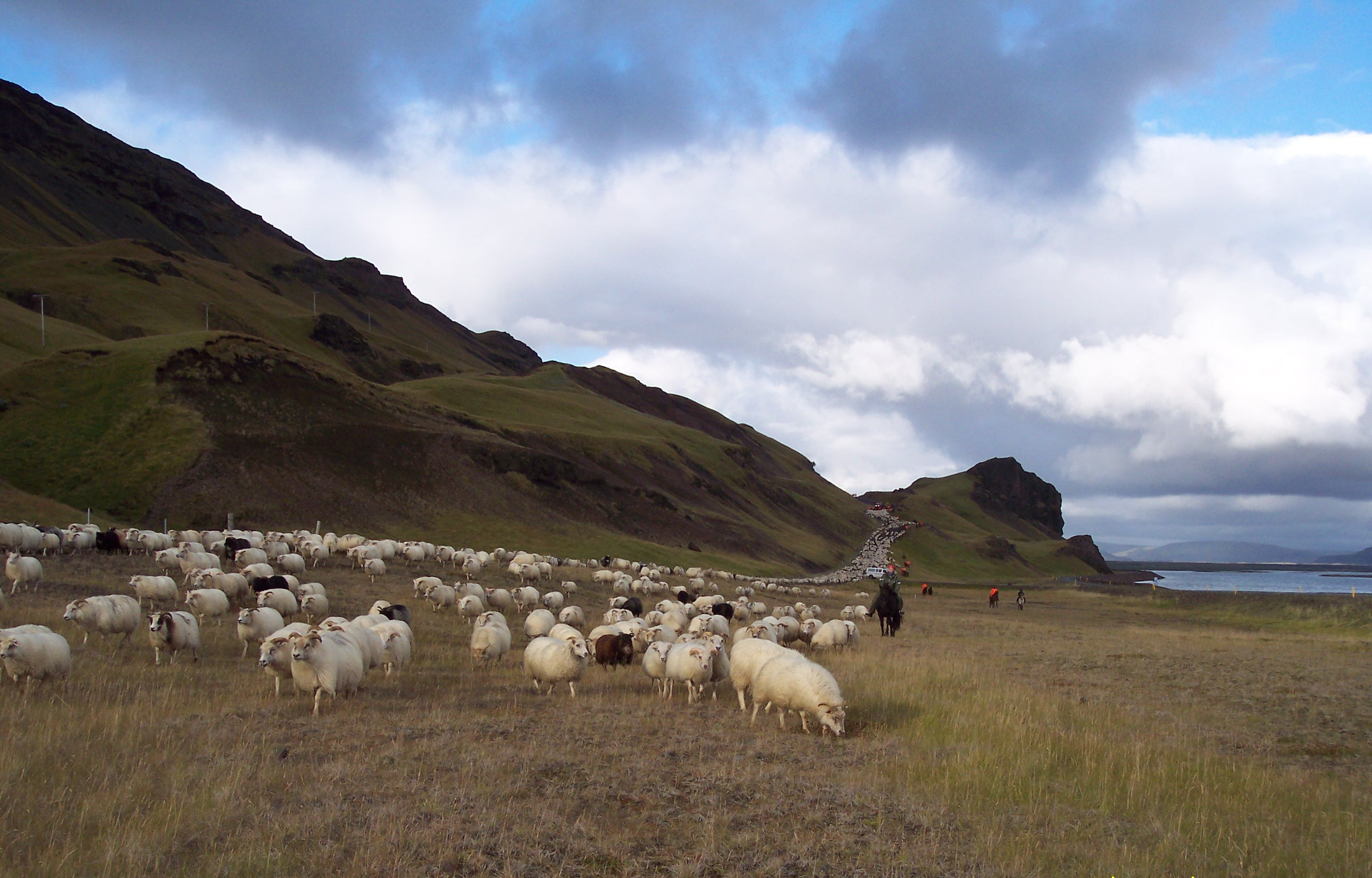
Les moutons islandais ont assuré la subsistance et l'habillement des habitants mais ont contribué fortement à la dégradation des sols et de la végétation.

Du fait de son isolement insulaire, l'Islande possède peu d'espèces animales terrestres indigènes : aucun reptile ni amphibien, un seul mammifère, des insectes en nombre limité… Les populations d'animaux marins, notamment les oiseaux, sont en revanche bien représentées.
Le seul mammifère terrestre qui était présent en Islande avant l'arrivée des colons est le renard polaire (Alopex lagopus), probablement arrivé lors d'une ère glaciaire en marchant sur la mer gelée. Malgré une longue tradition de chasse intensive, censée empêcher la prédation sur les agneaux et sur les colonies d'eiders (Somateria mollissima) exploitées pour leur duvet, les populations de renards polaires ont toujours réussi à se reconstituer rapidement après des baisses importantes d'effectifs comme celle commencée dans les années 1950 jusqu'à la fin des années 1970 où l'on estime qu'ils n'étaient plus qu'environ un millier en hiver. Leur population actuelle pour l'ensemble du pays est évaluée à environ 8 000. Il est de nos jours toujours chassé, mais protégé dans certaines réserves comme celle de Hornstrandir où les touristes peuvent l'observer. Quelques ours polaires venant du Groenland s'échouent parfois sur l'île après avoir dérivé sur des morceaux de banquise comme en 2008, 2010, 2016 ou encore 2024 pour les évènements les plus récents,.
Les autres mammifères indigènes de l'île sont marins. On trouve ainsi des phoques et de nombreuses baleines près des côtes islandaises. Ces dernières ont donné leur nom à certains lieux, tels que le Hvalfjörður (signifiant fjord des baleines), et la ville de Húsavík a connu un important développement touristique centré sur l'observation des cétacés. La baleine fait l'objet d'une chasse très controversée.
Cependant, les colons vikings ont introduit sur l'île plusieurs espèces, involontairement dans leurs navires, comme les rats et les souris, ou volontairement pour l'agriculture, comme les moutons, les vaches, les chevaux. Ces fameux chevaux islandais, aujourd'hui au nombre d'environ 50 000 sur l'île, ont la particularité d'être exclusivement issus de groupes importés avant la fin du Xe siècle et d'avoir conservé des caractères ancestraux. Ils sont petits (entre 1,30 et 1,40 m au garrot), et très résistants ; ils ont été, des siècles durant, le seul moyen intérieur de transport et de locomotion. Le cheval islandais est aujourd'hui connu à travers le monde pour des allures uniques à cette race : le tölt et le skeid.
L'Islande héberge de grandes populations d'oiseaux, en particulier marins. La falaise de Látrabjarg, par exemple, est considérée comme la plus grande falaise à oiseaux de l'Atlantique nord, où se trouve entre autres, la plus grande colonie de petits pingouins (Alca torda) au monde. Après avoir failli disparaître voici un siècle, prélevés avec excès pour être consommés, tout comme leurs œufs, les macareux moines (Fratercula arctica), parents des pingouins, sont aujourd'hui plusieurs millions, en grande partie dans les îles Vestmann, où ils constituent la plus grande colonie de macareux moines au monde. On trouve aussi plusieurs espèces d'oiseaux d'eau douce, abondantes par exemple dans l'aire de conservation de Mývatn-Laxá.
Bien qu'ils soient présents à des latitudes comparables au Groenland et en Norvège, aucune espèce de moustiques n'est recensée sur l'île. Un seul spécimen d'Aedes nigripes (ceb) a été récolté dans un avion en provenance du Groenland dans les années 1980 ; il est conservé au musée d'histoire naturelle d'Islande. Une des explications avancées serait, durant l'hiver, les hausses soudaines des températures hivernales suivies de baisses tout aussi rapides, propres au climat islandais, qui seraient trop fugaces pour que l'insecte puisse achever son cycle de vie lors de ses réveils hivernaux. Néanmoins, d'autres diptères hématophages sont présents sur le sol islandais à l'instar des simulies,,.

### Géographie humaine

Carte générale de l'Islande avec ses principales villes et routes.

L’Islande fait partie politiquement de l'Europe, et non de l'Amérique. Géographiquement, elle se situe en effet à cheval sur le rift de séparation des deux continents, la plus grande partie de son territoire se situant du côté européen du rift.
Culturellement et historiquement, sa population est d'origine européenne et non amérindienne ou inuit. L’Islande possède la plus faible densité de population d'Europe avec 3,7 hab./km2. La répartition de la population de l'île est très inégale. La majorité des villes et villages est située sur la côte car les terres intérieures, ou « Hautes Terres d'Islande », sont constituées principalement de déserts inhabitables. La principale ville du pays est Reykjavik, la capitale, qui concentre près de la moitié de la population islandaise, et même les deux tiers si on inclut l'agglomération dont elle est le centre. La partie orientale de l'île ne compte que 12 000 habitants, qui dépendent en grande partie de la pêche. Les principales villes du pays en dehors de l'agglomération de Reykjavik sont Akureyri, un port important du nord de l'île, et Keflavík, le lieu d'implantation de l'aéroport international.

### Transports

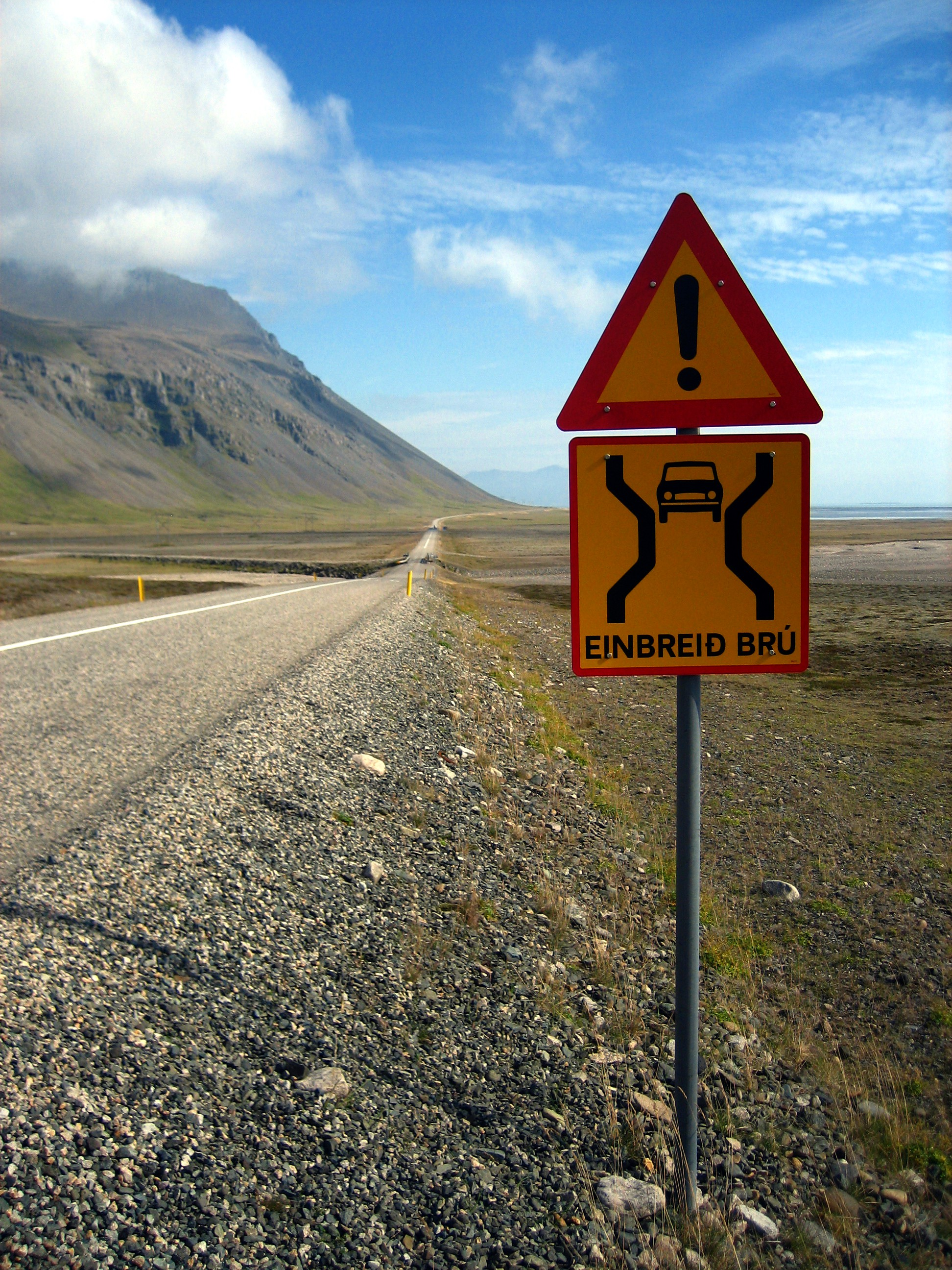
La route 1, ou route circulaire (Hringvegur), principale voie qui fait le tour de l'île, n'a cependant rien par endroits d'une autoroute.

Originellement, la circulation automobile se faisait sur la voie de gauche. Le 26 mai 1968 (H-dagurinn), s'est opéré le changement de sens, quelques mois après la Suède.
Le principal mode de transport en Islande est la route. En 2012, le réseau comptait 12 898 km de routes, dont 5 252 km de routes revêtues. Les principaux liens par ferry se font entre les Îles Vestmann et le port de Landeyjahöfn (parfois Þorlákshöfn lors des intempéries), entre Stykkishólmur et Brjánslækur (en passant par l'île de Flatey), et entre Akureyri et l'île de Grímsey (en passant par l'île de Hrísey et le port de Dalvík). Le pays n'a pas de voies ferrées.
La route 1 est la route principale qui fait le tour de l'île et relie la plupart des zones habitables. Seules quelques routes, dont les pistes de Sprengisandur et de Kjölur, traversent l'intérieur du pays, inhabité. Ces routes sont réservées à des véhicules 4×4, du fait de nombreux franchissements de gués. L'hiver, la plupart des routes secondaires sont difficilement praticables, et les pistes sont même souvent fermées à la circulation. La gestion des routes est assurée par l'administration islandaise des routes, en islandais Vegagerðin.
En Islande, les lignes de bus sont très utilisées, avec pour les touristes des systèmes de forfaits estivaux. L’auto-stop est également un moyen de déplacement fréquemment pratiqué sur les voies touristiques malgré un trafic souvent faible sur les axes les plus isolés.
Quelques ferries assurent des liaisons régulières pour desservir les petites îles habitées ou pour traverser certains fjords. Un ferry pour véhicules assure également la liaison avec le Danemark, via les îles Féroé, depuis le port de Seydisfjordur situé à l'est de l'île.
L'aéroport de Keflavík, situé à 50 km de la capitale, est le grand aéroport international d'Islande. Il sert de hub pour les compagnies Icelandair (qui assure toute l'année des liaisons directes à partir de la France, et de l'été jusqu'à l'automne à partir de la Belgique et du Canada) et WOW air (qui proposait des vols au départ de la France) en effet, Wow air cesse ses activités au printemps 2019 pour causes de difficultés financières. Des liaisons internationales régionales sont proposées entre l'aéroport de Reykjavik et le Groenland et les îles Féroé. Périodiquement, il y a eu des vols au départ des aéroports d'Akureyri ou d'Egilsstadir à destinations européennes. Quelques compagnies locales, comme Air Iceland Connect ou Eagle Air Iceland, basées à l'aéroport de Reykjavik, assurent les vols intérieurs et des vols régionaux. L'Islande compte en tout 98 aérodromes, certains de taille très modeste.

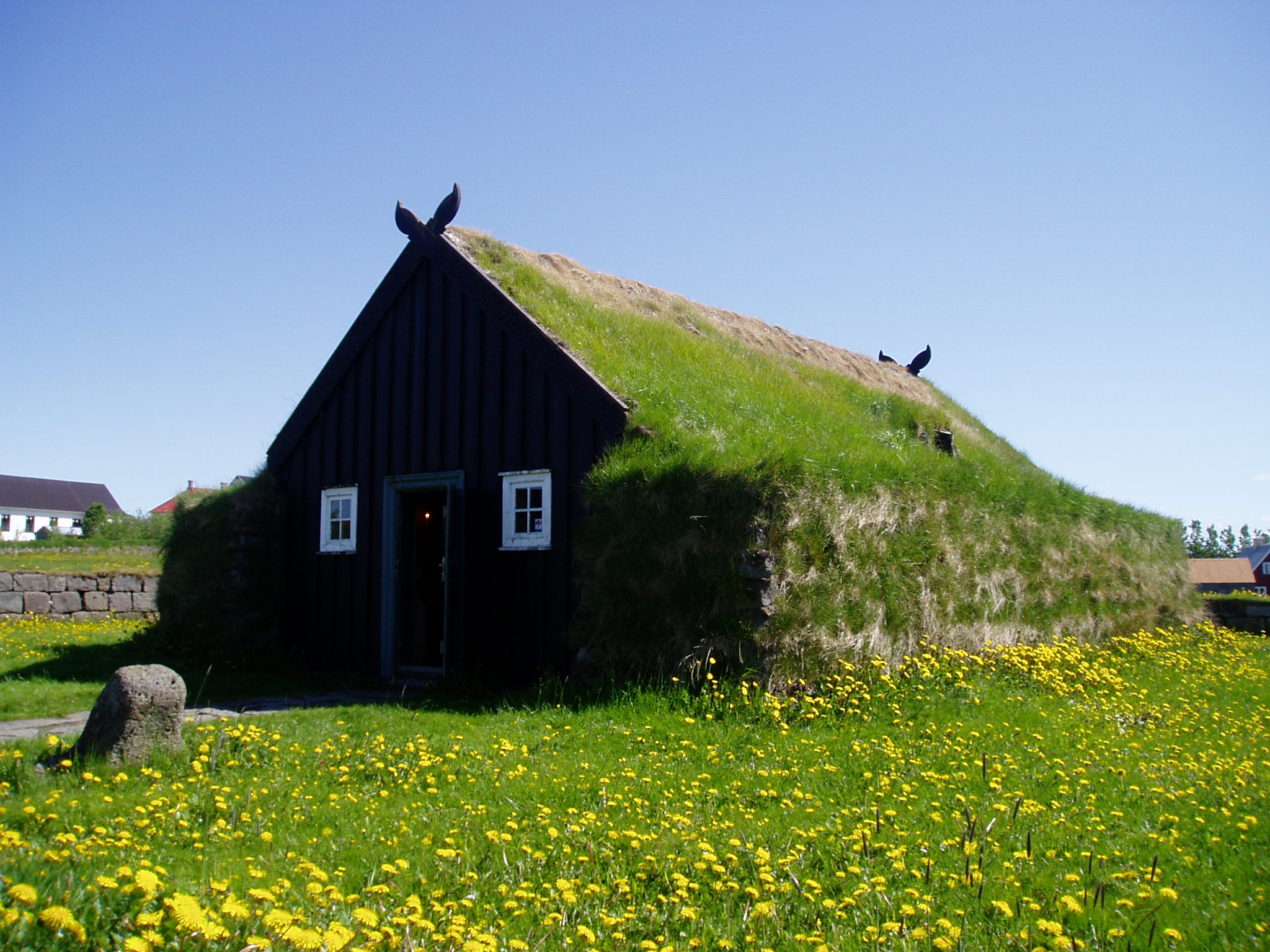
Ferme traditionnelle au musée d'Árbær (Árbæjarsafn).
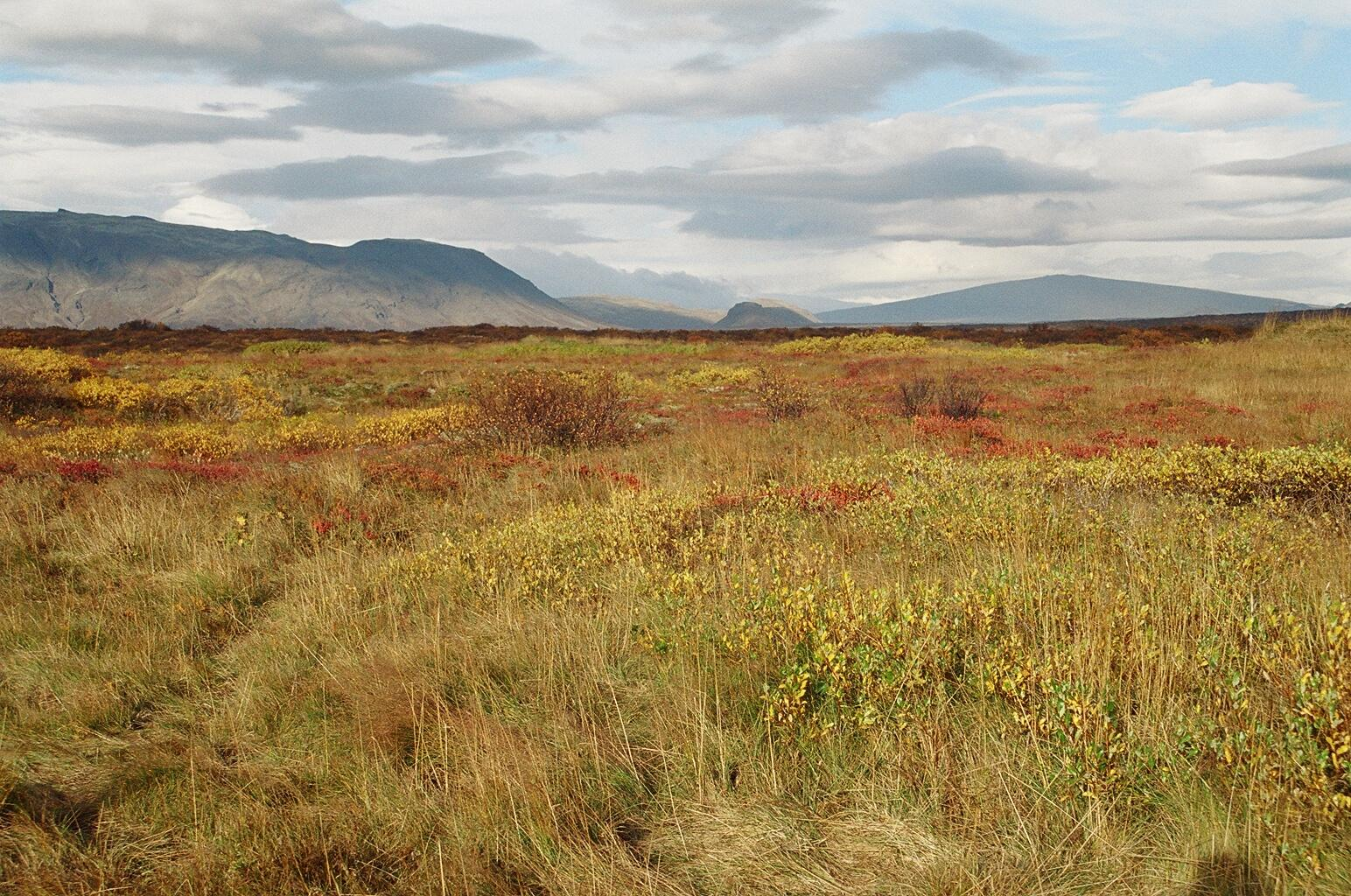
Þingvellir.
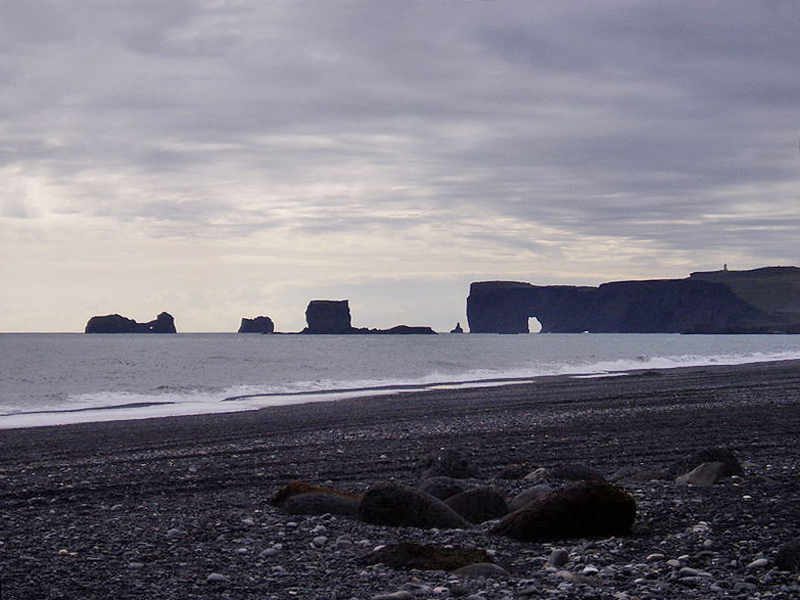
La plage de Reynisfjara, une plage de sable noir à Vík.
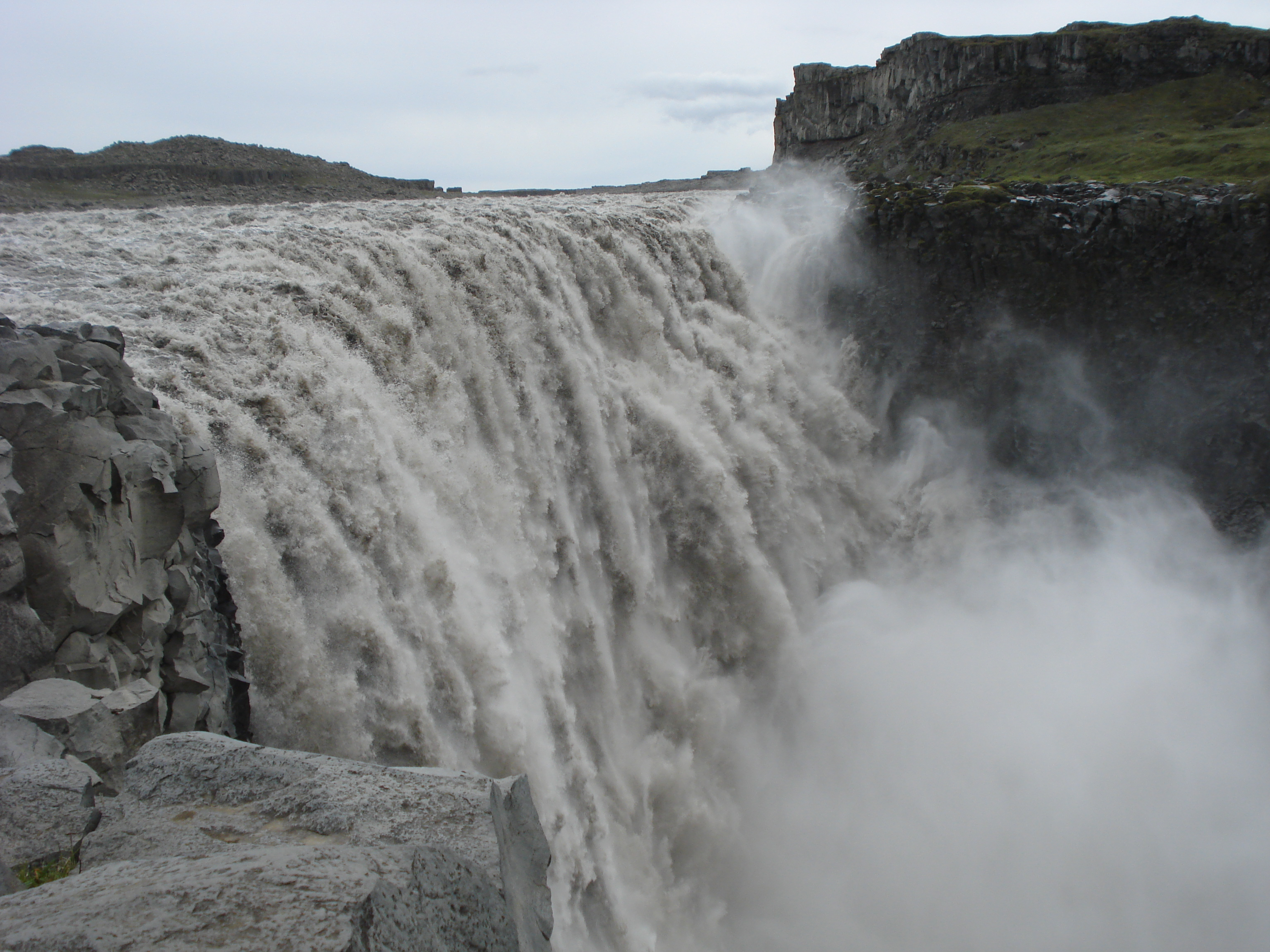
Dettifoss, la chute d'eau la plus puissante d'Europe.

## Histoire
L'histoire de l'Islande est récente, comparée à celle du reste de l'Europe. Du fait de son éloignement, ce pays n'a pas subi la guerre. Des événements extérieurs, tels que la réforme protestante imposée par le Danemark ou la peste noire, ont eu des conséquences importantes pour les Islandais. L'histoire du pays a aussi été marquée par nombre de catastrophes naturelles et par sa lutte pour l'indépendance, obtenue le 17 juin 1944.
L'île fut découverte par les Vikings au IXe siècle, bien qu'elle ait été vraisemblablement connue avant cette date.
À partir de 874, elle commence à se peupler, principalement de colons norvégiens fuyant les conflits de leur pays. En 930, de nombreux chefs, jusqu'alors maîtres de leurs seuls clans créent une assemblée, l'Althing, le plus vieux parlement du monde. S'ensuit une période d'indépendance entre les Xe et XIIIe siècles, relatée et romancée dans les sagas.
Sous la pression du roi Olaf Ier de Norvège les islandais abandonnent le paganisme nordique et s'évangélisent vers l'an 1000. Des conflits internes affaiblissent le pays qui devient en 1262 une colonie du royaume de Norvège.
Avec la déclaration du roi du Danemark de 1536 mettant fin au royaume de Norvège, l'Islande passe sous domination du Danemark qui s'empare bientôt du commerce local et impose la réforme protestante.
L'Islande glisse peu à peu vers la pauvreté, tout en développant sa culture spécifique. Le XVIIIe siècle est particulièrement marqué par cette pauvreté, qu'aggravent encore plusieurs catastrophes naturelles. Ainsi se confirme le déclin de la population islandaise, d'autant que plusieurs tentatives de développement économique avortent les unes après les autres.
Il faut attendre le milieu du XIXe siècle pour voir l'avènement d'un renouveau, d'abord marqué par la lutte pour l'indépendance qu'inspirent les révolutions continentales, dont la révolution de Juillet en France. À la suite de ce mouvement, l'Althing est restauré et l'Islande reçoit un statut lui garantissant une plus grande autonomie. En 1918, le pays est devenu un État souverain dans une union personnelle avec le Danemark et devient officiellement indépendante le 1er décembre 1918, bien que conservant le même roi que le Danemark.
Le processus d'indépendance s'achève à la fin de la Seconde Guerre mondiale par la fondation de la république d'Islande en 1944. Le XXe siècle voit le pays se développer rapidement, grâce surtout à la pêche, d'ailleurs source de plusieurs conflits, dont la guerre de la morue (cod war). En 2008, l'Islande compte parmi les états les plus avancés au monde, lorsque la crise financière de 2008 éclate et affecte considérablement son économie et bouleverse le paysage politique.

### Découverte et colonisation (874-930)

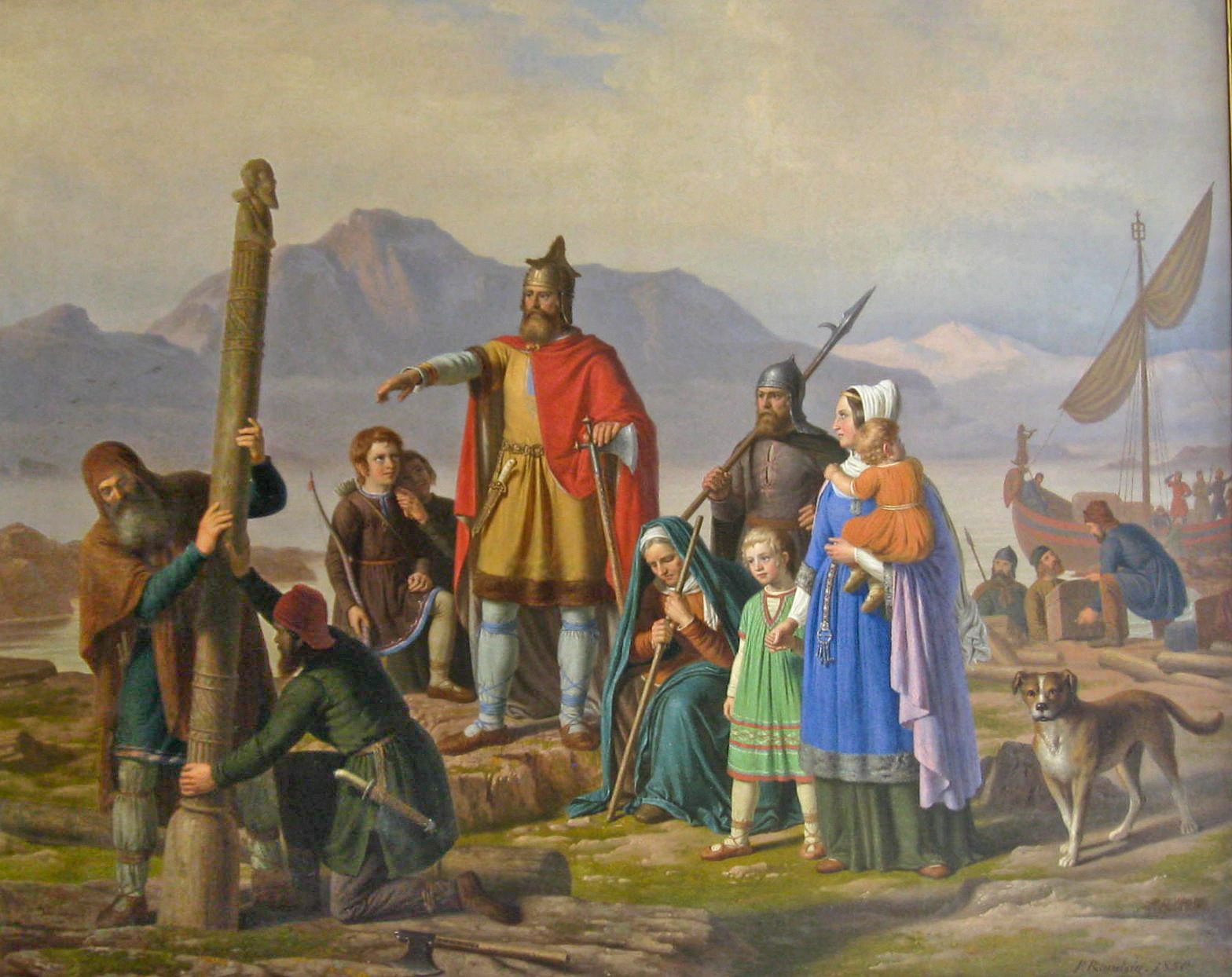
Ingolf tager Island i besiddelse (« Ingólfr prend possession de l'Islande »), Johan Peter Raadsig, 1850.

En l'an 320 av. J.-C. environ, le navigateur marseillais Pythéas mentionne une terre qu'il nomme Thulé, située au nord de l'Angleterre. En réalité, Thulé serait a priori la côte norvégienne. Le premier à évoquer l'île qui serait vraisemblablement l'Islande, au début du IXe siècle, est un moine irlandais, Dicuil, dans son traité De mensura orbis terrae.
Selon l'Íslendingabók d'Ari Þorgilsson le Savant et le Landnámabók, les premiers colonisateurs scandinaves trouvent l’Islande déserte à l’exception de quelques « papar ». Selon Dicuil, ces moines irlandais auraient visité l'île vers l'an 795. Ces papar auraient quitté l'Irlande pour éviter de côtoyer des païens. De récentes fouilles archéologiques ont révélé les ruines d'une cabane à Hafnir dans la péninsule de Reykjanes, dont la datation au carbone indique qu'elle a été abandonnée entre 770 et 880, ce qui suggère que l'Islande avait été peuplée bien avant la date retenue de 874.
L'île est découverte par les Scandinaves dans les années 860. Le premier Scandinave à avoir accosté serait le norvégien Naddoddr après avoir été pris dans une tempête. Il donne au pays son premier nom : Snæland (« pays de la neige »). Garðar Svavarsson, un explorateur viking suédois, aurait été le premier à faire le tour de l'Islande et à établir que celle-ci était une île. Après y avoir passé un hiver, il l'aurait quittée l'année suivante. L'un de ses hommes, Náttfari, reste avec deux autres esclaves et serait donc le premier résident permanent de l'Islande. Le premier viking à avoir délibérément pris la route de l'Islande serait Flóki Vilgerðarson, surnommé Hrafna-Flóki (« Flóki aux Corbeaux »). Après un séjour particulièrement rigoureux, il donne au pays son nom définitif, Ísland (« pays de glace »).
Ingólfr Arnarson est souvent présenté comme le premier colon islandais. Expulsé de Norvège avec son beau-frère Hjörleifr Hróðmarsson par le jarl Atli, il construit sa ferme dans le site qui deviendra Reykjavik dans l'année 874 d'après la date traditionnelle retenue,.

### État libre islandais (930-1262)

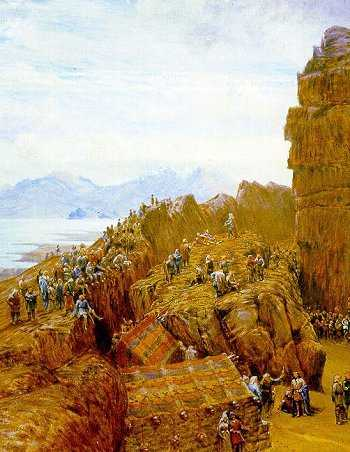
Réunion de l'Alþing au rocher de la loi.

En 930, la plupart des terres arables sont revendiquées. Sous l'impulsion du thing de Kjalarnes, l'Althing, une assemblée législative et judiciaire, est instituée pour réglementer le nouveau régime politique, couramment dénommé État libre islandais. L'Althing est une assemblée annuelle qui réunit tous les hommes libres à Þingvellir.
Durant cette période, l'Islande devient le point de départ de nouvelles expéditions vers l'ouest durant lesquelles les Scandinaves coloniseront l'Amérique, principalement documentée par la Saga des Groenlandais et la Saga d'Erik le Rouge. Après la colonisation du Groenland par Erik le Rouge, son fils Leif Erikson découvre une terre à laquelle il donne le nom de Vinland (« pays du vin »). Des fouilles archéologiques à L'Anse aux Meadows attestent que les Scandinaves ont bien atteint l'Amérique du Nord 500 ans avant Christophe Colomb,.
L'Islande adopte le christianisme vers 999-1000, lors d'une séance de l'Althing marquée par la division entre les païens et les chrétiens. Finalement, le christianisme est adopté, les païens conservant le droit de pratiquer leur religion en privé.
À partir de 1220, les luttes internes connues sous le nom d'âge des Sturlungar voient l'influence sur l'Islande du roi de Norvège grandir jusqu'à aboutir à la signature du Vieux Pacte en 1262, qui met fin à l'État libre et place l'Islande sous la couronne norvégienne. L'Islande conserve cependant son autonomie et l'Althing continue à se réunir.

### Domination norvégienne puis danoise (1262-1530)

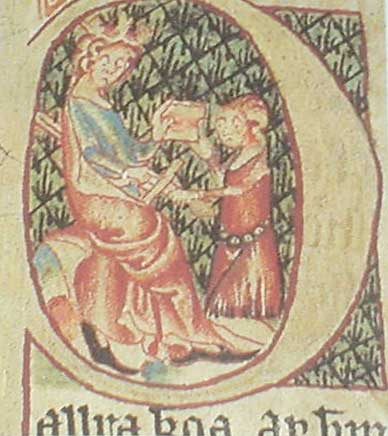
Un homme prête serment au roi de Norvège (issu du Skarðsbók).

En 1380, la Norvège et le Danemark adoptent le même roi, lors de la formation de l'union de Kalmar avec la Suède (1397-1523). Ceci place l'Islande sous l'autorité du roi de Danemark.
Dans les siècles qui suivirent, l'Islande est devenue l'un des pays les plus pauvres d'Europe. Le sol infertile, les éruptions volcaniques, la déforestation et le climat impitoyable rendirent la vie encore plus dure dans une société où la subsistance dépendait presque entièrement de l'agriculture.
La peste noire a balayé l'Islande à deux reprises, en 1402-1404 et de nouveau en 1494-1495, la première épidémie ayant tué 50 % à 60 % de la population et la dernière de 30 % à 50 %.

### Réforme et période moderne (1530-1814)

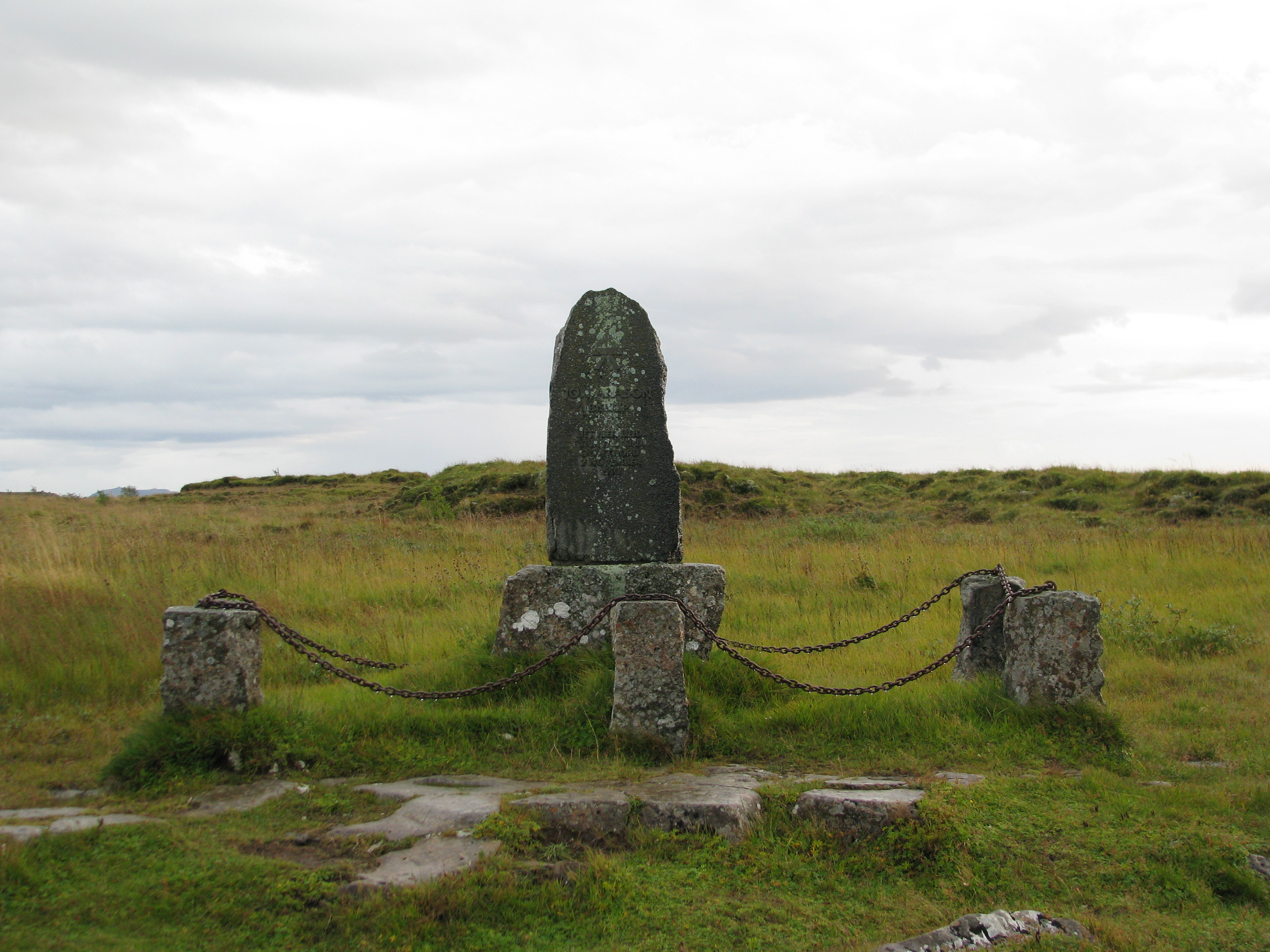
Stèle marquant le lieu de l'exécution de Jón Arason.

Vers le milieu du XVIe siècle, dans le cadre de la Réforme protestante, le roi Christian III commença à imposer le luthéranisme à tous ses sujets. Jón Arason, le dernier évêque catholique de Hólar, fut décapité en 1550 avec deux de ses fils. Le pays est ensuite devenu officiellement luthérien. Le luthéranisme est depuis resté la religion dominante.
Aux XVIIe et XVIIIe siècles, le Danemark a imposé des restrictions commerciales sévères à l'Islande. Les catastrophes naturelles, y compris éruptions volcaniques et maladies, ont décimé la population. Des pirates de plusieurs pays, y compris barbaresques, ont attaqué ses villages côtiers. Une grande épidémie de variole au XVIIIe siècle tua environ un quart de la population. En 1783, le volcan Laki a explosé, avec des effets dévastateurs dans les années qui ont suivi l'éruption, connues sous le nom islandais de Móðuharðindin ; plus de la moitié du bétail du pays mourut ainsi qu'un quart de la population de l'île pendant la famine qui en résulta.
L'Althing est abolie par décret royal en 1800 et remplacée par une Haute Cour siégeant à Reykjavik.

### Mouvement d’indépendance (1814-1918)

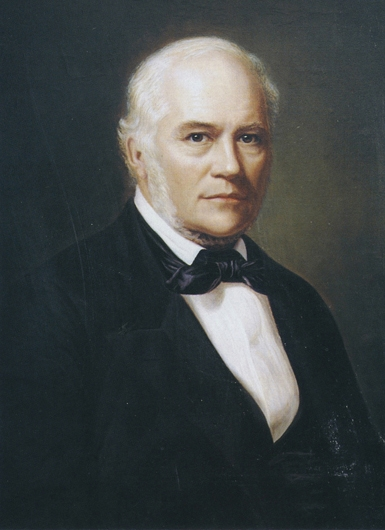
Portrait de Jón Sigurðsson par Þórarinn Þorláksson.

En 1814, après les guerres napoléoniennes, le Danemark et la Norvège sont divisés en deux royaumes distincts par le traité de Kiel. L’Islande reste une dépendance du Danemark. Tout au long du XIXe siècle, les conditions de vie sont rudes : petit âge glaciaire avec les hivers de 1859 à 1869 particulièrement froids, épidémie de gale en 1855 ravageant les troupeaux d'ovins, éruption de l'Askja de 1875. Elles entraînent une émigration massive vers le Nouveau Monde, en particulier au Manitoba au Canada. Environ 15 000 personnes émigrent de 1875 à 1914, pour une population totale de 70 000.
Inspirée par les idées romantiques et nationalistes de l'Europe continentale, une conscience nationale émerge. Le mouvement d'indépendance islandais prend forme dans les années 1850 sous la direction de Jón Sigurðsson, sur la base d'un nationalisme islandais en plein essor inspiré par le Fjölnismenn et d'autres intellectuels islandais ou danois instruits. En 1843, le roi Christian VIII de Danemark rétablit l'Althing, mais celle-ci n'est plus qu'une assemblée consultative et siège désormais à Reykjavik.
En 1871, le roi Christian IX ratifie une loi sur le statut de l'Islande dans la monarchie danoise,. Puis, en 1874, à l'occasion du millénaire du début de la colonisation de l'Islande, le Danemark dote l'Islande d'une constitution, avec des pouvoirs limités sur le plan de la politique intérieure, l'État autonome islandais,. Cette constitution accorde le pouvoir législatif et le contrôle des finances publiques à l'Althing, bien que ses décisions restent soumises à la contresignature du roi.
Le texte est révisé en 1903 et donne une plus grande autonomie à l'Islande (sorte de Home Rule, comme en Irlande) à partir de 1904,. Le ministre d'Islande, bien que faisant encore partie du gouvernement danois, ne réside plus à Copenhague mais à Reykjavik. Hannes Hafstein est nommé à ce poste le 1er février 1904,. Le premier véritable gouvernement islandais est formé le 4 janvier 1917 et Jón Magnússon devient le premier Premier ministre d'Islande.

### Royaume d’Islande (1918-1944)
En juillet 1918, une délégation dano-islandaise parvient à un accord pour la mise en place d'une union personnelle qui permet à l'Islande de devenir un État indépendant et souverain, tout en conservant le même roi que le Danemark. Après son approbation par référendum, l’Acte d'Union dano-islandais, entre en vigueur le 1er décembre 1918,. Le gouvernement de l'Islande établit une ambassade à Copenhague, demandant au Danemark de gérer sa politique étrangère. Les ambassades danoises dans le monde entier affichent alors deux blasons et deux drapeaux : ceux du royaume de Danemark et de l'Islande.
En 1920, la Cour suprême d'Islande est constituée, remplaçant la Haute Cour instituée en 1800 lors de l'abolition de l'Althing.

#### Seconde Guerre mondiale

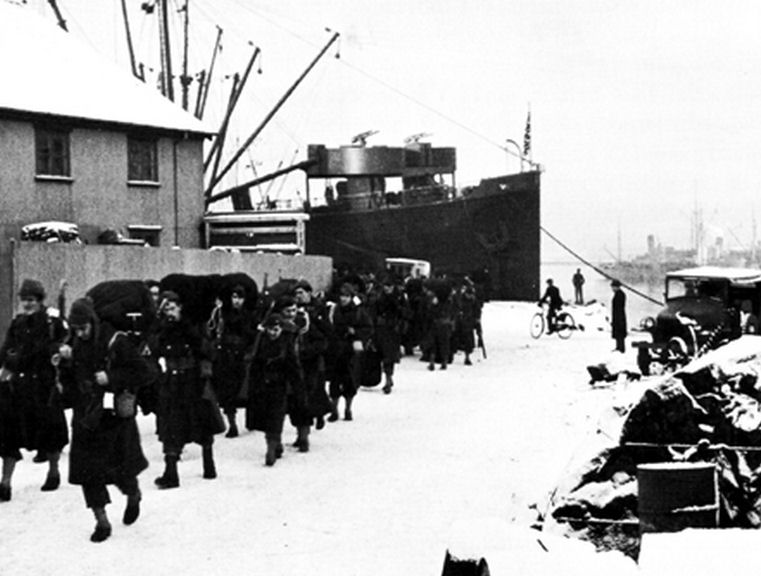
Arrivée de troupes américaines en Islande en janvier 1942.

Pendant la Seconde Guerre mondiale, l'Islande rejoint le Danemark en affirmant sa neutralité. Après l'occupation allemande du Danemark le 9 avril 1940, l'Althing remplace le roi par un régent, Sveinn Björnsson, et déclare que le gouvernement islandais devra assumer le contrôle des affaires étrangères et d'autres questions jusque-là traitées par le Danemark. Un mois plus tard, les forces armées britanniques envahissent le pays, afin de disposer d'un point d'appui dans l'océan Atlantique face à la marine allemande. En 1941, les forces armées américaines remplacent celles du Royaume-Uni. Cette occupation britannique puis américaine, qui violait temporairement la neutralité islandaise, fut acceptée à contrecœur par les Islandais qui signent un traité de défense entre l'Islande et les États-Unis en juillet 1941.

#### Fondation de la république

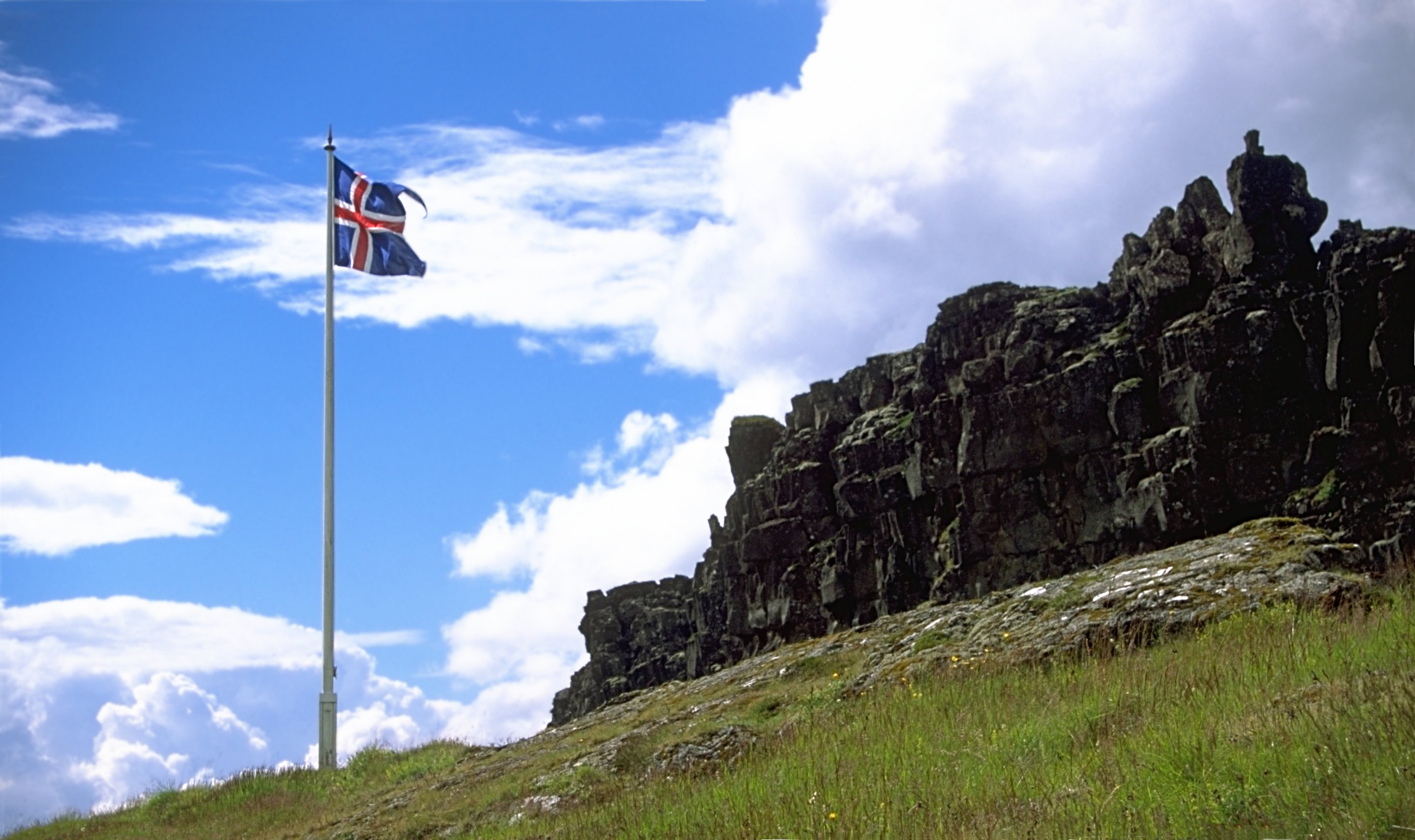
Þingvellir.

Le 31 décembre 1943, l’Acte d'Union dano-islandais expire, après 25 ans. Le Danemark étant envahi par l'Allemagne nazie, les Islandais décident d'agir unilatéralement, ce qui heurta certains Danois. À partir du 20 mai 1944, les Islandais se prononcent lors d'un référendum de quatre jours sur l'opportunité de mettre fin à l'union avec le Danemark, l'abolition de la monarchie et l'instauration de la république : 97 % des votants sont favorables à la fin de l'union et 95 % en faveur de la nouvelle constitution républicaine. L'Islande devient officiellement une république le 17 juin 1944, jour anniversaire de la naissance de Jón Sigurðsson, avec Sveinn Björnsson comme premier président.

### République d'Islande (depuis 1944)
Le 19 novembre 1946, l'Islande devient membre de l'Organisation des Nations unies nouvellement créée et les dernières troupes d'occupation quittent le pays en avril 1947. Sur fond de polémique nationale, l'Islande abandonne sa neutralité, en signant le traité de Keflavík (en) avec les États-Unis en 1946, la tension allant jusqu'à déclencher une émeute lors de l'intégration à l'OTAN le 30 mars 1949. Le 5 mai 1951, un accord de défense est signé avec les États-Unis. Les troupes américaines reviennent en Islande en tant que Force de défense de l'Islande et y restent tout au long de la guerre froide. Les États-Unis les ont ensuite retirées, retrait achevé le 30 septembre 2006. La Défense islandaise assure aujourd'hui la sécurité du pays, complétée par divers accords et traités.
L'Islande a prospéré pendant la guerre. La période d'après-guerre a été suivie d'une forte croissance économique, tirée par l'industrialisation de la pêche et par la mise en œuvre du plan Marshall américain, grâce auquel les Islandais ont reçu le plus d'aide par habitant de tous les pays européens.

Le développement économique s’accompagne de la création d'un État-providence inspiré du modèle scandinave, qui favorise l’élévation du niveau de vie et la réduction des inégalités. L'oligarchie reste prédominante : quatorze familles - un groupe connu sous le nom de « Pieuvre » - constitue l'élite économique et politique du pays. Elles dominent tous les secteurs de économie : les importations, les transports, la banque, les assurances, la pêche et l'approvisionnement de la base de l'OTAN. Sur le plan politique, cette oligarchie règne sur le Parti de l'indépendance (PI), qui contrôle les médias. Elle détermine également les nominations de hauts fonctionnaires dans l'administration, la police et l'armée. Les partis dominants (PI et Parti du centre) gèrent directement les banques locales publiques, rendant impossible l'obtention d'un prêt sans l'accord de l'apparatchik local. Un système de relations clientélistes est ainsi généralisé.

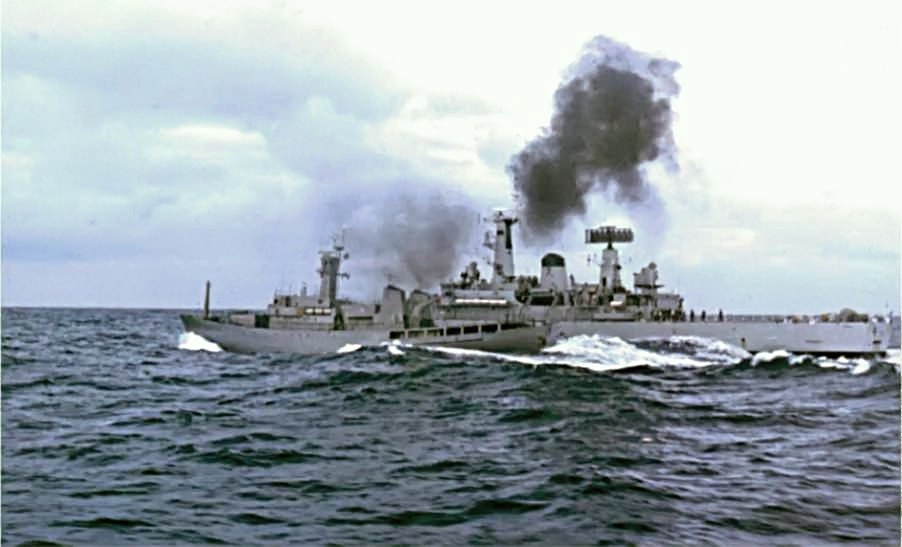
Accrochage entre un navire islandais et un navire britannique durant la Guerre de la morue.

Les années 1970 ont été marquées par les guerres de la morue — plusieurs différends avec le Royaume-Uni, en plus de l'extension des limites de pêche de l'Islande à 200 miles au large des côtes.
En 1980, Vigdís Finnbogadóttir est élue présidente de l'Islande. Elle est la première femme au monde élue au suffrage universel direct à la tête d'un État.
L'Islande a accueilli le sommet de Reykjavik en 1986 entre le président des États-Unis Ronald Reagan et le Premier ministre soviétique Mikhaïl Gorbatchev, au cours duquel des mesures importantes furent prises en faveur du désarmement nucléaire. Quelques années plus tard, l'Islande est devenue le premier pays à reconnaître l'indépendance de l'Estonie, de la Lettonie, et de la Lituanie, rompant de ce fait les relations diplomatiques avec l'URSS. Tout au long des années 1990, le pays a accru son rôle international et a développé une politique étrangère orientée vers les causes humanitaires et de maintien de la paix. À cette fin, l'Islande a fourni de l'aide et de l'expertise à diverses interventions dirigées par l'OTAN en Bosnie, au Kosovo et en Irak.
L'économie s'est fortement diversifiée et libéralisée à la suite de l'adhésion de l'Islande à l'Espace économique européen en 1994, lequel impose la libre circulation des capitaux, des biens, des services et des personnes. Le Premier ministre Davíð Oddsson se lance dans un programme de vente des actifs de l’État et de dérégulation du marché du travail. Les inégalités de revenus et de patrimoine se creusent, aggravées par des politiques fiscales défavorables à la moitié la plus pauvre de la population.

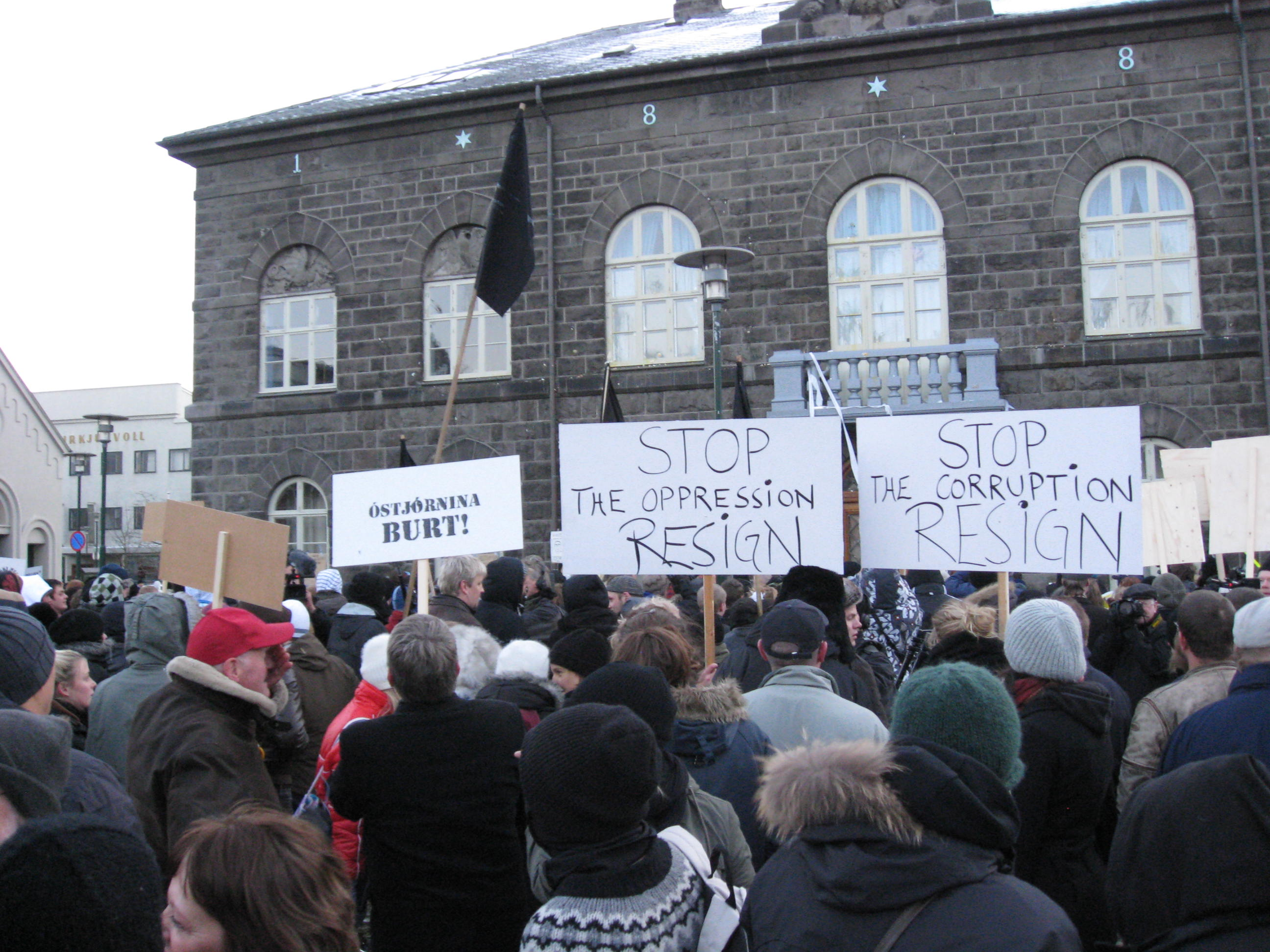
Manifestation devant l'Alþing à la suite de la crise financière de 2008.

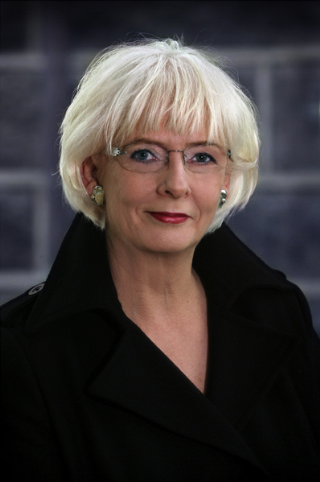
Jóhanna Sigurðardóttir, devenue Première ministre d'Islande lors de la révolution islandaise, est la première femme à occuper ce poste. Elle est aussi la première Islandaise à avoir épousé une autre femme, inaugurant ainsi l'entrée en vigueur de la loi autorisant le mariage entre deux personnes de même sexe.

Dans les années 2003-2007, à la suite de la privatisation du secteur bancaire sous le gouvernement de Davíð Oddsson, l'Islande s'est orientée vers une économie basée sur les services financiers et sur la banque d'investissement. Elle est rapidement devenue l'un des pays les plus prospères dans le monde, accumulant les risques et les signaux alarmants. Le déficit courant du pays grimpe de 5 % du PIB en 2003 à 20 % en 2006, soit l'un des niveaux les plus élevés du monde. Début 2006, l'agence Fitch rétrograde la note islandaise de « stable » à « négatif ». La couronne islandaise perd une partie de sa valeur, au contraire de la valeur des dettes des banques, qui augmente. Le marché des actions s'effondre et les faillites augmentent, ce qui oblige l’État à mobiliser les finances publiques au profit du secteur privé. La Danske Bank de Copenhague décrit alors l'Islande comme une « économie geyser » sur le point d'exploser.
L'économie islandaise est finalement très durement touchée par une crise financière majeure en 2008. La crise a donné lieu à la plus grande migration de l'Islande depuis 1887, avec une émigration nette de 5 000 personnes en 2009. Durant la crise, deux importantes banques, filiales de banques étrangères, font faillite. Dans un premier temps, l'État islandais accepte de rembourser les dettes de ces banques aux créanciers britanniques et néerlandais. Les protestations populaires et la révolution islandaise aboutissent à l'abandon du remboursement (par deux référendums successifs, l'un en 2010 et l'autre en 2011) et au renversement du gouvernement de Geir Haarde. Jóhanna Sigurðardóttir forme alors un gouvernement intérimaire et devient la première femme Première ministre d'Islande. Les élections législatives du 25 avril 2009 lui assurent une majorité au Parlement. Le 27 novembre 2010, les Islandais élisent une assemblée constituante formée de vingt-cinq Islandais issus de la société civile avec mission de réviser la constitution, jusqu'alors inspirée de celle du Danemark. Malgré la stabilisation de l'économie islandaise, qui a connu une croissance de 1,6 % en 2012, de nombreux Islandais restent mécontents de son état et des politiques d'austérité du gouvernement. Le Parti de l'indépendance et le Parti du progrès reviennent au pouvoir aux élections de 2013 et suspendent sine die le projet de réforme. L'ensemble de ces évènements est appelé révolution des casseroles ou révolution islandaise.

## Politique
L'Islande est une république, dont la Constitution a été adoptée en 1944. Selon l'article premier de la Constitution, « l'Islande est une République dotée d'un régime parlementaire. ».
Le pays appartient au Conseil nordique, au Conseil de l'Europe, à l'OTAN, à l'OCDE et à l'ONU. En 2009, le gouvernement dépose officiellement la candidature du pays à l'adhésion à l'Union européenne ; mais celle-ci gelée en 2013, est définitivement retirée en juin 2015.
La Constitution garantit également à tous les citoyens les droits fondamentaux, et définit l'Église d'Islande comme église d'État.

### Organisation des pouvoirs
La Constitution islandaise a été adoptée lors de la fondation de la république en Islande le 17 juin 1944. Elle succède à la Constitution du royaume d'Islande entrée en vigueur en 1918, lorsque l'Islande était devenue indépendante mais restait liée au Danemark par un Acte d'Union qui leur conférait le même roi. Depuis 1944, la Constitution a été amendée à six reprises.
La Constitution est composée de 80 articles (depuis l'abrogation de l'article 80) répartis en sept chapitres, auxquels s'ajoutent des dispositions transitoires pour organiser le changement de Constitution.
Celle-ci fait de l'Islande une république parlementaire multipartiste, et organise les pouvoirs. Le pouvoir législatif appartient à l'Althing, fondé en 930, plus vieux Parlement d'Europe et peut-être du monde, conjointement avec le président. Le pouvoir exécutif est exercé par le président, le Premier ministre et son Gouvernement, tandis que les tribunaux possèdent le pouvoir judiciaire.

### Institutions

#### Althing

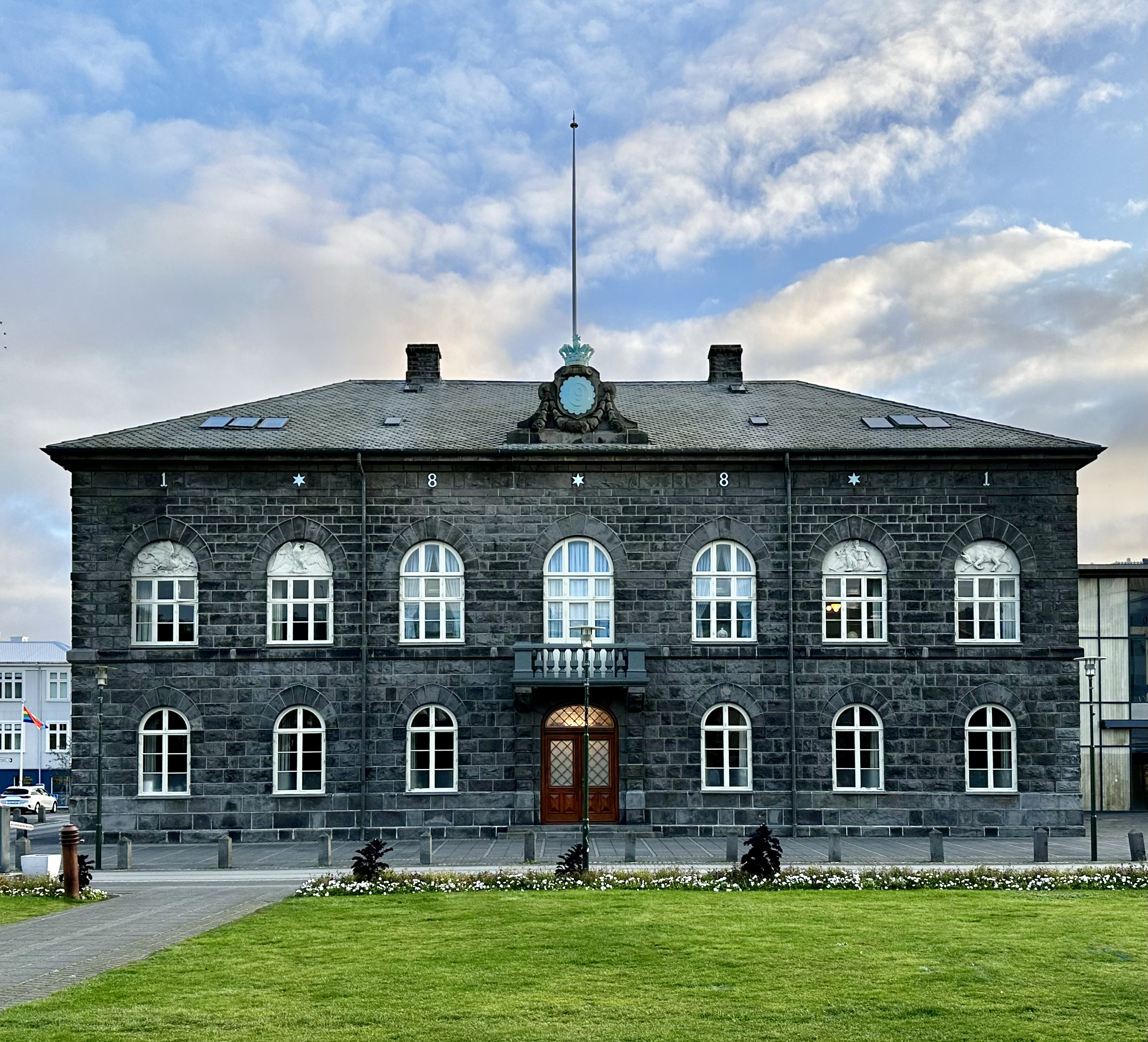
L'Alþingishúsið, siège de l'Althing, est un bâtiment du centre de Reykjavik, dont la bâtisse principale fut construite en pierres de basalte en 1881.

L'Althing (en islandais Alþingi) est le Parlement monocaméral de l'Islande. Fondé en l'an 930, il s'agit du plus ancien parlement d'Europe, voire du monde. Son fonctionnement ne fut interrompu qu'entre 1800 et 1844, pendant la période de monarchie absolutiste danoise. Dans sa forme contemporaine, le parlement islandais fut réinstitué en 1845, à l'origine en tant qu'organe consultatif auprès du roi de Danemark Christian VIII, et son siège fut établi à Reykjavik, et non plus à Þingvellir. Le grand artisan de l'indépendance de l'Islande, Jón Sigurðsson, en fut un des premiers députés.
L'Althing comprend 63 parlementaires, élus tous les quatre ans au suffrage universel direct, au scrutin proportionnel plurinominal à un tour, avec listes bloquées. Les dernières élections ont eu lieu le 28 octobre 2017 et ont vu huit partis remporter des sièges au Parlement : le Parti de l'indépendance, le Mouvement des verts et de gauche, l'Alliance, le Parti du centre, le Parti du progrès, le Parti pirate, le Parti du peuple et le Parti de la réforme.

#### Président
| - Guðni Th. Jóhannesson, président depuis 2016. - Katrín Jakobsdóttir, Première ministre depuis 2017. |

Le président de la République est également élu pour quatre ans, au scrutin uninominal majoritaire à un tour. Selon la Constitution, il nomme les ministres et préside leur Conseil. Dans la pratique, il entérine les choix de nomination faits par les partis politiques majoritaires à l'Althing. Il n'exerce d'ailleurs, habituellement, aucun pouvoir exécutif réel et joue surtout un rôle honorifique. En tant que chef de l'État, il est le représentant du pays à l'étranger.
Le président dispose cependant de certaines prérogatives importantes. Par exemple, l'article 26 de la Constitution lui accorde un droit de veto sur l'adoption d'une loi par le Parlement, qui l'autorise à faire approuver ou rejeter la loi par un référendum. L'ancien président Ólafur Ragnar Grímsson l'a utilisé à plusieurs reprises, notamment en 2010 et 2011, dans le cadre des deux référendums sur le remboursement de la dette.
Guðni Th. Jóhannesson, élu en 2016, est le sixième président islandais depuis 1944. Il a succédé à Ólafur Ragnar Grímsson, qui occupait cette fonction depuis 1996. L'étendue théorique des pouvoirs détenus par le président fait régulièrement l'objet de débats parmi les juristes islandais : tandis que certaines dispositions de la Constitution lui donnent plusieurs importantes prérogatives, d'autres articles adoptent en effet une orientation contraire.

#### Gouvernement
Le pouvoir exécutif est exercé par le gouvernement dirigé par le Premier ministre et nommé par le président. Les gouvernements islandais ont presque toujours consisté en une coalition de deux partis ou davantage, étant donné que la majorité des sièges de l'Althing n'a jamais été détenue par un seul parti politique.
En 2009, Jóhanna Sigurðardóttir est devenue la première femme Première ministre en Islande, ainsi que la première chef de gouvernement au monde à s'être ouvertement déclarée lesbienne,,.
L'actuelle Première ministre de l'Islande est Katrín Jakobsdóttir. Elle est à la tête d'une coalition tripartite formée de son parti, de gauche, le Mouvement des verts et de gauche, et de deux partis de centre-droit : le Parti du progrès et le Parti de l'indépendance, coalition constituée à la suite des élections législatives de 2017. Elle a été reconduite dans ses fonctions après les résultats des élections de 2021[Passage à actualiser].

#### Autorités judiciaires
Le pouvoir judiciaire est composé de deux instances : les Cours ordinaires, tribunaux de districts et de villes, et la Cour suprême d'Islande, au sommet du pouvoir judiciaire islandais.

### Tendances politiques et élections
À l'exception du gouvernement de Jóhanna Sigurðardóttir de 2009 à 2013, le Parti de l'indépendance et le Parti du progrès dominent la vie politique du pays depuis les années 1930.
Depuis les élections législatives de 2017, huit partis sont représentés à l'Althing : le Parti de l'indépendance, le Mouvement des verts et de gauche, l'Alliance, le Parti du centre, le Parti du progrès, le Parti pirate, le Parti du peuple et le Parti de la réforme.

### Découpage administratif
L'Islande est divisée en régions, circonscriptions, comtés, municipalités. Il y a huit régions, dont l'utilisation est principalement statistique. Jusqu'en 2003, le découpage électoral pour l'Althing suivait les régions, mais des circonscriptions électorales spécifiques ont été créées depuis. En effet, le découpage en région donnait plus de poids aux votes dans les régions faiblement peuplées. Le découpage en circonscriptions permet de rééquilibrer les poids respectifs des votes, même si des inégalités subsistent.
L'Islande est traditionnellement divisée en 23 comtés, qui n'ont de nos jours, plus d'importance administrative. Il existe de nos jours 26 sýslumenn, dont les compétences suivent celles des comtés traditionnels.
Enfin, il existe 79 municipalités, chargées de l'administration locale, comme les écoles, les transports, la gestion des déchets… Les municipalités regroupent souvent plusieurs localités.

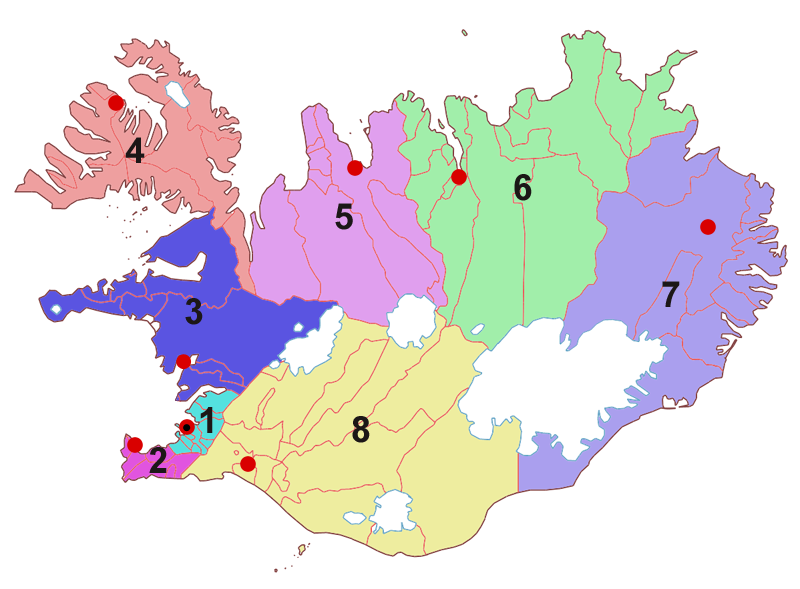
Régions de l'Islande.
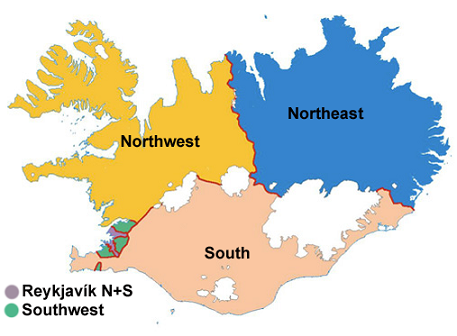
Circonscriptions en Islande.
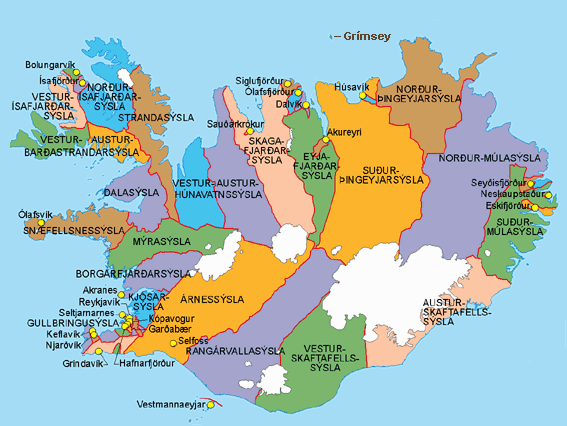
Comtés de l'Islande.
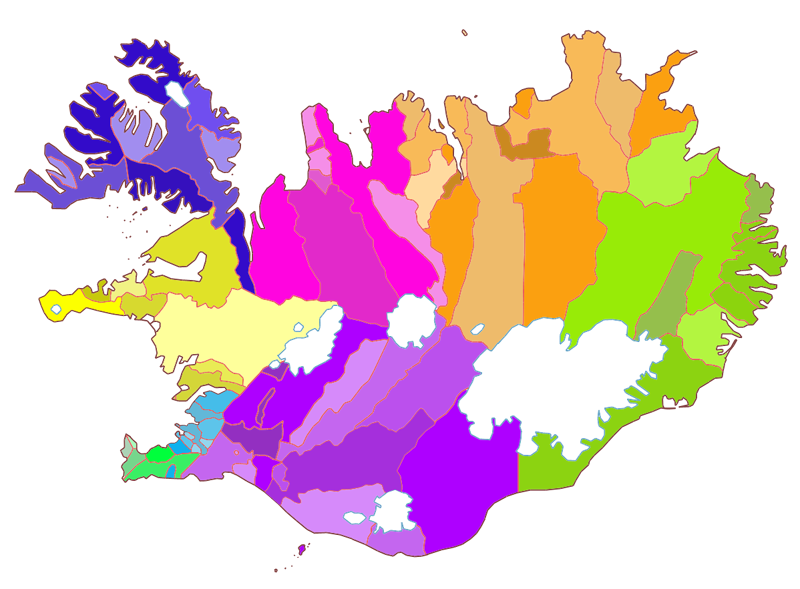
Municipalités d'Islande.

### Politique étrangère

#### Défense islandaise
L'Islande ne possédant pas d'armée, sa défense est assurée par les États-Unis. Par ailleurs, le pays a également conclu des accords avec l'armée norvégienne, l'armée danoise et d'autres membres de l'OTAN pour sa sécurité intérieure.

#### Appartenance à des organisations internationales
L'Islande adhère à plusieurs organisations internationales de plus ou moins grande échelle.
Avec les autres pays nordiques, l'Islande entretient des relations privilégiées, en raison notamment des cultures et des histoires communes. Les programmes de coopération s'exercent depuis 1952 essentiellement dans le cadre du Conseil nordique. Le pays a par ailleurs constitué, avec le Groenland et les îles Féroé, un Conseil nordique occidental dont les centres d'intérêt portent principalement sur les questions relatives à l'Atlantique nord,.
Le pays participe aussi activement à la vie économique, politique et culturelle de l'Europe. L'Islande fait ainsi partie de l'Association européenne de libre-échange (AELE) et a choisi d'intégrer l'Espace économique européen aux côtés de la Norvège, du Liechtenstein et de l'Union européenne. Elle applique les accords de libre circulation de l'Union nordique des passeports et a donc logiquement aussi rejoint en 1996 l'espace Schengen. Elle participe aussi à de nombreux programmes européens, comme Erasmus.
À la suite de la crise économique de 2008, l'Islande se propose d'avoir l'euro comme monnaie, ce qui aurait diminué en partie l'ampleur de la crise. L'euro étant indissociable de l'adhésion à l'Union européenne, le pays pose officiellement sa candidature le 17 juillet 2009. Cependant, les débats notamment sur la question des quotas de pêche n'ont pu conduire à un accord. À la suite d'un changement de majorité au parlement, la demande d'adhésion a été gelée le 13 juin 2013, puis est officiellement retirée le 12 mars 2015.
Enfin, le pays est membre de l'ONU, de l'OCDE et de l'OTAN. L'Islande ne possédant pas d'armée, sa contribution à l'OTAN se fait sous d'autres formes (bases militaires et contributions financières pour l'essentiel). Depuis les années 1990, il existe une unité de réponse aux crises pouvant participer à des opérations de maintien de la paix qui a été déployée au sein de plusieurs missions de l'OTAN notamment.

## Économie

Évolution du PIB par habitant en Europe du Nord depuis 1950 (De haut en bas : Norvège, Danemark, Suède, Islande et Finlande).

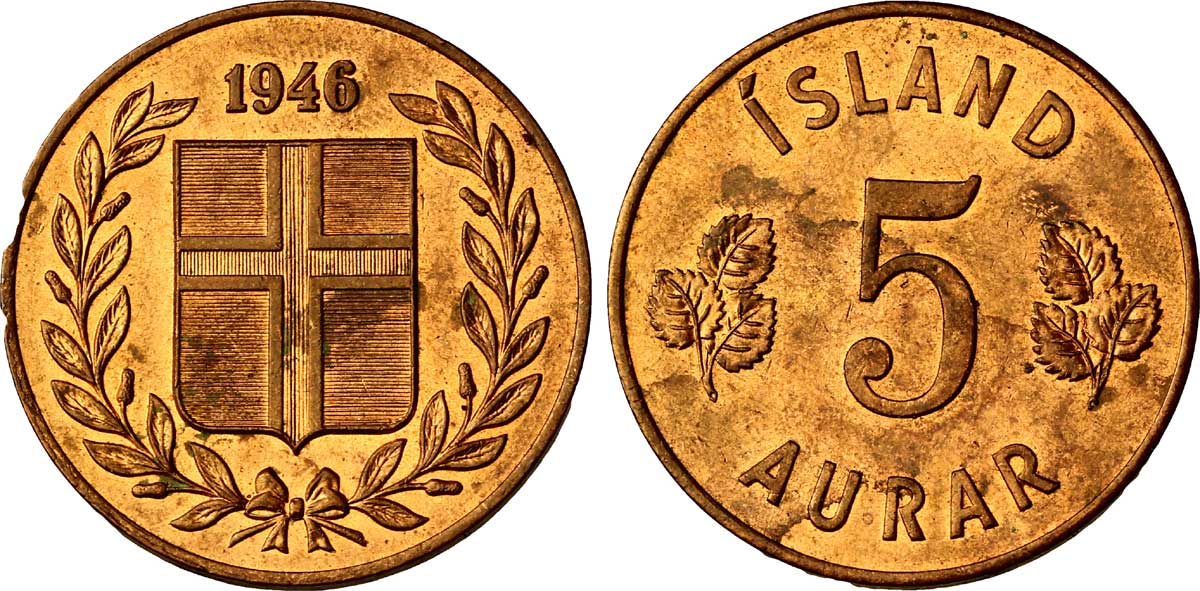
Pièce de 5 Aurar représentant le blason de l'Islande.

Après avoir été pendant des siècles un pays à l'économie très modeste, son ratio PIB/habitant est en 2007 le plus élevé au monde : son PIB/hab. ajusté en parité de pouvoir d'achat vaut 40 000 euros. Cette même année, la croissance du produit national brut a été de 2,6 %, pour un taux de chômage de 2,9 %, une inflation de 6,7 %, et un budget de l'État dégageant un surplus.
Cependant, depuis les années 1990, la coalition au pouvoir « a opéré un transfert fiscal systématique des classes aisées vers les contribuables les plus modestes. En mettant en œuvre une politique fiscale réduisant presque à néant l’imposition sur le capital en même temps qu’un gel du barème de l’impôt sur le revenu, elle a permis à la rente d’échapper à l’impôt tandis que, dans un contexte d’inflation, de plus en plus de familles pauvres devenaient imposables. », écrivent les chercheurs en économie et politique publique Silla Sigurgeirsdóttir et Robert Wade. En conséquence, les inégalités ont augmenté : le coefficient de Gini est passé du niveau moyen des pays scandinaves en 1995 à celui des États-Unis en 2007. L'objectif de cette politique était de faire du pays un centre financier international en se démarquant des pays du nord de l’Europe, présentés par le gouvernement et les médias comme des sociétés « couvées par un État-providence trop généreux ». Le président de la chambre de commerce islandaise a ainsi affirmé en 2006 dans un rapport destiné à ses membres : « Nous devrions cesser de nous comparer aux autres pays nordiques. Après tout, nous leur sommes supérieurs par de nombreux aspects ».
En septembre 2008, l'État islandais est au bord de la faillite. Il ne peut prendre le contrôle des plus grandes banques du pays en situation de faillite à cause de la crise financière.

### Crise financière de 2008 et dette extérieure
La crise islandaise est la conséquence directe de la politique d'endettement et du gonflement des bilans des principales banques locales, durant les années 2000, à des niveaux dépassant plusieurs fois le PIB de l’Islande. Ce boom bancaire, qui a soutenu la croissance islandaise durant une dizaine d'années, place le pays au bord de la faillite après la défaillance des banques locales.

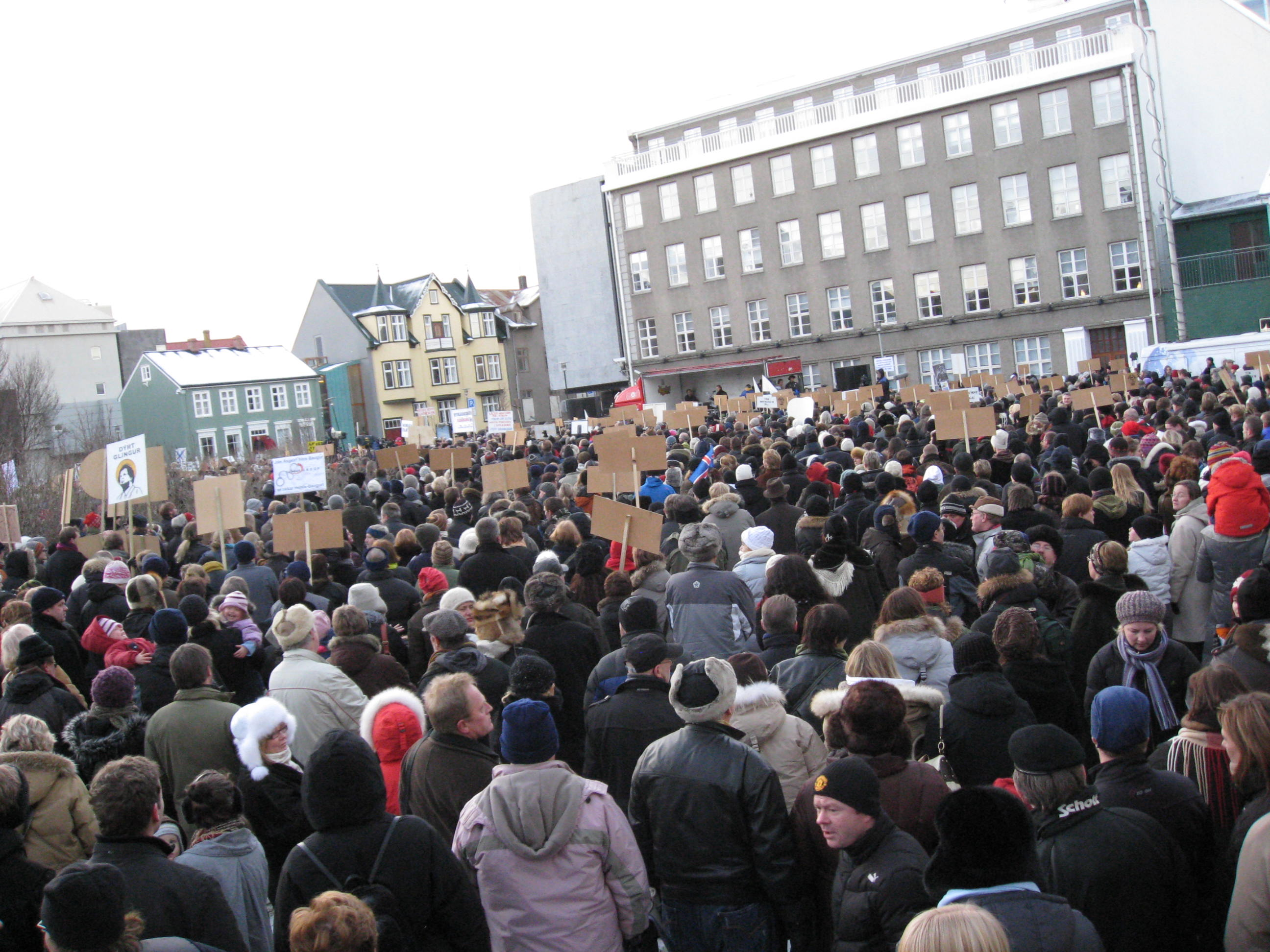
Le 15 novembre 2008, plus de 6000 manifestants protestent devant le Parlement islandais.

Cette crise financière affecte le système économique et bancaire depuis octobre 2008, dans le contexte de la crise économique mondiale de 2008. Pour prévenir l'effondrement du système bancaire islandais, les trois principales banques du pays (Glitnir, Landsbanki et Kaupþing) sont nationalisées.La perfusion du FMI n'empêche pas les annonces de perspectives sombres pour l'avenir.
L'endettement du pays devient très élevé et le remboursement en 2009 de la dette contractée notamment par Icesave, filiale de Landbanki fortement impliquée dans les subprimes, (3,8 milliards de dollars, soit 12 000 € par habitant) crée une grave crise politique et sociale. La fronde populaire pour ne pas rembourser la dette prend de l'ampleur. L'embarras politique est total. Les créanciers (Royaume-Uni et Pays-Bas) exigent le remboursement. Après un premier rejet, un nouvel accord est trouvé en 2011 pour que l'Islande puisse étaler ses remboursements de 3,9 milliards d'euros entre juillet 2016 et au maximum 2046, à un taux d'intérêt de 3 % pour le 1,3 milliard d'euros dû à la Haye et de 3,3 % pour le reste, dû à Londres. Mais, le président islandais lance une consultation par référendum qui aboutit à un deuxième rejet. Il s'ensuit une bataille juridique qui aboutit à une victoire pour l'Islande en 2013, mais les remboursements à la suite de la faillite d'Icesave se sont poursuivis.
L’Islande a déposé en juillet 2009 une demande de candidature à l'Union européenne, selon certains dans l'espoir de stabiliser son économie et d'adhérer à la zone euro,,,. Pourtant, en 2010, d'autres, dont le prix Nobel d'économie Paul Krugman, avancent au contraire que c'est grâce au contrôle de sa monnaie — qui aurait été impossible avec l'euro — que l'Islande a pu rapidement sortir de la crise, notamment via une dévaluation qui a relancé ses exportations. Le 24 février 2010, la commission européenne a recommandé l'ouverture de négociations concernant l'entrée de l'Islande dans l'Union européenne. Bruxelles a estimé que l'Islande était déjà à un stade suffisamment avancé de préparation, dans les domaines politique, économique et législatif. Reykjavik applique, en effet, déjà près des trois quarts des lois européennes nécessaires pour une adhésion à l'UE, ce qui va accélérer le processus.
Après la crise de 2008, l'Islande a aussi reconnu que, parce qu'elle avait sa propre devise monétaire, son économie était très volatile. Voilà pourquoi ses dirigeants ont adressé une demande à Ottawa afin de savoir s'il était envisageable pour l'Islande d'utiliser la monnaie du Canada, le dollar canadien, car le Canada est le pays ayant le mieux résisté à la crise économique, donc celui ayant l'économie la plus stable,,,.
En janvier 2016, les sources officielles annoncent que le taux de chômage est retombé à une valeur (1,9 %) proche de ce qu'il était avant la crise de 2008 (1,3 %). En novembre 2015, le Premier ministre Sigmundur Davíð Gunnlaugsson avait déclaré que l'Islande n'aurait pas pu sortir de la crise si elle avait été membre de l’Union européenne et si, comme l'Irlande ou la Grèce, elle avait été obligée de prendre la responsabilité des dettes des banques en faillite.
En 2019, la dette publique nette, qui représentait encore près de 50 % du PIB en 2015, est réduite à 29 % de ce même PIB (21 milliards de dollars), l'Islande prévoyant toutefois que ce ratio remonte à 47 % à fin 2021, en raison du soutien à l'économie lié à la pandémie de Covid-19.

### Économie traditionnelle
L'économie traditionnelle de l'Islande dépend fortement de la pêche et de ses débouchés, qui comptent pour près de 60 % de ses revenus à l'exportation. La santé de l'économie est tributaire des conditions du marché des produits de la mer.
Les années 1900 comptaient 77 % d'agriculteurs, ils ne sont plus, au début du XXIe siècle, que 4 %. Les terres arables en Islande représentent moins de 1 % de la surface de l'île. Cependant, l'utilisation de la géothermie permet de chauffer des serres, comme à Hveragerði, ce qui permet au pays de se fournir en certains aliments qu'on ne pourrait pas cultiver autrement sur l'île. Ainsi, l’Islande est un pays producteur de bananes (c'est même le seul sur le continent européen au sens strict),.
La protection de la pêche et de l'agriculture fait partie des principales raisons qui retiennent l'Islande d'adhérer à l'Union européenne et qui l'a poussée à abandonner sa candidature le 12 mars 2015,,,.

### Production d'énergie
Les énergies renouvelables constituent aujourd'hui un secteur de pointe de l'économie du pays et l'un des piliers de sa politique énergétique. 70 % de l'énergie du pays provient des énergies renouvelables.
Plus de 99 % de l'électricité du pays est produite par l'énergie hydraulique et par l'énergie géothermique. La plus grande centrale électrique géothermique se trouve à Hellisheiði, alors que le controversé barrage de Kárahnjúka est depuis 2009 la plus grande centrale hydraulique du pays.
Malgré tout, les Islandais émettent 15,8 tonnes de CO2 de gaz à effet de serre par habitant, ce qui est plus élevé que les émissions de gaz à effet de serre d'un Français (12 tonnes en 2015). Ceci est dû à l'utilisation de moyens de transport personnels.
En 2003, l'Islande est le premier pays au monde avec des stations-services qui mettent à disposition de l'hydrogène pour les véhicules qui fonctionnent grâce à une pile à combustible,. C'est aussi un des seuls pays capables de produire de l'hydrogène en quantité suffisante et à des prix raisonnables, en raison de l'abondante énergie géothermique disponible sur l'île.

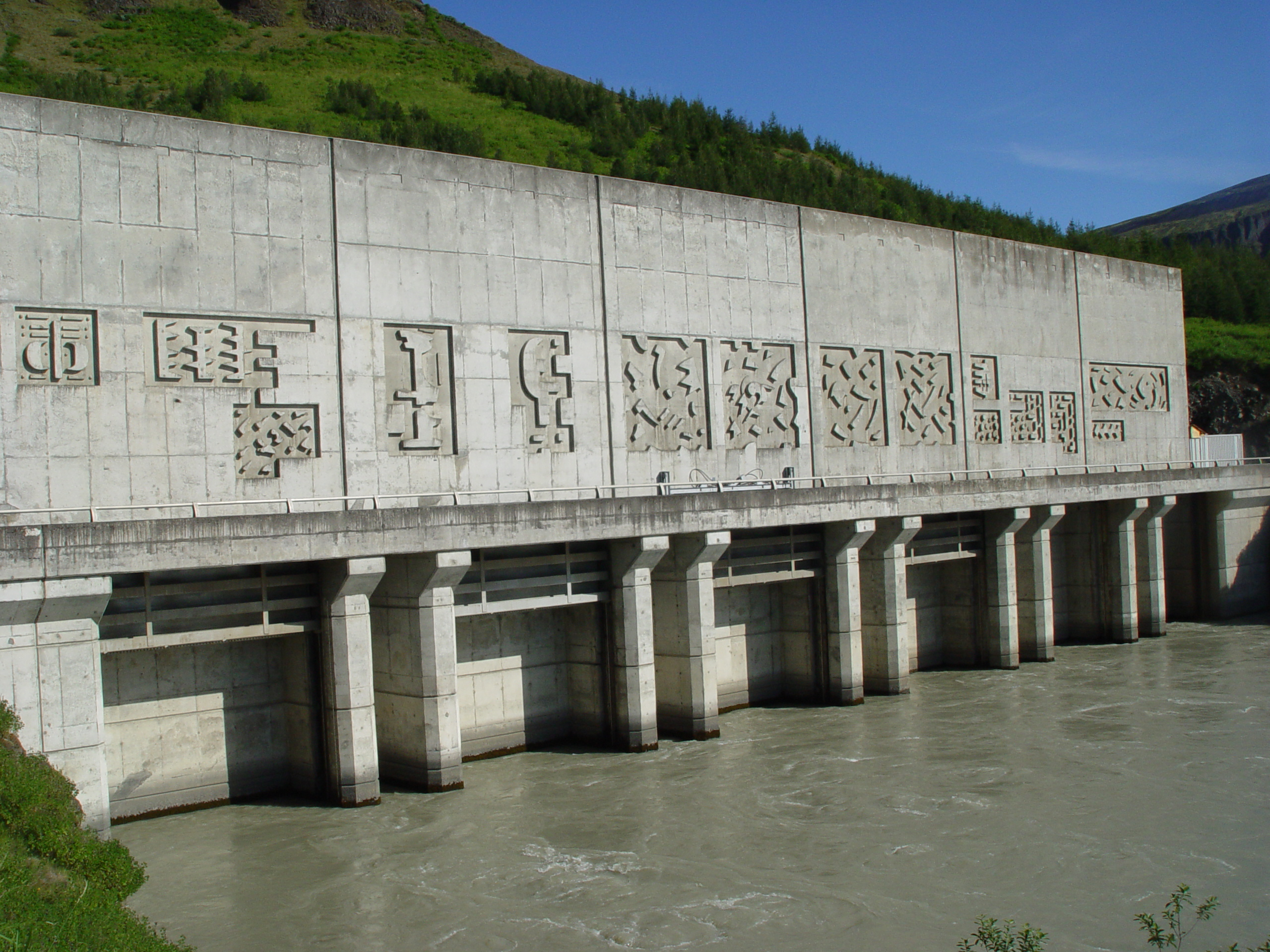
Barrage de Búrfell.
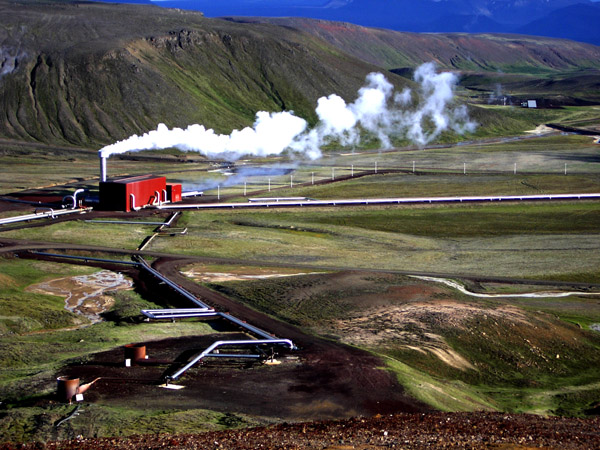
Centrale géothermique de Krafla.
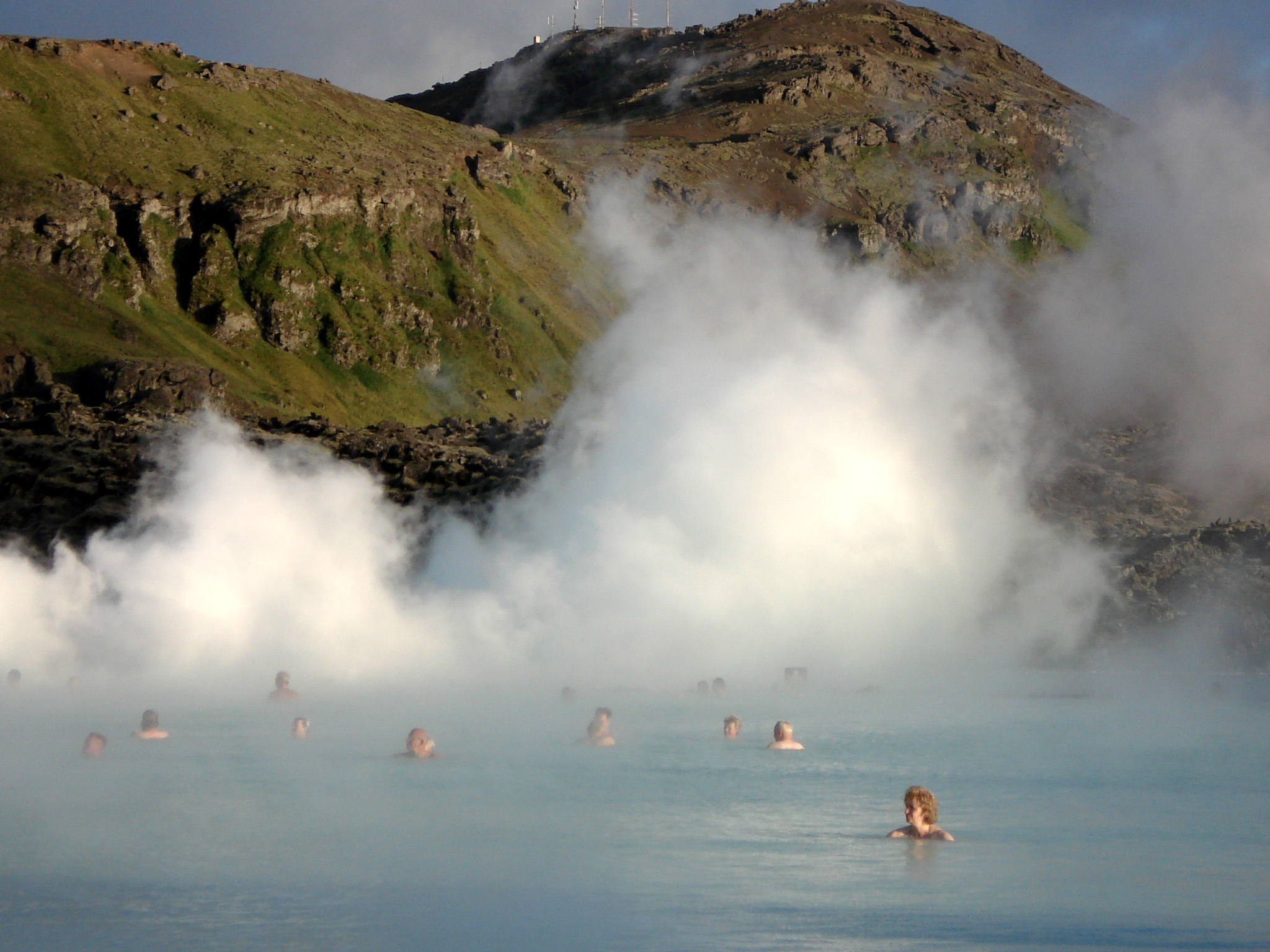
Lagon bleu.

### Industrie de l'aluminium
L'Islande est autosuffisante énergétiquement grâce à la géothermie et l'hydroélectricité. Et ce pays possède un important potentiel énergétique, bien supérieur aux besoins de sa population. L'Islande a donc envisagé la construction d'un câble sous-marin de plusieurs milliers de kilomètres, permettant d'exporter son énergie excédentaire vers l'Europe,. Devant le coût d'un tel projet et celui d'exporter cette énergie à de telles distances, l'Islande a préféré inviter les industries à haute consommation énergétique à investir dans le pays. Le grand nombre d'usines d'aluminium installées depuis 40 ans en Islande reflète cette stratégie économique.
En aval du Vatnajökull, le plus grand glacier d'Europe, le complexe hydroélectrique de Kárahnjúka, avec un barrage principal haut de 198 mètres, produisant 590 MW, alimente une usine d'aluminium Alcoa, qui produit 322 000 tonnes par an et emploie neuf cents personnes. Cette usine productrice d'aluminium se trouve dans l'est du pays, où les emplois sont rares.
Pour réaliser ce barrage, la Compagnie d’électricité islandaise a créé le troisième lac du pays et immergé 57 km2 de terres sauvages. Ce barrage a fait aussi disparaître cinquante chutes ou cascades en bloquant le fleuve Jökulsá á Brú. Des écologistes se sont opposés par conséquent à sa construction, et arguent que très peu d'Islandais ont sollicité un emploi auprès d'Alcoa, et que par conséquent cette usine n'enrayera de toute façon pas la désertification de cette région, principale raison du soutien gouvernemental. La compagnie Alcoa a construit son usine à Reyðarfjörður pour utiliser l'énergie bon marché du barrage de Kárahnjúkar et n'est pas tenue de respecter les émissions de CO2. L'alumine, le dérivé du minerai de bauxite, est importé des tropiques et l'aluminium est ré-exporté par bateau en Europe, dégageant ainsi des excédents pour le pays.
Avec le déclin des pêcheries familiales, la plupart des villages côtiers meurent peu à peu. Les défenseurs des producteurs d'aluminium affirment que cette industrie est nécessaire pour revitaliser les zones rurales, alors que les écologistes préconisent de nouveaux parcs nationaux pour renforcer le tourisme, secteur en croissance très rapide.

### Tourisme
Le tourisme en Islande représente un secteur important de l'économie avec presque un million de visiteurs étrangers en 2014, soit le triple de la population du pays. Ce chiffre a atteint 1,7 million en 2016 et 2,3 millions en 2018, mais s'est effondré avec la crise de la COVID (700 000 visiteurs en 2021). En 2008, l'activité touristique représentait 14 % des revenus du pays et 5,2 % des emplois.
Plus des deux tiers des touristes d'Europe centrale ou du sud viennent en été, ainsi que la moitié des touristes américains et scandinaves. Par contre, les touristes anglais visitent le pays aussi bien en été qu'en hiver.
La saisonnalité est très marquée, avec, en 2011, un taux de remplissage des chambres de 65 % en juillet, contre 15 % en janvier. En l'absence de domaines skiables significatifs (l'Islande a peu de tradition dans ce domaine, contrairement à ses voisins scandinaves), le déséquilibre entre saisons est exacerbé suivant les régions : la capitale héberge deux fois plus de touristes en été qu'en hiver et ce rapport dépasse 12 dans l'arrière-pays.
Les trois sites touristiques les plus fréquentés d'Islande sont nommés « cercle d'or » : il s'agit du parc national de Þingvellir, site classé au patrimoine mondial de l'UNESCO où l'Althing fut fondé en l'an 930, les chutes de Gullfoss, ainsi que le champ géothermique de Geysir.

## Population

### Démographie

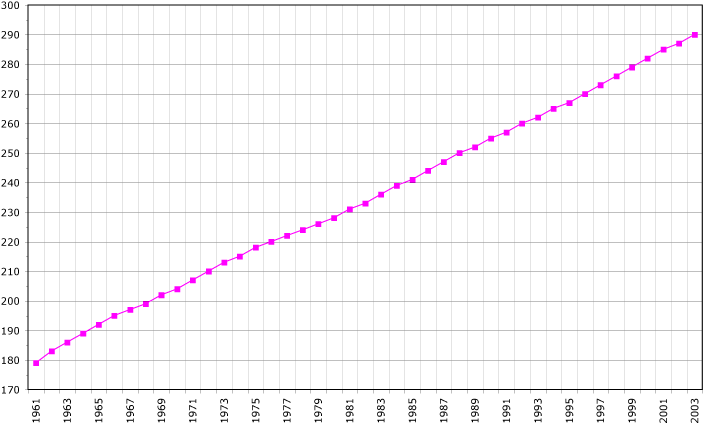
Évolution de la démographie entre 1961 et 2003 (chiffre de la FAO, 2005). Population en milliers d'habitants.

La plupart des Islandais habitent la côte sud, au climat plus clément que les rivages septentrionaux. Près de 60 % d'entre eux sont regroupés dans la région de Reykjavik. Seule véritable exception, Akureyri, avec ses 17 754 habitants en 2011, est située au nord du pays, au bord de l'Eyjafjörður ; bien que proche du cercle polaire, Akureyri bénéficie d'un climat d'abri (microclimat), ce qui lui vaut une végétation arbustive unique en Islande (nombreux sorbiers des oiseleurs). La population se concentre sur seulement 2 % de la superficie de l'Islande.
Le 25 janvier 2006, l'Althing a officiellement dénombré 300 000 habitants sur le territoire islandais (ne comptant pas les 10 800 Islandais vivant à l'étranger, principalement en Europe, au Canada et aux États-Unis). Au 1er janvier 2023, on dénombre 387 758 habitants ; entre le 1er janvier 2022 et le 1er janvier 2023, la population a augmenté de 3,1%, ce qui constitue la plus forte augmentation de population jamais constatée en Islande.
Au Canada, plus de 100 000 personnes se reconnaissent Islandais ou descendants d'Islandais, dont 19 155 en Colombie-Britannique.
Parmi les immigrants, la minorité la plus forte est la minorité polonaise, au nombre d'environ 10 000 personnes ; et employée en grande majorité dans le secteur de la pêche. D'ailleurs, certains portails web islandais ont une version polonaise. La deuxième minorité est la minorité lituanienne, laquelle compte quelque 1 500 individus. Les autres communautés proviennent essentiellement des pays d'Europe du Nord, d'Asie et des pays baltes.
Particularité : la notion de nom de famille n'existe pas en Islande. Les Islandais portent leur propre prénom et dans la plupart des cas le prénom de leur père (dans certains cas le prénom de leur mère) suivi du suffixe son (fils de…) pour les hommes, dóttir pour les femmes (fille de…) et bur pour les personnes non-binaires (enfant de...). Le patronyme change ainsi à chaque génération.
Les congés parentaux (9 mois) sont à répartir librement entre le père et la mère.

### Principales villes
| Rang | Localité      | Municipalité            | Région            | Population | Année de la population |
| ---- | ------------- | ----------------------- | ----------------- | ---------- | ---------------------- |
| 1    | Reykjavik     | Reykjavíkurborg         | Höfuðborgarsvæðið | 128 318    | 2018                   |
| 2    | Kópavogur     | Kópavogsbær             | Höfuðborgarsvæðið | 36 750     | 2018                   |
| 3    | Hafnarfjörður | Hafnarfjarðarkaupstaður | Höfuðborgarsvæðið | 29 810     | 2018                   |
| 4    | Akureyri      | Akureyrarbær            | Norðurland eystra | 18 860     | 2018                   |
| 5    | Garðabær      | Garðabær                | Höfuðborgarsvæðið | 16 190     | 2018                   |
| 6    | Keflavík      | Reykjanesbær            | Suðurnes          | 15 129     | 2018                   |
| 7    | Mosfellsbær   | Mosfellsbær             | Höfuðborgarsvæðið | 11 300     | 2018                   |
| 8    | Akranes       | Akraneskaupstaður       | Vesturland        | 7 000      | 2018                   |
| 9    | Selfoss       | Árborg                  | Suðurland         | 6 934      | 2016                   |
| 10   | Njarðvík      | Reykjanesbær            | Suðurnes          | 4 398      | 2009                   |

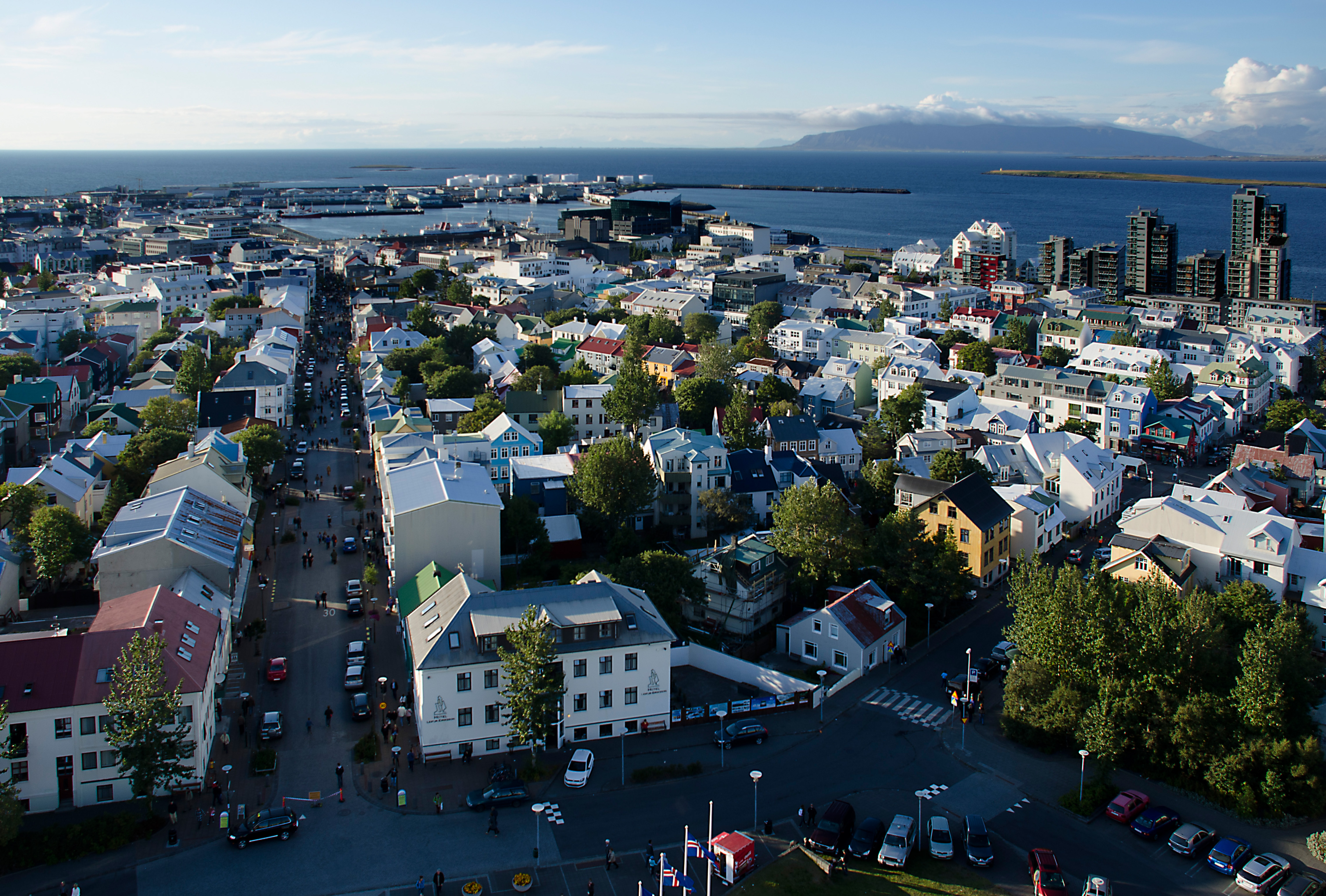
Reykjavik.
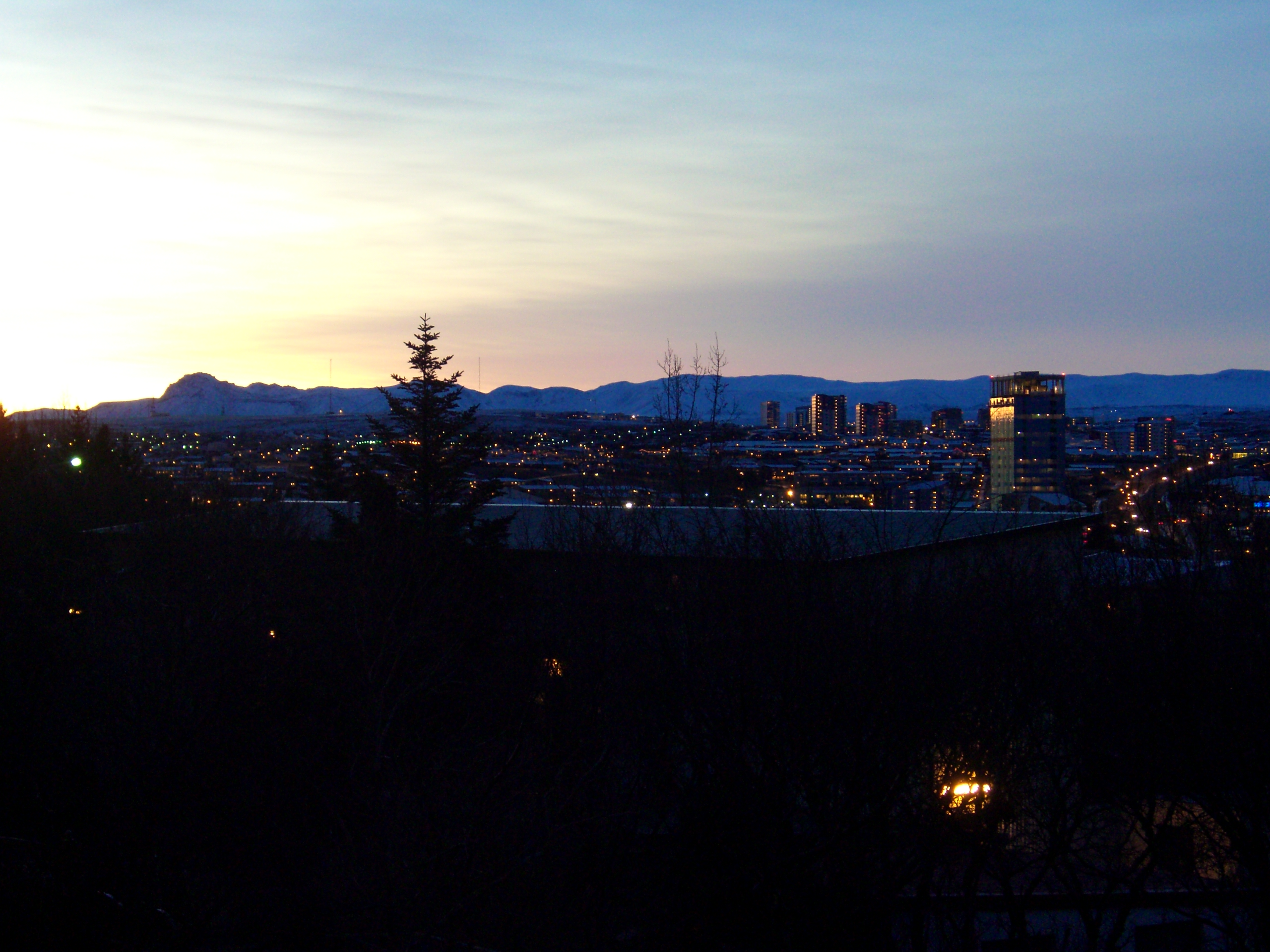
Kópavogur.
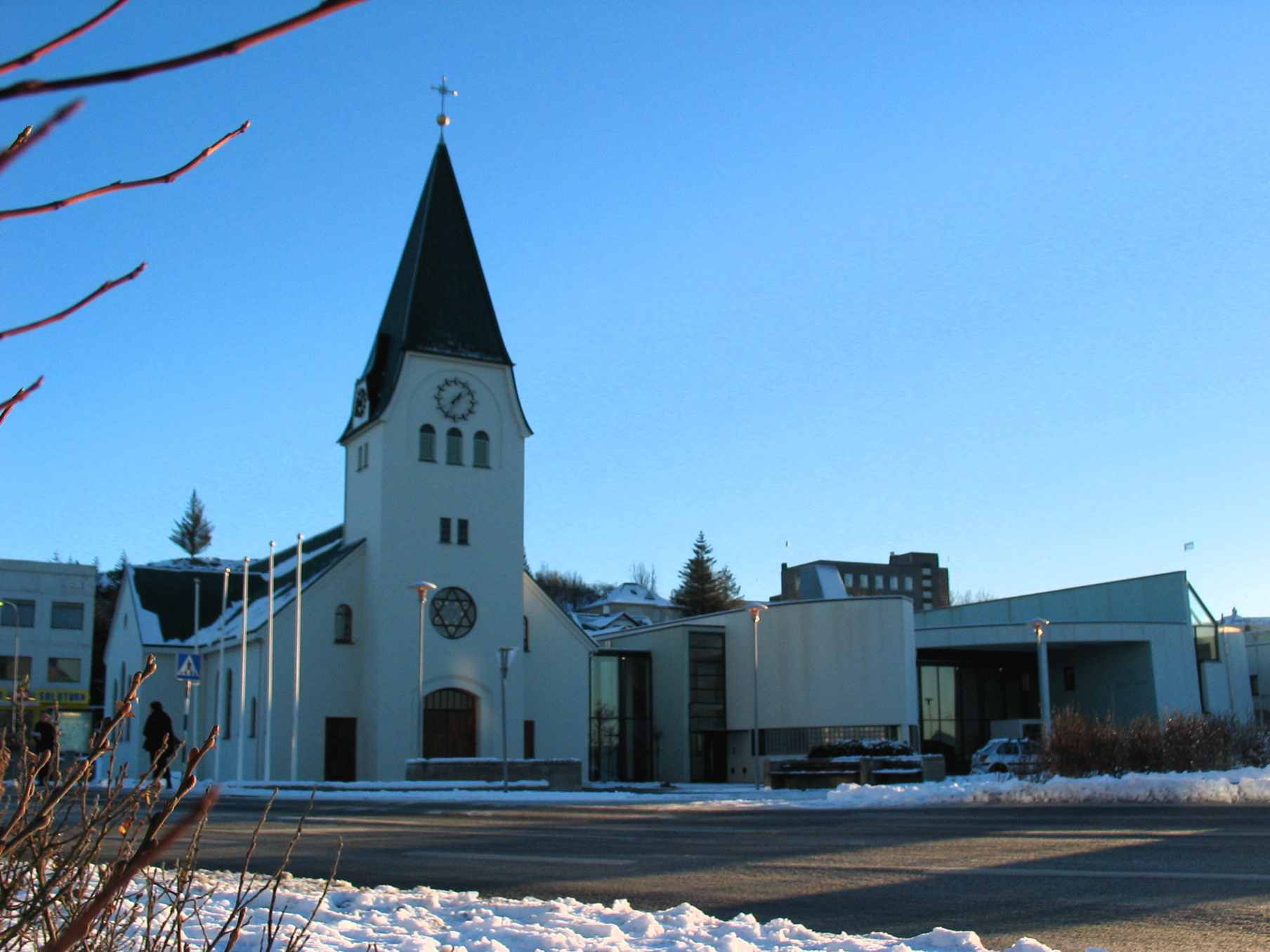
Hafnarfjörður.
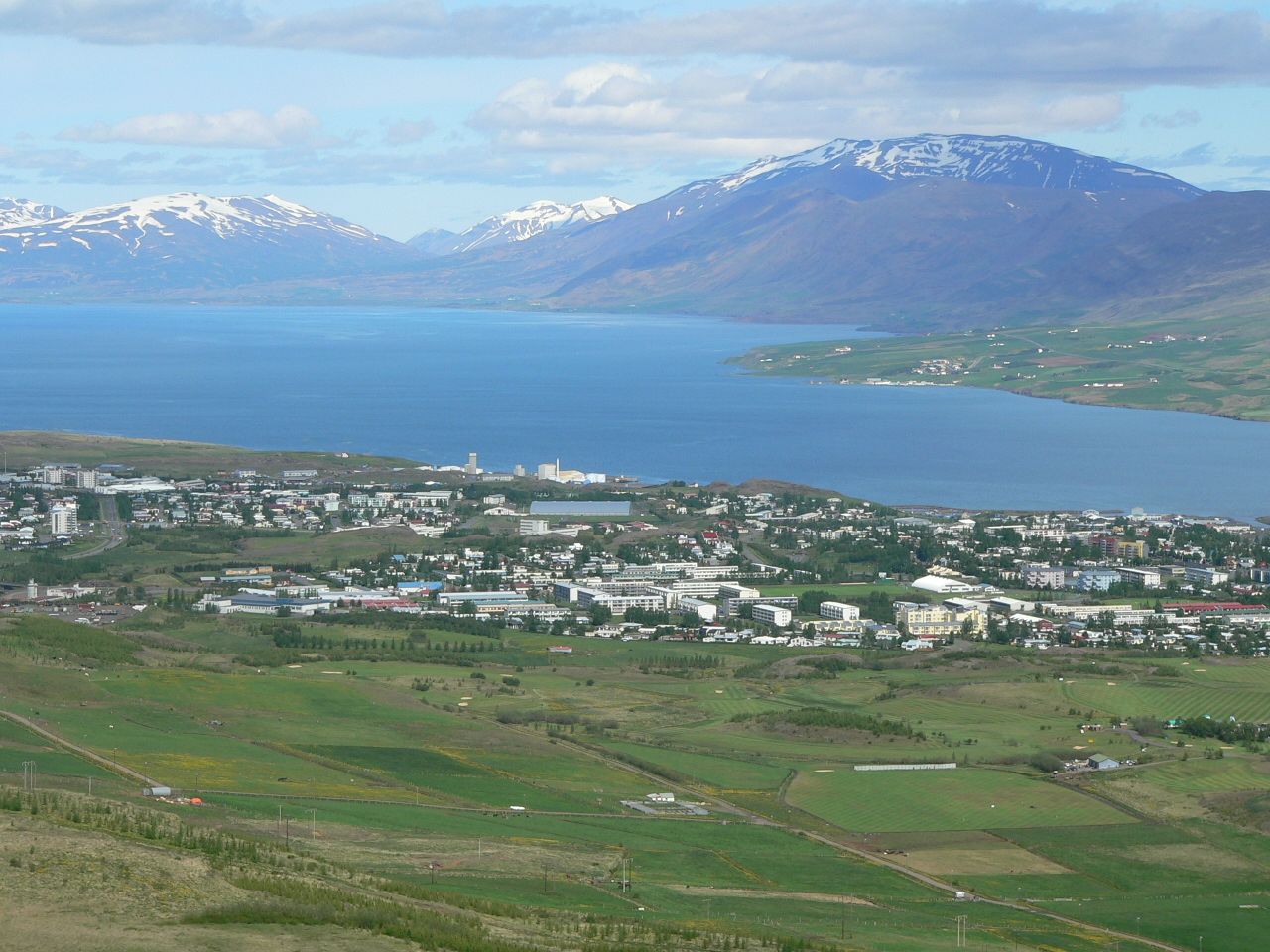
Akureyri.
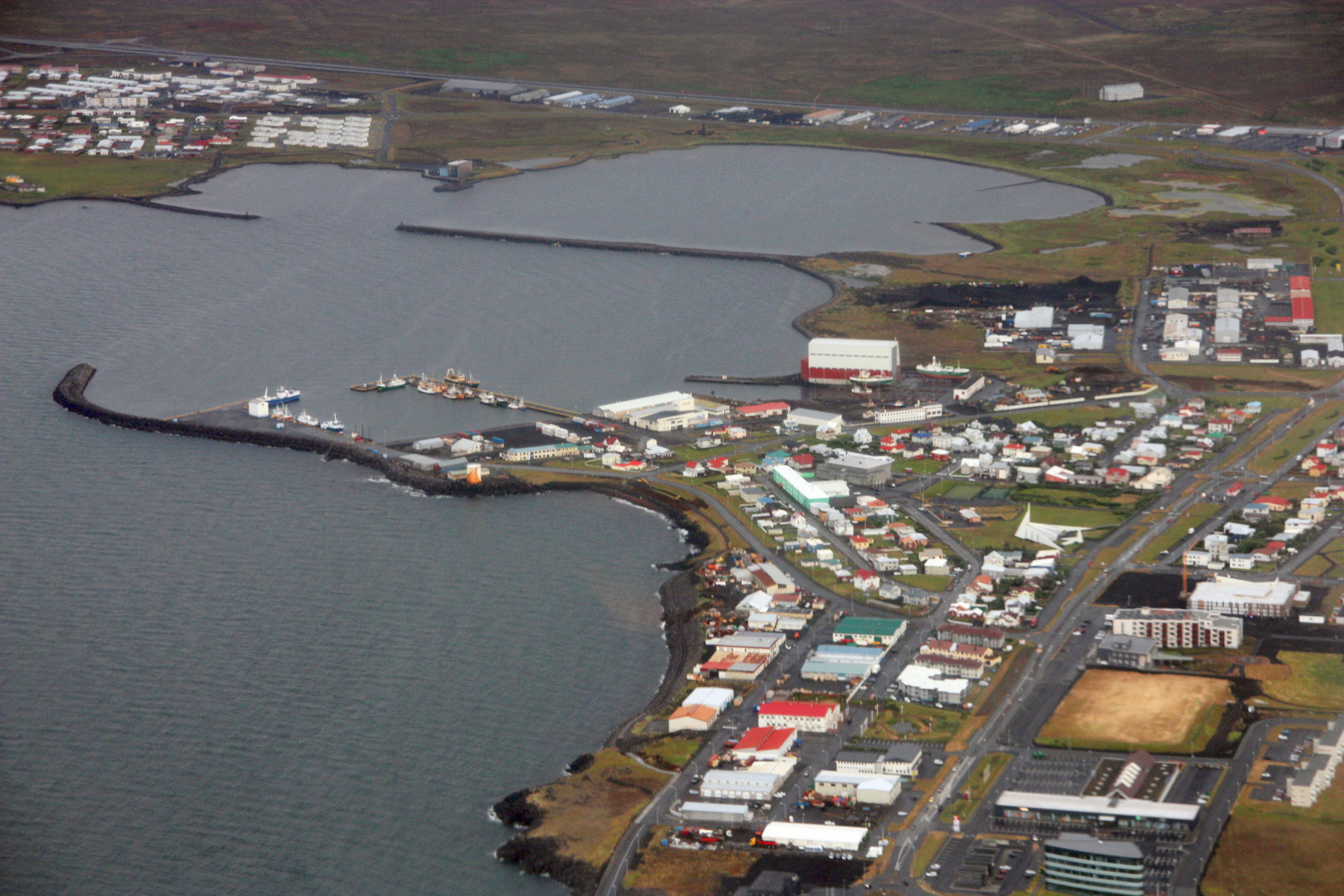
Reykjanesbær.
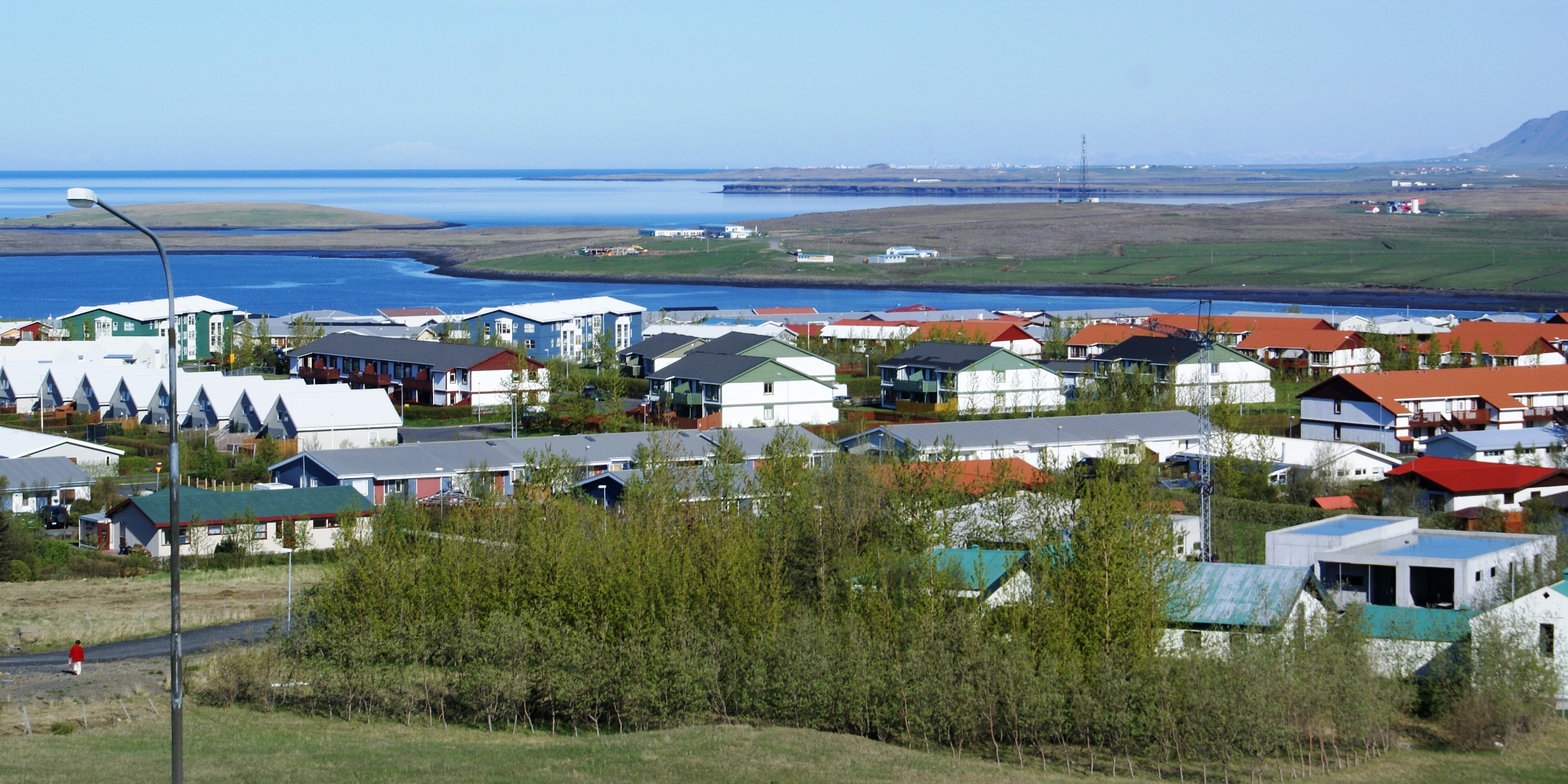
Mosfellsbær.
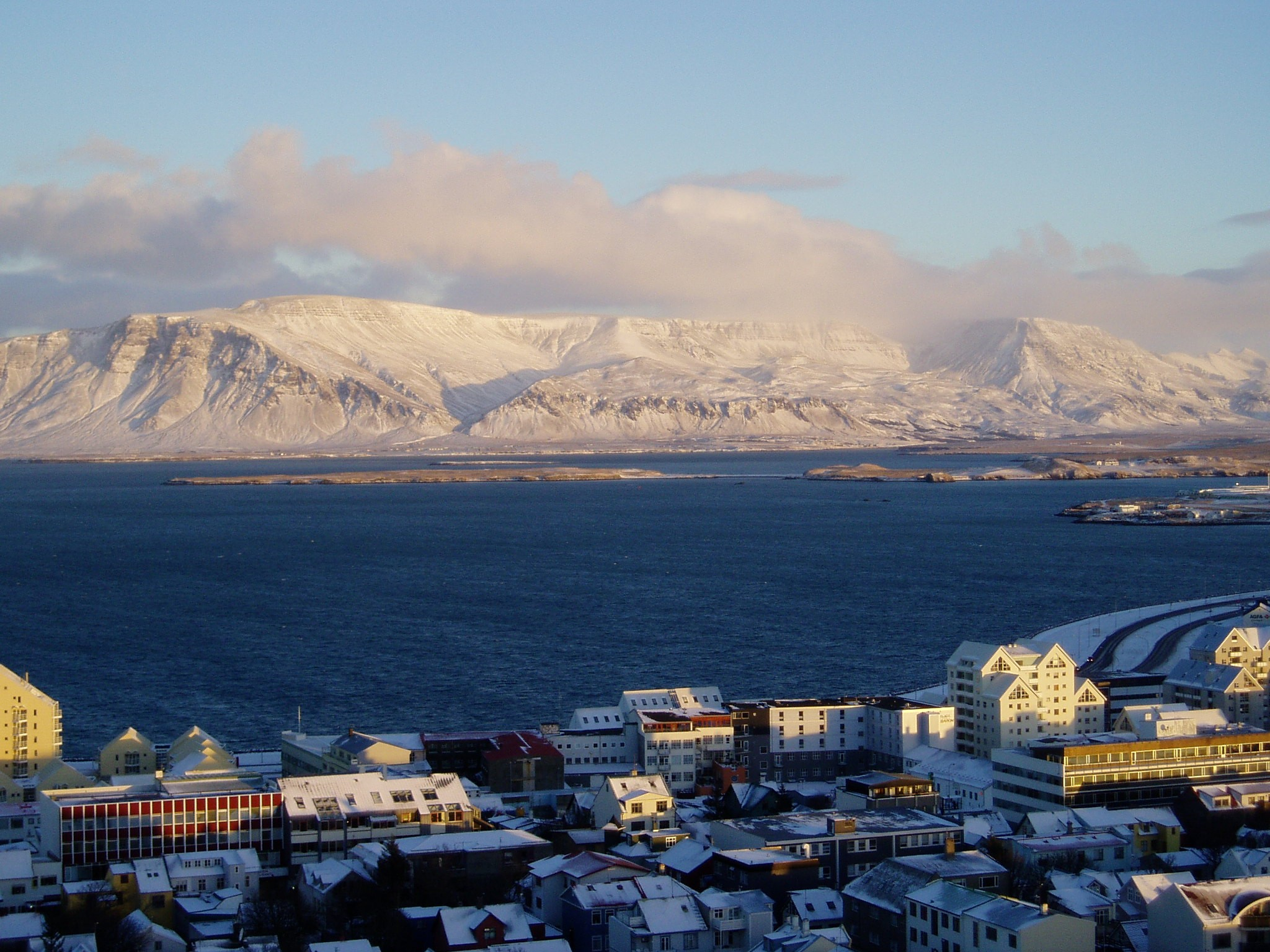
Garðabær.
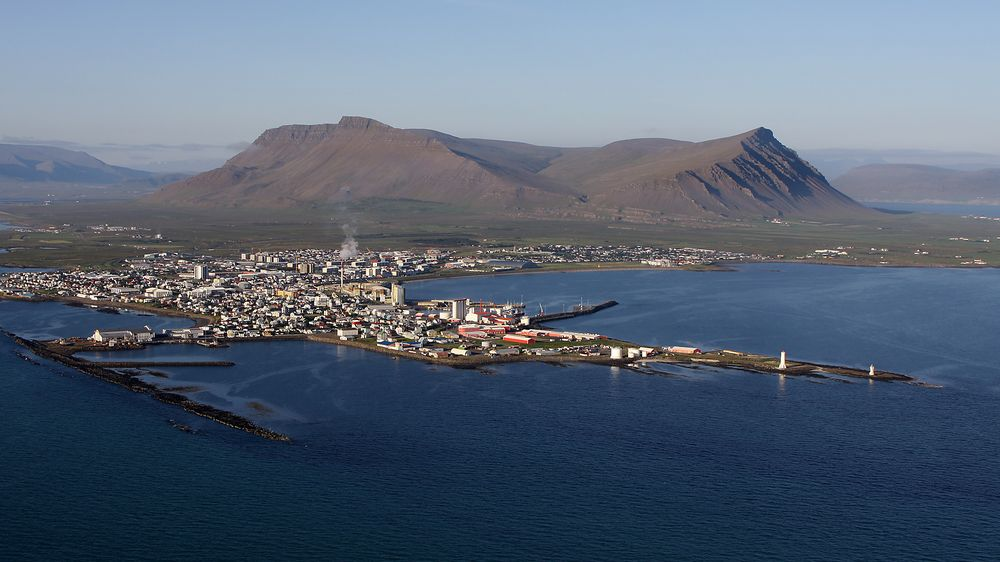
Akranes.
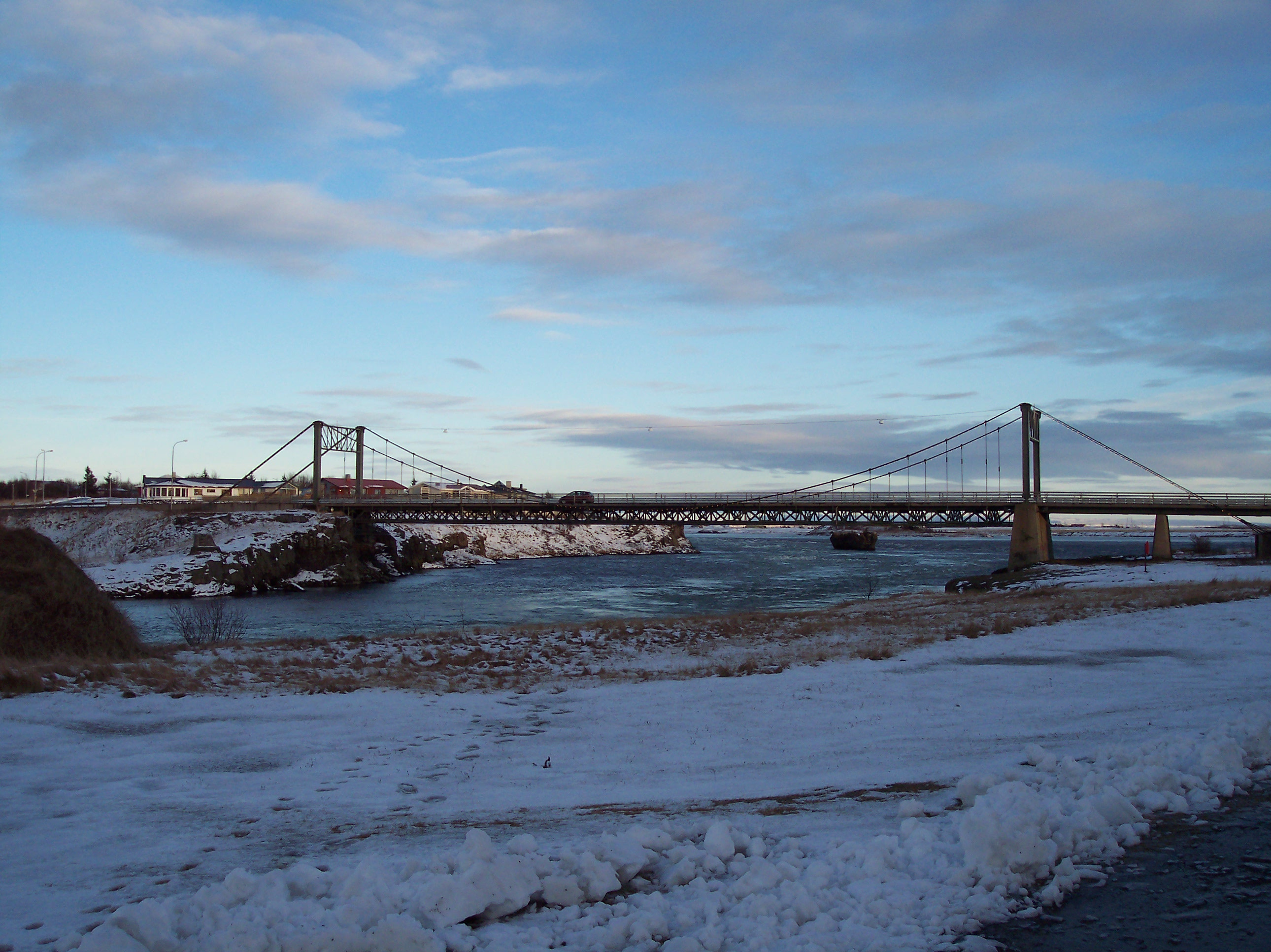
Árborg.

### Langues

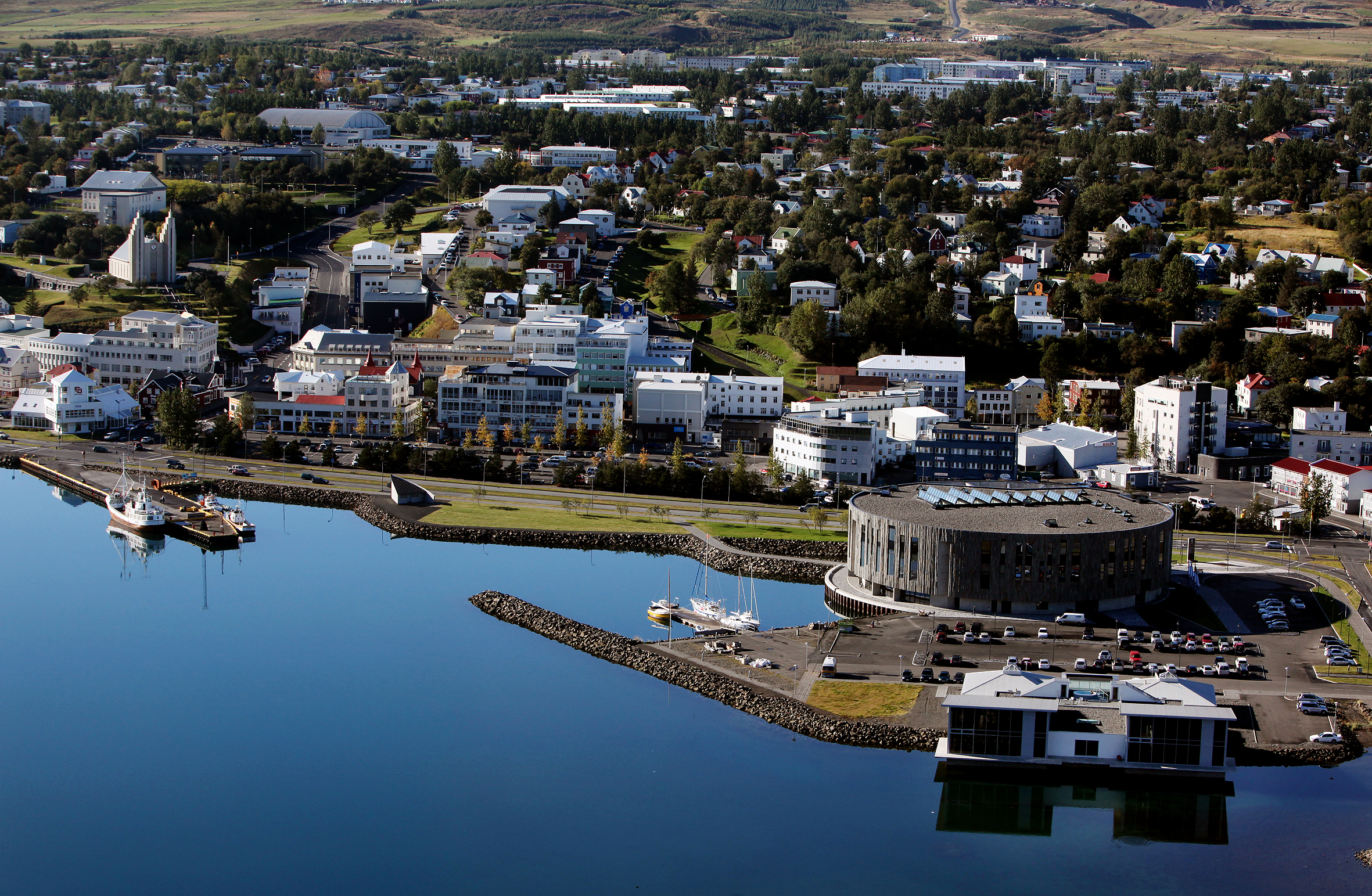
Port d'Akureyri.

Langue germanique parlée en Islande, l'islandais a pour racine historique le vieux norrois, qui était parlé depuis le Moyen Âge dans les pays scandinaves. L'isolement de l'Islande et son importante culture de l'écrit ont permis une conservation exceptionnelle de la langue originelle notamment dans sa version écrite mais également sous sa version orale.
L'anglais (85 % des Islandais peuvent s'exprimer en anglais) et le danois (compris et parlé par 75 % des Islandais) sont aussi largement parlés et compris, ce qui permet l'intercompréhension scandinave avec les autres langues nordiques. Le féroïen est très proche à l'écrit de l’islandais, toutefois la prononciation est relativement différente. Le français et l'allemand sont aussi enseignés dans des collèges et à la fin de l'enseignement secondaire.
La Constitution ne mentionne pas de langue officielle, ou d'autres caractéristiques identifiant la nation islandaise. L'islandais devient la langue officielle le 7 juin 2011 par simple loi. Les langues anglaise et danoise sont aussi souvent utilisées dans l'administration.

### Religion
En Islande, il n'existe pas de séparation entre l'Église et l'État. Nommée dans la Constitution, l'Église d'Islande, ou Église évangélique-luthérienne d'Islande, est l'Église nationale. L'État recense l'affiliation religieuse de tous les citoyens islandais. En 2023, les Islandais étaient divisés entre les différents groupes religieux suivants :
- 58,6 % sont membres de l'Église d'Islande ;
- 18,7 % sont membres d'organisations religieuses non reconnues (ou non indiquées par les personnes interrogées) ;
- 7,7 % ne sont membres d'aucun groupe religieux ;
- 4,5 % sont membres des Églises libres de Reykjavik et d'Hafnarfjörður ;
- 3,8 % sont membres de l'Église catholique ;
- 1,5 % sont membres de la religion islandaise païenne (Ásatrúarfélagið) ;
- 0,5 % sont membres de l'église pentecôtiste islandaise ;
- le reste (2,4 %) se divise entre d'autres dénominations ou églises chrétiennes et moins de 2,4 % de la population est de confession non chrétienne (0,4 % de musulmans).

Le 3 mai 1973, Sveinbjörn Beinteinsson, agriculteur, poète, chanteur et chef spirituel païen islandais, réussit à faire reconnaître la religion islandaise païenne, l'Islenska Asatruarfelagid (Ásatrúarfélagið) par le gouvernement islandais comme religion officielle d'État pouvant marier et baptiser les citoyens islandais qui le souhaitent.

### Sécurité et criminalité
Le taux d'homicide en Islande est le plus bas de l'OCDE. En 2003, 2006 et 2008 aucun homicide n'est recensé sur l'île. Le taux d'agression est également plus bas que dans le reste des pays de l'OCDE. En 2013, la police tue un habitant pour la première fois. Il s'agissait d'un forcené, enfermé dans son appartement et tirant des coups de feu,,. Selon l'ambassade américaine à Reykjavik : « La criminalité est, en comparaison, plus faible que dans beaucoup de pays développés. C'est en partie dû à un niveau de vie élevé, une population réduite, et des forces de l'ordre diplômées et bien formées »,.

### Système éducatif
Lors de la publication du rapport PISA-2012 de l'OCDE, le système éducatif islandais est mal classé. Il se trouve dans les pays les plus faibles en lecture et en sciences, et dans les pays moyens pour les mathématiques. L'Islande a ainsi perdu 12 places par rapport au précédent rapport PISA. De façon générale, les pays nordiques ont tendance à perdre des places au profit des pays d'Asie du Sud-Est.

### Système de soins
Il existe un système de soins de santé universel en Islande qui est administré par le ministère des affaires sociales et qui est financé à 85 % par les impôts et à 15 % par les frais de service. Il n’existe pas d’hôpitaux privés ni d’assurances privées.
Le gouvernement consacre une importante partie de son budget aux soins de santé qui est l’un des plus performants au monde, classé 15e par l’Organisation mondiale de la santé.
En 2009, l'Islande avait 3,7 médecins pour 1 000 habitants alors qu’en moyenne il y en a 3,1 dans les pays de l'OCDE, et 15,3 infirmiers pour 1 000 habitants contre une moyenne de 8,4 dans les pays de l’OCDE.
La proportion de la population qui fume est inférieure à la moyenne de l'OCDE et l'espérance de vie moyenne est de 81,8 ans ce qui correspond à la 4e plus élevée dans le monde.
D'autre part, l'Islande est le pays le moins pollué du monde grâce à une forte utilisation de l'énergie géothermique, une faible densité de population, et un niveau élevé de prise de conscience environnementale des citoyens. Selon une évaluation de l'OCDE, la quantité de matière toxique mesurée dans l'atmosphère est beaucoup plus faible que n'importe quel autre pays industrialisé.

## Culture

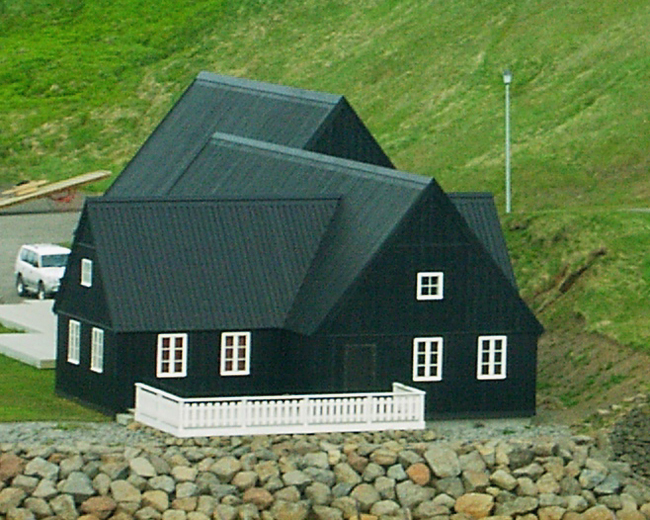
Une maison islandaise.

La culture de l'Islande est un mélange entre les traditions ancestrales issues de l'ère viking et les coutumes modernes.
Les traditions s'expriment par la conservation de certaines croyances, comme la présence d'elfes invisibles, ainsi que par la célébrité des sagas qui y ont été imaginées et mises par écrit à l'époque médiévale : certaines, comme la saga de Hrafnkell, sont toujours lues et appréciées aujourd'hui. Plus de la moitié des Islandais affirment croire à la présence d'elfes ; fin août 2016, une entreprise est même contrainte de déterrer un rocher qui, selon certains Islandais, abriterait des elfes,,.
L'Islande connaît également une américanisation qui imprègne le pays : séries en anglais sous-titrées en islandais, diffusion à la télévision du football américain ou encore omniprésence de Coca-Cola par exemple. Les emballages d'alimentation venant de l'étranger, par exemple les céréales, sont rarement totalement traduits, pour des raisons de rentabilité.
Parmi les Islandais célèbres, il y a la chanteuse de pop Björk, les groupes Sigur Rós, GusGus, The Sugarcubes, Sólstafir, Skálmöld, Falkenbach, Múm, Kaleo. La majorité de ces groupes connus au-delà de la frontière islandaise sont orientés principalement vers l'electro, l'electropop et le post-rock ou vers le metal avant-gardiste et le viking metal.
En littérature, le romancier Þór Vilhjálmsson est très connu et Halldór Laxness reçut le prix Nobel de littérature en 1955. L'écrivain Guðbergur Bergsson est fameux. Dans le genre du roman policier, Arnaldur Indriðason est traduit et apprécié dans la plupart des langues occidentales. Jón Kalman Stefánsson, romancier et poète, est traduit dans une vingtaine de langues.

### Fêtes et jours fériés
| Date                 | Nom français         | Nom local            | Remarques                                  |
| -------------------- | -------------------- | -------------------- | ------------------------------------------ |
| 1er janvier          | Jour de l'an         | Nýársdagur           | Fête internationale civile                 |
| Jeudi saint          | Jeudi saint          | Skírdagur            | Calendrier pascal chrétien                 |
| Vendredi saint       | Vendredi saint       | Föstudagurinn langi  | Calendrier pascal chrétien                 |
| Lundi de Pâques      | Lundi de Pâques      | Annar í páskum       | Calendrier pascal chrétien                 |
| 3e jeudi d'avril     | Fête de l'Été        | Sumardagurinn fyrsti | Fête traditionnelle pour la fin de l'hiver |
| 1er mai              | Fête du Travail      | Verkalýðsdagurinn    | Fête internationale civile                 |
| 17 juin              | Fête nationale       | Lýðveldisdagurinn    | Indépendance de 1944                       |
| Jeudi de l'Ascension | Jeudi de l'Ascension | Uppstigningardagur   | Calendrier pascal catholique               |
| Lundi de Pentecôte   | Lundi de Pentecôte   | Annar í hvítasunnu   | Calendrier pascal catholique               |
| 1er lundi d'août     | Fête des commerçants | Verslunarmannahelgi  | Fête traditionnelle                        |
| 24 décembre          | Veillée de Noël      | Aðfangadagur jóla    | L'après-midi seulement.                    |
| 25 décembre          | Jour de Noël         | Jóladagur            | Fête chrétienne                            |
| 26 décembre          | Lendemain de Noël    | Annar í jólum        |                                            |
| 31 décembre          | Veillée du Nouvel an | Gamlársdagur         | L'après-midi seulement.                    |

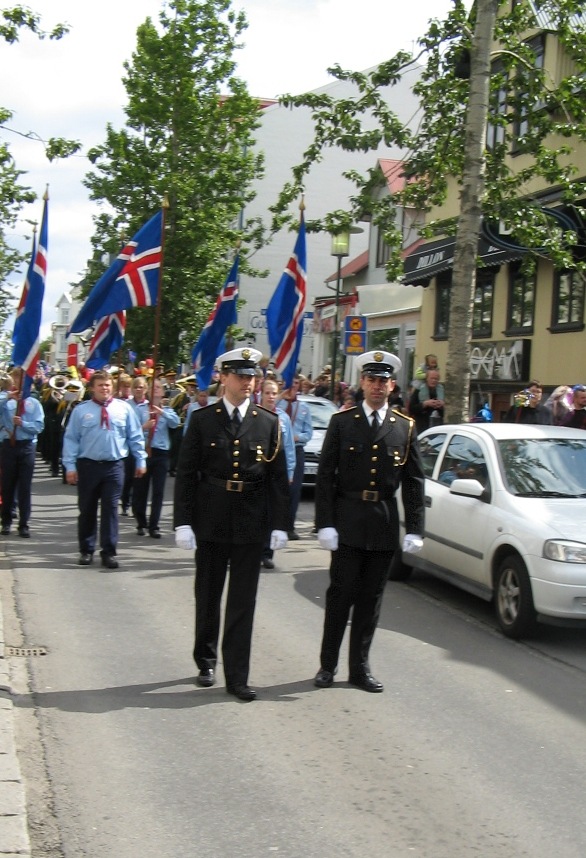
Défilé lors de la fête nationale le 17 juin.

Les dimanches (incluant la fête de Pâques et Pentecôte) sont également tous chômés. Le Jour de l’Indépendance n’est pas un jour férié, mais de nombreux Islandais, notamment à l’étranger, commémorent l’indépendance de l’Islande (1er décembre 1918). La fête nationale, le 17 juin, commémore la fondation de la république et a été choisie en fonction de la date de naissance de Jón Sigurðsson, artisan de l’indépendance.

### Littérature

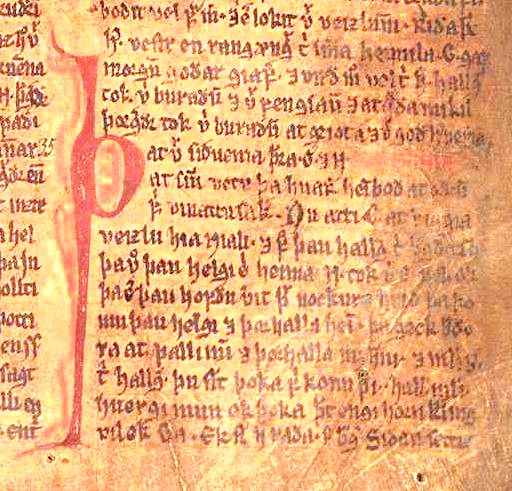
Un extrait de la Saga de Njáll le Brûlé.

La littérature islandaise médiévale se compose des sagas, des eddas et de la poésie scaldique. Contes épiques écrits en prose, les sagas sont écrites en vieil islandais par des auteurs anonymes des XIIe et XIIIe siècles. Les plus connues sont les Sagas du Vinland, composé de la Saga d'Eiríkr le Rouge et de la saga des Groenlandais qui racontent la découverte du Groenland et du Vinland, la Saga de Njáll le Brûlé, ou encore la saga de Hrafnkell qui relate les faits marquants des premiers colonisateurs de l'Islande et de leurs descendants au Xe siècle.
L'écrivain Snorri Sturluson a rédigé au Moyen Âge plusieurs ouvrages dont l'Edda de Snorri, exposant poèmes et récits de mythologie scandinave. Il existe une autre edda, l'Edda poétique, qui rassemble des poèmes mythologiques de l'ère pré-chrétienne.
Une traduction de la Bible a été publiée au XVIe siècle. La littérature entre le XVe et le XIXe siècle comprend des poèmes sacrés, comme les Psaumes de la Passion d'Hallgrímur Pétursson, un des plus célèbres poètes d'Islande, mais aussi des Rímur, qui sont des poèmes épiques. L'auteur islandais contemporain le plus connu est sans doute Halldór Laxness, qui a reçu le prix Nobel de littérature en 1955 ; il y a aussi les romanciers Thor Vilhjálmsson et Guðbergur Bergsson. La littérature policière islandaise a quelques auteurs phares, Arnaldur Indriðason est traduit dans la plupart des langues occidentales, Yrsa Sigurðardóttir est traduite dans de nombreuses langues. Décrite dans le poème Ofsjónir d'Eggert Olafsen, la Dame de la Montagne est l'incarnation féminine de l'Islande.

### Art

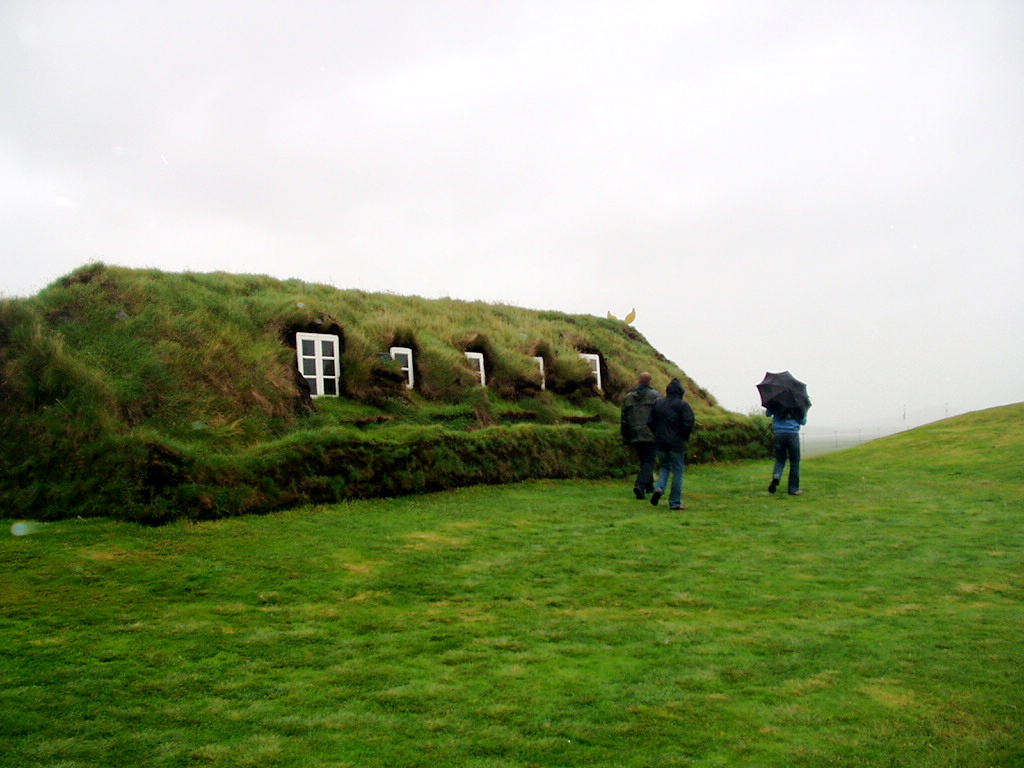
Une maison traditionnelle islandaise.

La première collection d'art publique est créée en 1884 au sein de la Galerie nationale islandaise. Elle est constituée à partir de dons d'artistes nordiques, principalement danois.
La peinture contemporaine islandaise trouve ses origines dans les travaux de Þórarinn Þorláksson qui a principalement peint les paysages de l'île. Il organise la première exposition consacrée à un peintre islandais contemporain en 1900. D'autres artistes ont suivi les traces de Þórarinn Þorláksson, comme Jóhannes Sveinsson Kjarval et Júlíana Sveinsdóttir.

### Musées
Le plus ancien musée du pays est le Musée national, fondé en 1863 à l'initiative du peintre Sigurdur Gudmundsson. La Galerie nationale, fondée à Copenhague en 1884, est aujourd'hui implantée à Reykjavik et rassemble quelque 10 000 œuvres de la plupart des grands artistes nationaux. Inauguré en 1923, le musée Einar Jónsson, situé également dans la capitale, est entièrement consacré à l'œuvre du premier sculpteur islandais. Le musée d'Art de Reykjavik est réparti sur trois sites dont l'ancien atelier de sculpture d'Ásmundur Sveinsson.
Situé en dehors de la capitale, le site du musée de Skogar est à la fois un écomusée, un musée de l'héritage culturel et un musée des techniques.

### Musique

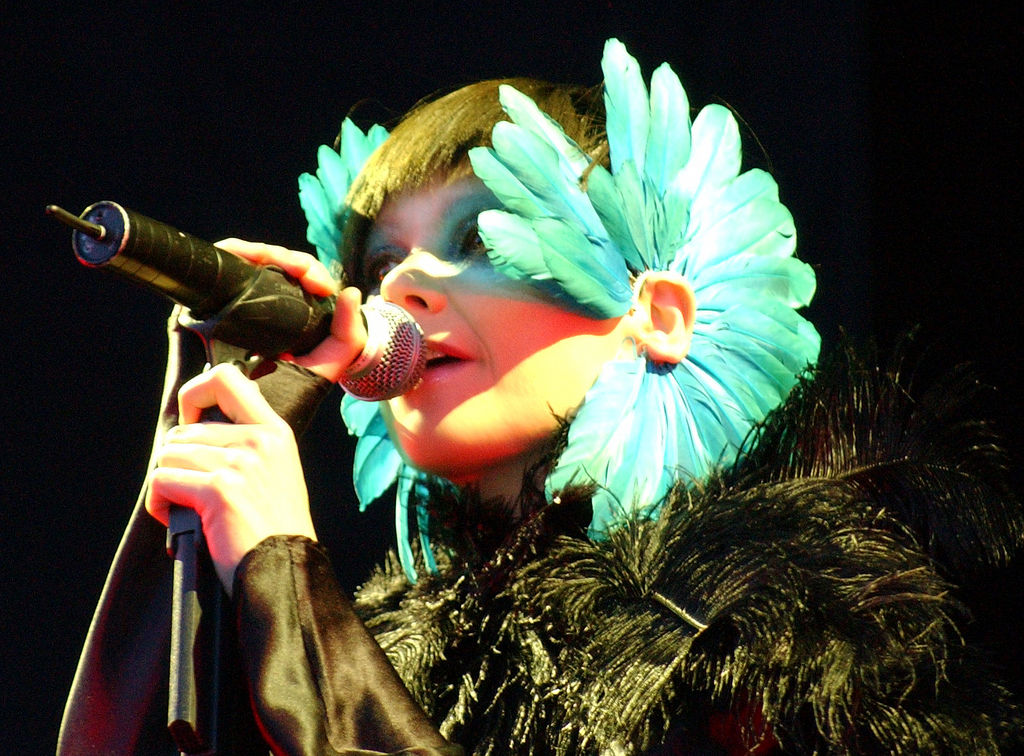
La chanteuse Björk.

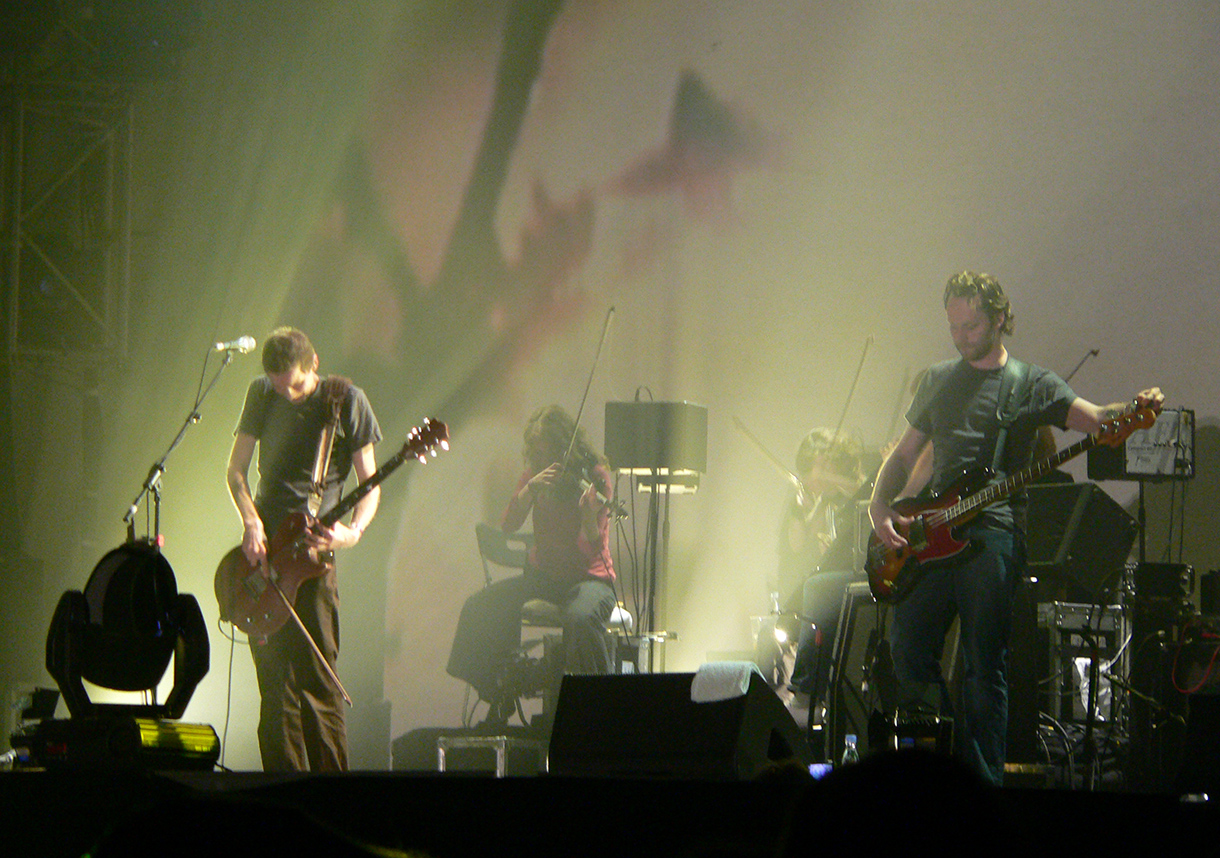
Le groupe Sigur Rós.

La musique islandaise est associée à la musique nordique. La musique traditionnelle est très religieuse. Hallgrímur Pétursson a écrit de nombreux hymnes protestants pendant le XVIIe siècle.
Les rímur occupent également une place importante dans le patrimoine culturel islandais. Les rímur sont des contes épiques, la plupart du temps a cappella, qui trouvent leur origine dans la poésie scaldique. Le poète le plus connu est Sigurður Breiðfjörð (1798-1846).
Jón Leifs (1899-1968) était un pianiste, chef d'orchestre et compositeur fortement inspiré du folklore islandais. Ses poèmes symphoniques Geysir (1961), Hekla (1964) et Dettifoss (1964) restituent les caractéristiques de ces éléments naturels.
Il existe en Islande de nombreux groupes pop-rock, comme Bang Gang, The Sugarcubes et Amiina, ou encore les chanteurs Bubbi Morthens, Megas et Björgvin Halldórsson. La scène indépendante est également importante avec Múm ou Sigur Rós. Beaucoup d'artistes et de groupes islandais sont connus mondialement comme Björk, Ágústa Eva Erlendsdóttir, Sigur Rós et Emilíana Torrini, mais encore GusGus, Quarashi, Mínus, Ásgeir Trausti, Samaris et Of Monsters and Men. Il y a aussi des groupes de heavy metal ou de viking metal comme Sólstafir ou Skálmöld. L'égérie gay et DJ populaire Paul Oscar est connu dans le domaine de la dance. Le principal festival musical est Iceland Airwaves, qui se tient chaque année à Reykjavik, et qui réunit aussi bien des groupes islandais que des groupes étrangers.

### Médias
Les chaînes de télévision les plus importantes en Islande sont la chaîne d'État RÚV et les chaînes privées Stöð 2 et SkjárEinn (es). Les stations de radio les plus importantes sont Rás 1, Rás 2 et Bylgjan (en). Les journaux quotidiens sont Morgunblaðið, Fréttablaðið et 24 stundir (en). Internet est aussi très présent en Islande et la plupart des Islandais ont un blog. Les sites internet les plus importants sont Vísir.is et Mbl.is.
C'est en Islande que le programme pour enfants LazyTown (islandais : Latibær) est fabriqué. Il a été créé par Magnús Scheving. Ce programme est devenu très populaire. Il est diffusé dans 98 pays, dont les États-Unis ou le Royaume-Uni. Les studios Lazytown se trouvent à Garðabær.

### Cuisine
La cuisine islandaise est à base de poisson pêché au large de l'île, d'agneau et de produits laitiers.
Le skyr est un aliment emblématique de la cuisine islandaise. Il s'agit d'un produit laitier dont la texture est similaire à celle du yaourt, bien qu'il s'agisse d'un fromage frais. Le skyr est pauvre en matières grasses et riche en protéines. Parmi les autres plats traditionnels, on compte aussi le Þorramatur, une sélection d’aliments traditionnels islandais comme les fruits de mer et les abats, ainsi que le hákarl, préparation à base de requin du Groenland. Plokkfiskur, kjötsúpa et humarsúpa (soupe aux crustacés) sont des plats communs islandais.
La restauration rapide islandaise est réputée pour la pylsa, une sorte de hot-dog, pouvant être agrémenté de ketchup, de moutarde, de rémoulade, d'oignons crus ou d'oignons frits,.

### Échecs
Les échecs sont très populaires en Islande. C'est ainsi à Reykjavik qu'a été organisé le championnat du monde de 1972 entre Bobby Fischer et Boris Spassky. L'Islande compte neuf grands maîtres internationaux, dont le premier fut Friðrik Ólafsson.

### Sport

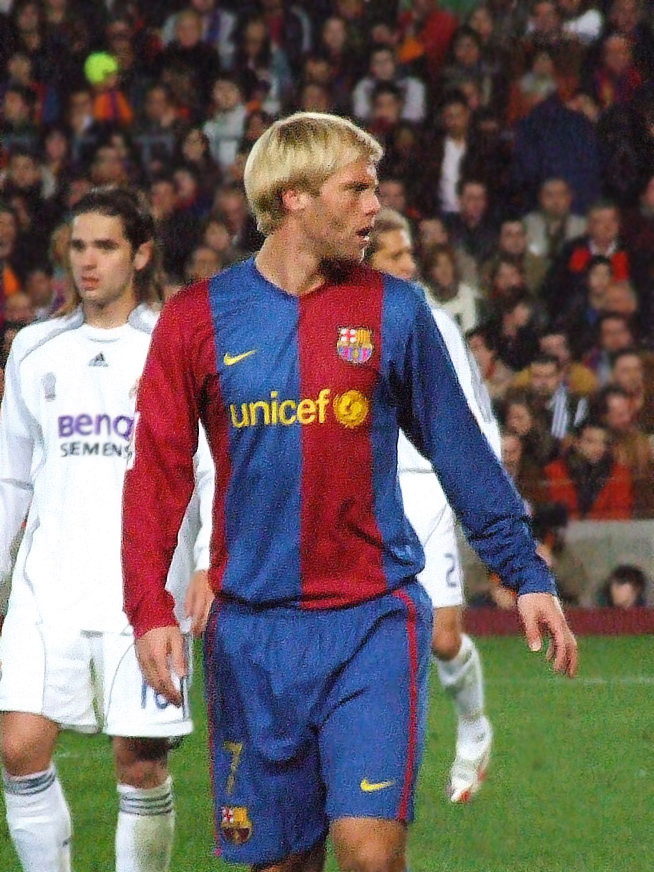
Le footballeur Eidur Guðjohnsen.

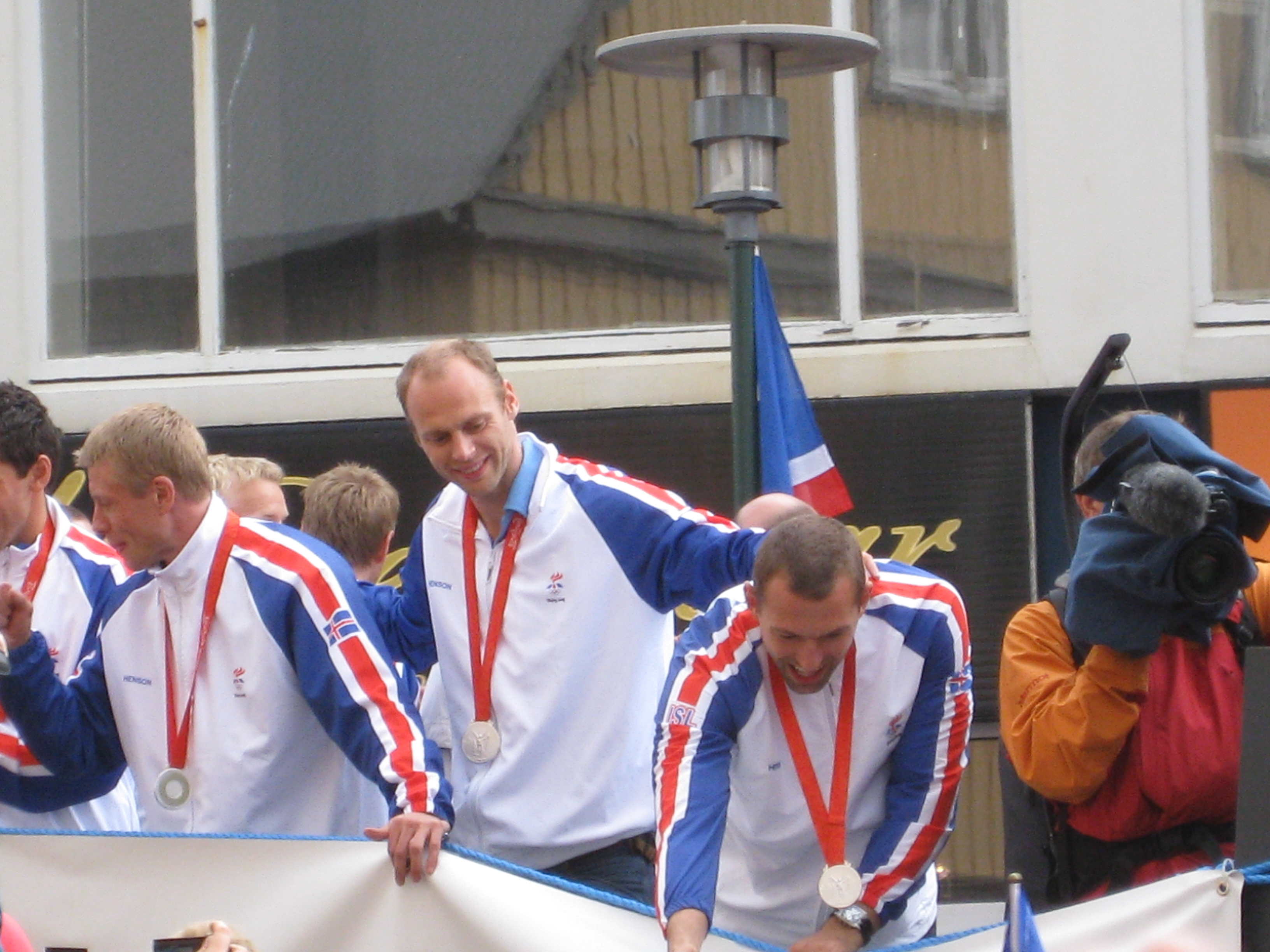
L'équipe nationale islandaise de handball fêtant sa médaille d'argent obtenue aux JO de Pékin 2008.

Le sport occupe une place importante dans la culture islandaise. Le principal sport traditionnel en Islande est la Glíma, une forme de lutte dont les origines remontent au Moyen Âge.
Le handball est souvent considéré comme étant le sport national et l'équipe d'Islande fait partie des toutes meilleures équipes mondiales et a décroché la médaille d'argent aux Jeux olympiques de 2008.
Au football, l'équipe nationale féminine est classée 18e mondiale par la FIFA. Quant à l'équipe masculine de football, elle s'est qualifiée pour l'Euro 2016 en arrivant 2e de son groupe, après la République tchèque. Non contente de se qualifier pour la première fois pour une compétition majeure, l'Islande accède d'emblée aux quarts de finale de l'Euro 2016. Toutefois, elle a failli y parvenir lors des éliminatoires de l'Euro 2000 en faisant trembler notamment la France. Elle frôla également d'un point la place de barragiste derrière l'Écosse lors des éliminatoires de l'Euro suivant (Euro 2004). Elle disputa en novembre 2013 les barrages de la zone Europe contre la Croatie pour les qualifications de la Coupe du monde de football 2014 mais perdit au match retour et ne devint pas la plus petite nation ayant participé à une phase finale de coupe du monde. De plus, elle possède en la personne de Eidur Guðjohnsen, du FC Bruges, un attaquant de rang mondial. En 2015, l'équipe nationale de football (KSI) se qualifie pour la première fois de son histoire à l'Euro 2016, se déroulant en France ; elle prend la première place (19 points et 12 pour le 3e) à deux journées de la fin de son groupe (A) devant des nations confirmées en football tels que la République tchèque, la Turquie et les Pays-Bas, qu'elle bat par deux fois durant cette qualification.
Durant l'Euro 2016, l'équipe islandaise termine seconde de son groupe (F) derrière la Hongrie et devant le Portugal. En 1/8e de finale, elle bat l'équipe d'Angleterre sur le score de 2 buts à 1, et accède donc aux 1/4 de finale face à l'équipe de France. Elle perdit ce match sur le score de 5-2 (4-0 à la mi-temps).
Le 9 octobre 2017, l'équipe nationale de football (KSI) se qualifie pour la première fois de son histoire à la Coupe du Monde sur un score de 2-0 contre le Kosovo. Elle finit ainsi en tête de son groupe devant la Croatie, l'Ukraine, la Turquie, la Finlande et le Kosovo.
Parmi les autres sports populaires en Islande, on trouve le basket-ball, l'athlétisme et l'équitation.